# Hình tượng con ngựa trong nghệ thuật
Hình tượng con ngựa trong nghệ thuật là hình ảnh của con ngựa trong nghệ thuật, ngựa là chủ đề khá quen thuộc trong văn học, âm nhạc, hội họa, điêu khắc, kiến trúc, chúng đã trở thành một mô típ tương đối phổ biến nhất là ngựa gắn với các danh tướng lịch sử, do đó trong nghệ thuật có nhiều tác phẩm điêu khắc đã tạc tượng nhiều tượng danh nhân ngồi trang trọng trên lưng ngựa và về nghệ thuật hội họa có nhiều tranh nghệ thuật mô tả về vẻ đẹp của ngựa.
Ngựa gắn với con người ngay từ khá sớm, chúng gắn bó mật thiết từ đời sống hằng ngày đến nơi trận mạc, hình tượng con ngựa không những được thể hiện thành những hình tượng trên bích họa hay trong các bức quốc hoạ mà còn lắng đọng trong nhiều câu chuyện dân gian trong các dân tộc phương Đông cũng như phương Tây. Người xưa đã huyền thoại ngựa trở thành loài vật linh thiêng, hoá thân vào đời sống văn hoá tâm linh với đa dạng hình tượng nghệ thuật phong phú, sinh động.

## Tổng quan

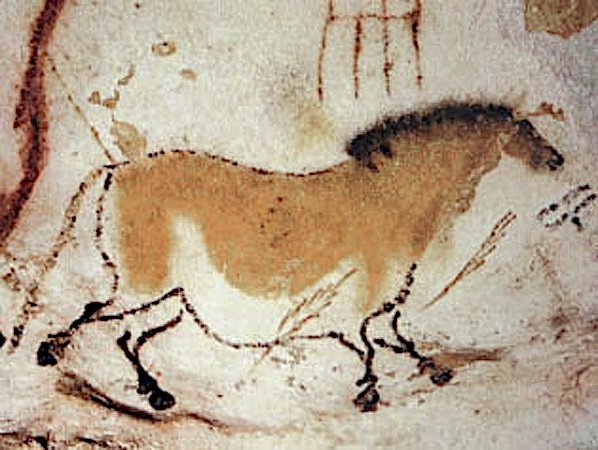
Hình một con ngựa vẽ trên vách hang động Lascaux, cách đây chừng 16.000 năm

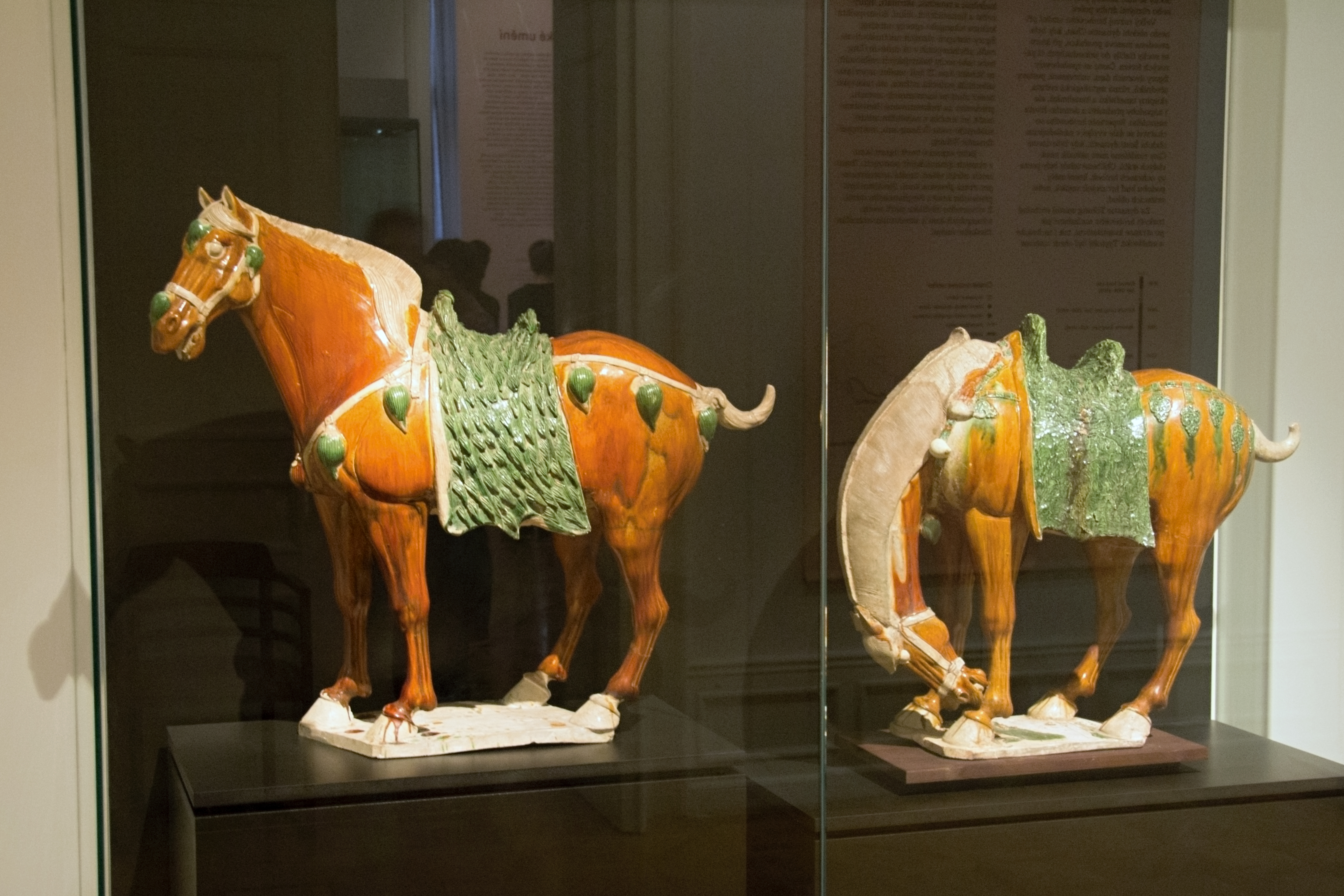
Tượng ngựa Đại Uyên thời Đường, đầu thế kỷ thứ 8

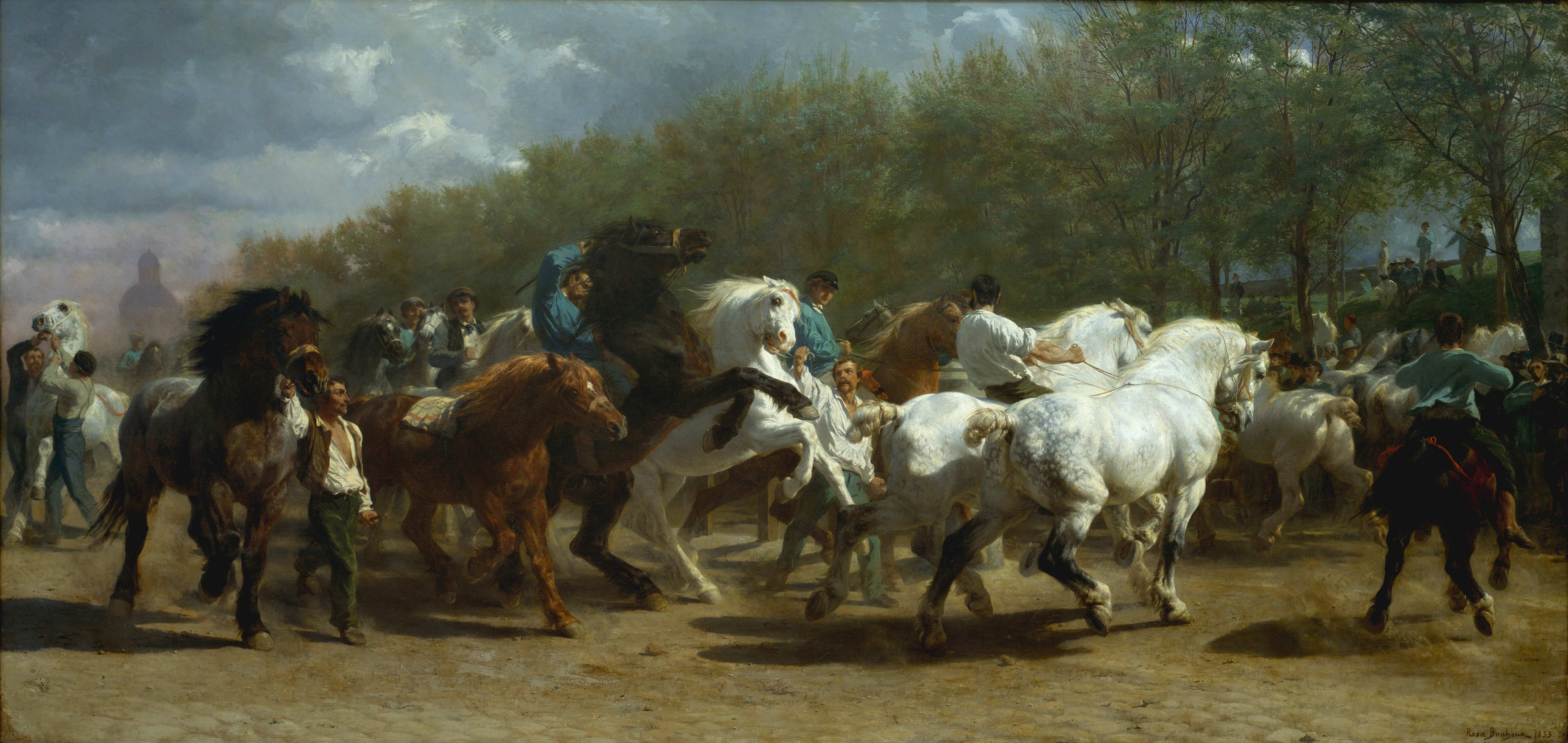
Phong cách hội họa phương Tây

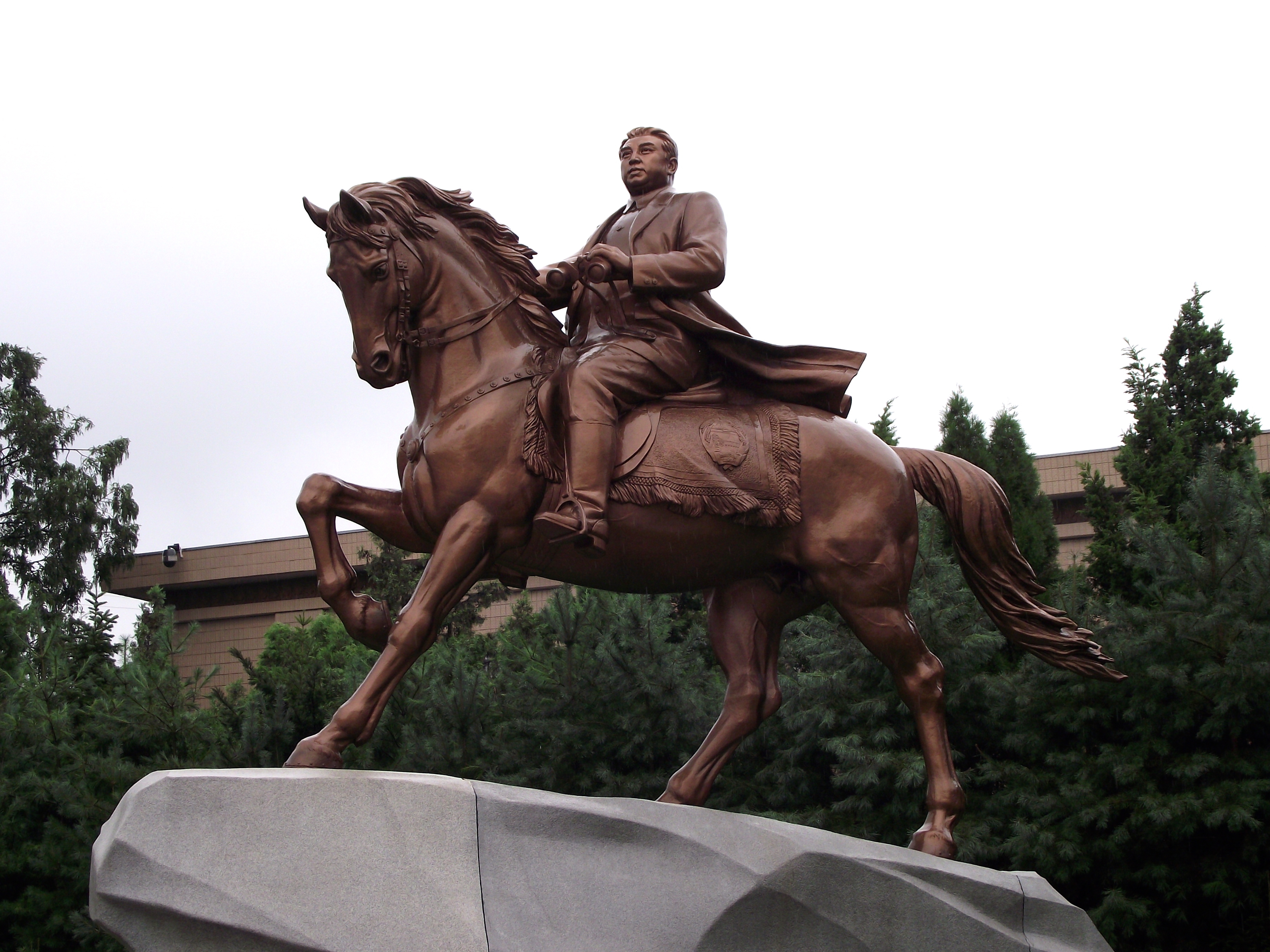
Tượng Kim Nhật Thành đang cưỡi ngựa tại thủ đô Bình Nhưỡng ở Bắc Triều Tiên

Hình ảnh con ngựa xuất hiện từ rất sớm trong các nền văn minh thế giới. Tuy nhiên, mỗi nơi lại có cách thể hiện khác nhau. Nhiều dân tộc trên thế giới, phương Đông cũng như phương Tây, con ngựa không những có một vị trí quan trọng trong cuộc sống hàng ngày mà đã đi vào thế giới tinh thần và thẩm mỹ, ngựa đã trở thành một biểu tượng của văn học và nghệ thuật từ Đông sang Tây từ rất lâu đời. Ngựa đã xuất hiện trong các tác phẩm hội họa suốt chiều dài lịch sử mỹ thuật của loài người.
Ngựa sớm xuất hiện trong những bức tranh vẽ trên vách hang đá của người tiền sử, có những bức vẽ niên đại lên tới hàng nghìn năm, như bức vẽ được tìm thấy trong hang Lascaux ở miền tây nam nước Pháp có niên đại 16.000 năm. Nhiều họa sĩ đã dụng công đầu tư công sức sáng tác tranh về các loài vật, trong đó có hình tượng con ngựa được tập trung miêu tả trên nhiều chất liệu như sơn dầu, thuốc nước, bột màu. Trong nghệ thuật đương đại, ngựa ít được đề cập hơn bởi nó không còn chiếm vị trí quan trọng trong đời sống con người, trong hội họa, ngựa vẫn luôn là một đề tài có dung lượng lớn.
Lý do con ngựa được quan tâm là chủ đề, hình tượng của nghệ thuật bởi vì ngựa là một con vật đẹp đẽ thanh cao, trung thành, tình nghĩa, con ngựa rất gắn bó với đời sống của con người từ cuộc sống hàng ngày cho đến khi ra trận. Về thị giác, ngựa là loài có màu sắc đa dạng và đẹp, ngựa có nhiều màu, dựa vào màu lông có màu trắng gọi là ngựa trắng, ngựa bạch, ngựa kim (lông màu trắng mốc), đen tuyền gọi là ngựa đen hay ngựa ô, đen pha đỏ tươi là ngựa vang, tím đỏ pha đen là ngựa tía, đen pha đỏ đậm là ngựa hồng, ngoài ra còn có ngựa xám, ngựa vằn, ngựa bích.
Ngựa còn có ngoại hình đẹp, về cách đi đứng của con ngựa có nhiều động từ để diễn tả như: Đi, bước, rảo, chạy, nhảy, kiệu, phóng, vút, phi (bay), tế, sải, lao, vọt, phốc, phi nước đại, phi nước kiệu, phi rạp mình, ngựa lồng, dựa vào nước chạy có ngựa tế (chạy đua nước lớn), ngựa kiệu (chạy lúp xúp), ngựa sải (nhảy theo sải), dựa vào sức khỏe có ngựa bền (chạy dai sức), ngựa bở (chạy yếu sức), ngựa nục (mập béo), ngựa lao (đau ốm mất sức), người ta còn dùng thuật ngữ dáng ngựa để mô tả về chúng.
Ngựa trong chiến trận, trong văn học nghệ thuật tượng trưng cho sự dũng mãnh, nhanh nhẹn. Trong đời thường ngựa tượng trưng cho sự khỏe khoắn, lãng mạn. Ngựa là con vật trung thành, là biểu tượng của sự kiên nhẫn, bền bỉ, sinh sôi, may mắn, tài lộc, trong nghệ thuật rất nhiều nhà điêu khắc tài hoa, họa sĩ nổi tiếng đã tạc tượng, vẽ tranh ngựa trên sách báo, đền đài, lăng tẩm. Nhiều nơi đều có tượng danh nhân ngồi trên lưng ngựa đặt trang trọng ở các quảng trường, công viên. Con người thường dựa ngựa để tạo dáng vẽ tranh, chụp ảnh cho thêm phần quý tộc, khắc họa tính mạnh mẽ của con người.
Ngựa được đúc thành tượng, đặt nơi trang trọng trong nhà cùng với các nhân vật nổi tiếng như Quan Công hay Napoleon, tượng ngựa chở Peter Đại đế ở St Petersburg, Quang Trung ở Quy Nhơn. Về tranh ngựa có họa sĩ Trung Quốc Từ Bi Hồng chuyên vẽ tranh ngựa và cùng nhiều danh họa phương Tây khác sáng tác nhiều chủ đề về ngựa như họa sĩ John Collier vẽ tranh (Nàng Godiva lõa thể trên lưng ngựa), Nguyễn Tư Nghiêm, Đỗ Đức (Việt Nam), có một trường phái hội họa chuyên vẽ về ngựa, họa sỹ nổi tiếng nhất vẽ về ngựa đó là ông Từ Bi Hồng (1895-1953) người Giang Tô, Trung Quốc, có người đặt tượng ngựa ở tại những vị trí đẹp trong nhà với hy vọng Mã đáo thành công.

## Phương Tây

### Cổ điển

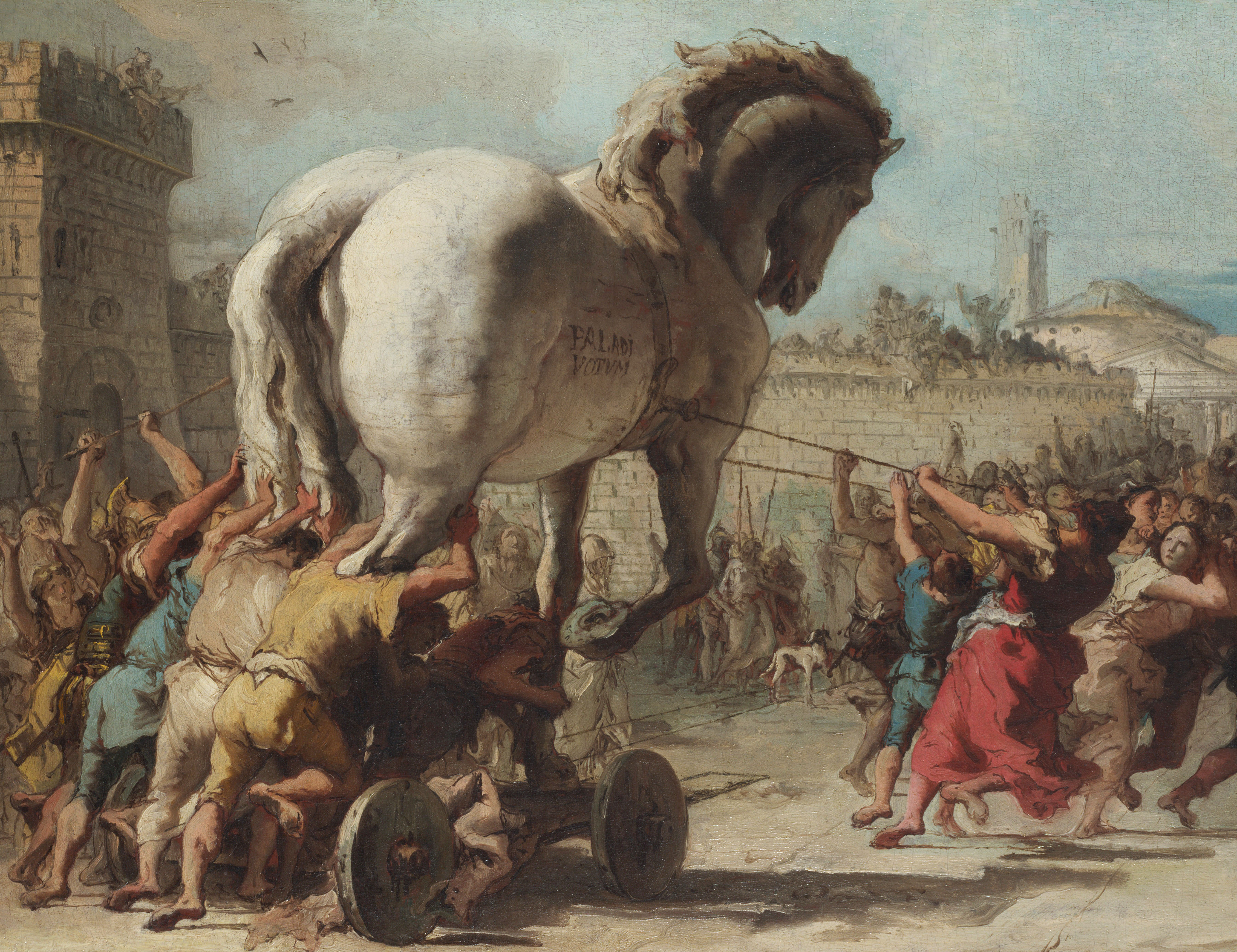
Tranh Đám rước con ngựa thành Troia ở Troia, họa sĩ Giovanni Domenico Tiepolo

Trong mỹ thuật và điêu khắc Phương Tây, hình ảnh con ngựa luôn gắn liền với những chiến binh, ngựa phải có người cưỡi còn không sẽ dễ thành con ngựa hoang, người cưỡi để muốn nói đến sự hùng dũng, cái khí thế của một con ngựa chiến thì phải là một chiến binh. Ngựa trên nhiều vùng trên thế giới nhiều di tích thời đại đá cũ cách ngày nay hàng mấy vạn năm ở châu Âu, châu Phi các nhà khảo cổ đã phát hiện những bức tranh vẽ trên vách núi, vách hang, thường được gọi là bích họa, hình những thú rừng. Trong đó có những bức bích họa nổi tiếng khắp toàn thế giới, như bức tranh ngựa ở hang Lauscaux. Cũng thuộc thời tiền sử, còn có khối đá vôi chạm nổi một con ngựa và một con vật hư cấu ở hang đá Rốc-Đơ-Xê.
Hình ảnh ngựa cũng thường xuất hiện trong các tác phẩm nghệ thuật của người Hy Lạp cổ đại. Hình ảnh các chiến binh cưỡi ngựa ra trận thường trở đi trở lại. Điều này bắt nguồn từ con ngựa Thành Troie, khi tướng Odyssey của Hy Lạp đã nghĩ ra diệu kế dỡ thuyền lấy gỗ đóng thành một con ngựa khổng lồ đưa quân lính vào bên trong rồi đóng lại, chỉ để một người đứng ngoài đánh lừa quân Troia nói rằng quân Hy Lạp đã rút lui, để lại món quà này để đền bù cho bức tượng Athena bị phá hủy. Quân Troie tưởng thật, vui mừng đưa lính ra kéo con ngựa gỗ khổng lồ vào trong thành, bất ngờ quân Hy Lạp từ trong bụng ngựa gỗ xông ra, mở cửa thành cho đại quân đánh vào chiếm thành dễ dàng.
Để thưởng công và vinh danh con vật trung thành bậc nhất, người châu Âu đã cho xây đắp, đúc nhiều tượng ngựa. Về điêu khắc, tượng ở Lê Nin Grat cũng rất đẹp, do Phan-Cô-Nê là tác giả. Nếu làm tượng ở dáng phi như thế thì rất khó, là gân cơ của nó, cơ bắp của nó, chuyển động mạnh, không chỉ chồm lên bằng sức mạnh mà còn có cả khí thế của nó. Kỷ lục về tượng người cỡi ngựa lớn nhất thế giới, vẫn là bức tượng đồng của vị anh hùng dân tộc Tiệp Khắc Dideca đã đẩy lui được ngoại xâm vào năm 1420. Tượng ông cỡi con chiến mã cao 9m, dài 10m, nặng 16,5 tấn, đứng trên một ngọn đồi tại thủ đô Praha. Sau này, những hình tượng ngựa của Alexander Calder, nhà điêu khắc Mỹ nổi tiếng, cũng như nhà điêu khắc Ý Marino Marini với những tác phẩm mang tính hiện đại, vẫn cho ta thấy nỗi ưu tư về sự hỗn mang sau Thế chiến II ở châu Âu.
Trong nghệ thuật, suốt 150 năm qua, môn cỡi ngựa gần như chiếm lĩnh các sân khấu xiệc nổi tiếng của Pháp và Đức. ngựa không chỉ còn giới hạn trong những đề tài quen thuộc mà còn bắt đầu xuất hiện trong một lĩnh vực mới, đó là thi đấu thể thao. Hình ảnh khi được chứng kiến cảnh một nữ kỵ sĩ mặc áo đuôi tôm, đầu đội mũ cao, ngồi vắt vẻo hai chân một bên trên lưng ngựa, mặt che mạng hồng, ve áo có cài một chùm hoa tím. Đây là biểu tượng của sự hào hoa phong nhã trong giới thượng lưu trí thức Âu Tây vào cuối thế kỷ trước. Chính diễn viên nhào lộn người Anh Phillip (1742-1814) là người đầu tiên đem môn cỡi ngựa lên sân khấu nghệ thuật nổi tiếng qua bộ trang phục thời danh Lecadrenoir.

### Tranh thời Trung đại

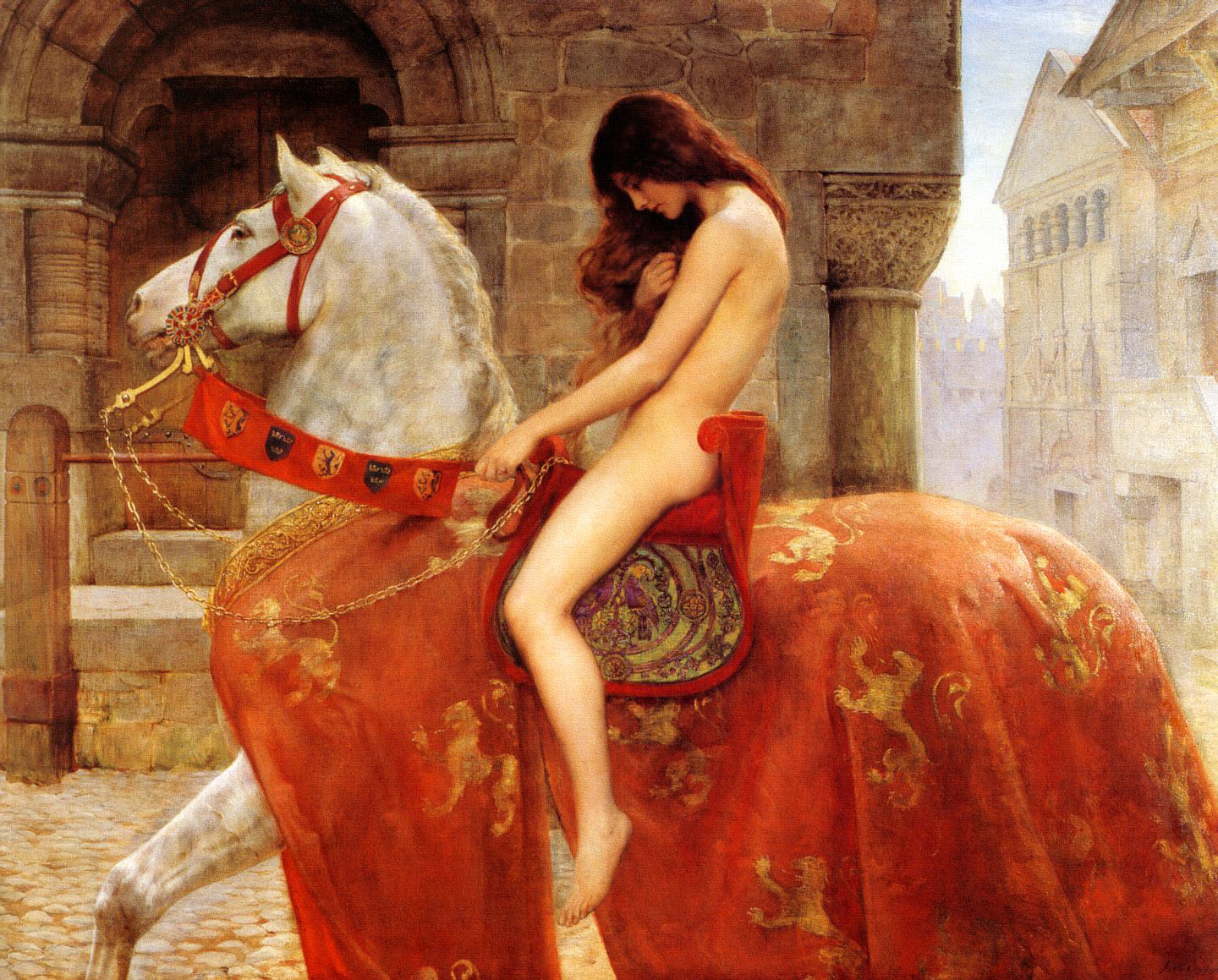
Một họa phẩm xuất sắc của John Collier về Nàng Godiva đang cưỡi trên một con ngựa trắng

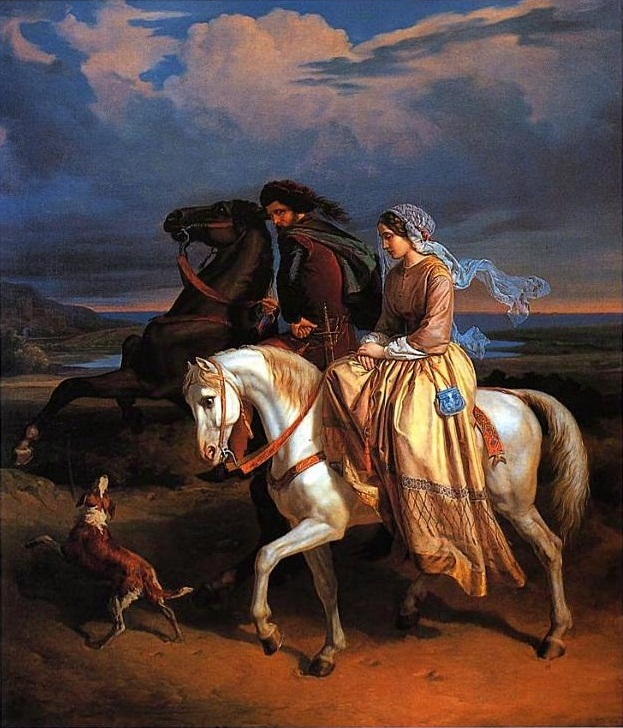
Một bức tranh sơn dầu về ngựa

Những hình tượng ngựa cũng được thấy trong hội họa phương Tây từ thời phong kiến cho tới thời tư bản. Người châu Âu rất mê vẽ ngựa, tranh ngựa thật đẹp cũng hiếm chứ không phải nhiều người vẽ mà phong phú. Trong thời kỳ Trung cổ, những trận đấu giữa các hiệp sĩ, kỵ sĩ trên lưng ngựa là một hình ảnh đẹp, thường được các họa sĩ như Paolo Uccello hay Albrecht Dürer khắc họa. Tranh khắc họa chủ đề chiến trận thường để ngựa tham gia vào các trận đánh. Bên cạnh ngựa lúc này là sự hiện diện của các chiến binh, kỵ sĩ, hiệp sĩ, cung thủ.
Ở thời kỳ Phục hưng (bắt đầu từ thế kỷ XVI) tại châu Âu, hình ảnh ngựa lại tiếp tục khơi nguồn cảm hứng sáng tạo cho các họa sĩ như Paolo Uccello, Benozzo Gozzoli, Leonardo da Vinci, Albrecht Dürer, Raphael, Andrea Mantegna hay Titian. Ngay Leona de Vince cũng đã bỏ ra 10 năm để nghiên cứu tranh ngựa, và có những họa phẩm xuất sắc về tranh ngựa, người ta nhìn thấy tranh của Da Vince thì thấy những con ngựa xông vào nhau, tiếng hét vang trời, những tiếng gươm đao loảng xoảng, cảm thấy cả mùi mồ hôi ngựa, trông hùng dũng phi thường làm nên tác phẩm để đời.
Trong thời kỳ nghệ thuật Ba-rốc (bắt đầu từ thế kỷ XVII), hình ảnh ngựa được các họa sĩ như Peter Paul Rubens, Anthony van Dyck hay Diego Velázquez khắc họa với vẻ đẹp lý tưởng. Ở thời kỳ này, các cuộc đua ngựa bắt đầu được tổ chức rộng rãi trên khắp châu Âu và đem lại nhiều hứng thú cho các họa sĩ. Kể từ giữa thế kỷ XVIII, trường phái nghệ thuật Lãng mạn bắt đầu chiếm thế thượng phong, những họa sĩ người Pháp như Théodore Géricault hay Eugène Delacroix tiếp tục khai thác hình ảnh ngựa nhưng không còn gắn liền ngựa với chiến binh, kỵ sĩ hay quá đề cao sức mạnh của ngựa nữa, hình ảnh ngựa trở nên mềm mại, lãng mạn, như một đối sánh với vẻ đẹp của thiên nhiên hoặc con người.
Phương Tây dùng chất liệu sơn dầu để tả thì nó có đầy đủ các khối, cơ bắp lên cuồn cuộn, và trong số rất nhiều họa sĩ từng vẽ tranh về ngựa, nổi tiếng nhất ở phương Tây có họa sĩ người Anh George Stubbs (1724-1806). Ngựa trở đi trở lại trong tranh ông đến mức người ta gọi ông là "họa sĩ của những chú ngựa". Một số bức họa về ngựa nổi tiếng có thể kể đến như: 
- Bức Trận đánh ở San Romano của họa sĩ người Ý Paolo Uccello vẽ năm 1435-1460.
- Bức tranh in khắc "Hiệp sĩ, Tử thần và Quỷ dữ" của họa sĩ người Đức Albrecht Dürer vẽ năm 1513
- Bức Thánh Martin và người ăn mày của họa sĩ người Tây Ban Nha El Greco vẽ năm 1597-1600
- Bức "Chân dung khi cưỡi ngựa của công tước xứ Lerma" do họa sĩ Peter Paul Rubens vẽ năm 1603
- Bức "Chân dung của Hoàng đế Charles V trên lưng ngựa" do họa sĩ Anthony van Dyck vẻ năm 1620
- Bức "Quý bà Godiva" của họa sĩ người Anh John Collier, vẽ năm 1897.
- Bức "Một chú ngựa trắng" của họa sĩ Diego Velázquez, vẽ năm 1635.
- Bức "Bắt con ngựa hoang" của họa sĩ người Pháp Théodore Géricault vẽ năm 1817.
- Bức Ngựa trong cơn bão của Delacroix trong thời kỳ này đậm nét bi thảm.

### Tranh thời Cận đại

Một họa phẩm theo phong cách phương Tây

Hình ảnh ngựa trong thi đấu thể thao trở thành đề tài phổ biến ở đầu thế kỷ XIX với những họa sĩ quý tộc như Benjamin Marshall, James Ward, Henry Thomas Alken, James Pollard hay John Frederick Herring thường khắc họa ngựa tại các cuộc đua ngựa. Vào thế kỷ XIX, người châu Âu rất mê vẽ ngựa, tuy nhiên, tranh ngựa thật đẹp cũng hiếm, có các bức tranh ngựa nổi tiếng của thế kỷ XIX như:
- Tranh của Giê-Li-Côn, ông có vẽ một cuộc thi ngựa. Những con ngựa đang lao lên mà người cưỡi đang dùng sự kiềm chế thúc đẩy làm cho con ngựa phải phi vượt lên trên con kia, trông rất sinh động.
- Bức "Đua lấy cúp vàng" của họa sĩ người Anh James Pollard vẽ năm 1834
- Bức "Trước khi vào cuộc đua" của họa sĩ người Pháp Edgar Degas, vẽ năm 1882-1884.
- Bức "Những cuộc đua ở Longchamp" của họa sĩ người Pháp Édouard Manet, vẽ năm 1864.
- Bức "Ngựa cái và ngựa con" do George Stubbs vẽ năm 1763-1768.
- Bức "Chợ bán ngựa" của họa sĩ người Pháp Rosa Bonheur, vẽ năm 1853-1855, theo trường phái Hiện thực.

Giữa thế kỷ XIX, trường phái Ấn tượng ra đời cũng trùng khớp với giai đoạn phát triển môn thể thao đua ngựa, những họa sĩ nổi tiếng theo trường phái Ấn tượng như Manet, Degas hay Toulouse Lautrec đều đưa khá nhiều hình ảnh ngựa vào tranh theo trường phái Ấn tượng. Nếu Manet thường khắc họa sự phấn khích trong hình ảnh ngựa đang đua thì Degas tập trung vào sự bồn chồn của ngựa trước khi xuất phát. Những tác phẩm mỹ thuật khắc họa cuộc sống của cao bồi miền Tây nước Mỹ trong thời kỳ này vốn rất quen thuộc với giới hội họa. Những họa sĩ Mỹ đến từ miền Tây như Frederic Remington hay C.M. Russell rất nổi tiếng với các tác phẩm khắc họa cao bồi miền Tây và những chú ngựa.  

### Tranh thời Hiện đại
Ở thế kỷ XX, nổi tiếng với dòng tranh ngựa có họa sĩ người Anh Alfred Munnings chuyên sáng tác tranh gắn với hình ảnh ngựa, bao gồm tranh về ngựa đua, chân dung ngựa, ngựa trong đời sống du mục và đời sống lao động ở nông thôn. Ở thời kỳ này, có nghề họa sĩ chiến trường. Alfred Munnings chính là một trong những họa sĩ chiến trường nổi tiếng nhất thời kỳ này. Trong Thế chiến I, ông được phân công đi theo lực lượng kỵ binh Canada đồn trú tại Pháp. Ông coi đây là một trong những trải nghiệm quý giá nhất trong cuộc đời hoạt động nghệ thuật của mình bởi được tiếp xúc trực tiếp với những chú ngựa trong quá trình vận động, chiến đấu đã cho ông nhiều ý tưởng trong sáng tác dòng tranh về ngựa.
Được truyền cảm hứng từ tranh của họa sĩ El Greco ở thời kỳ Phục hưng, Pablo Picasso họa sĩ nổi tiếng đi theo trường phái Lập thể cũng đưa ngựa vào trong tác phẩm của mình. Hình tượng trung tâm của tác phẩm nổi tiếng Guernica của Picasso là con ngựa. Trước Picasso không lâu, Ngựa bạch của Gauguin mang dáng dấp một con ngựa bị bỏ rơi, cô đơn, trong khi những con ngựa của Degas là thú vui nhàn tản của những người trưởng giả, những con ngựa trong gánh xiếc của Toulouse Lautrec đầy màu sắc trang trí. Trong thế kỷ XX đến nay, sự ra đời về đa dạng các loại hình nghệ thuật giúp cho con người có nhiều lựa chọn hơn trong tạo tác về ngựa.
Các bức họa đáng chú ý:
- Bức "Cậu bé dắt ngựa" do họa sĩ người Tây Ban Nha Pablo Picasso vẽ năm 1906.
- Bức "Buccaroos" của họa sĩ C.M. Russell vẽ năm 1902
- Bức "Cuộc tấn công của đội kỵ binh Flowerdew" do Alfred Munnings thực hiện năm 1918.
- Bức "Những con ngựa xanh to lớn" của họa sĩ người Đức Franz Marc, vẽ năm 1911, theo trường phái Biểu hiện.
- Bức "Guernica" của họa sĩ Pablo Picasso, vẽ năm 1937.

## Phương Đông

### Tổng quan

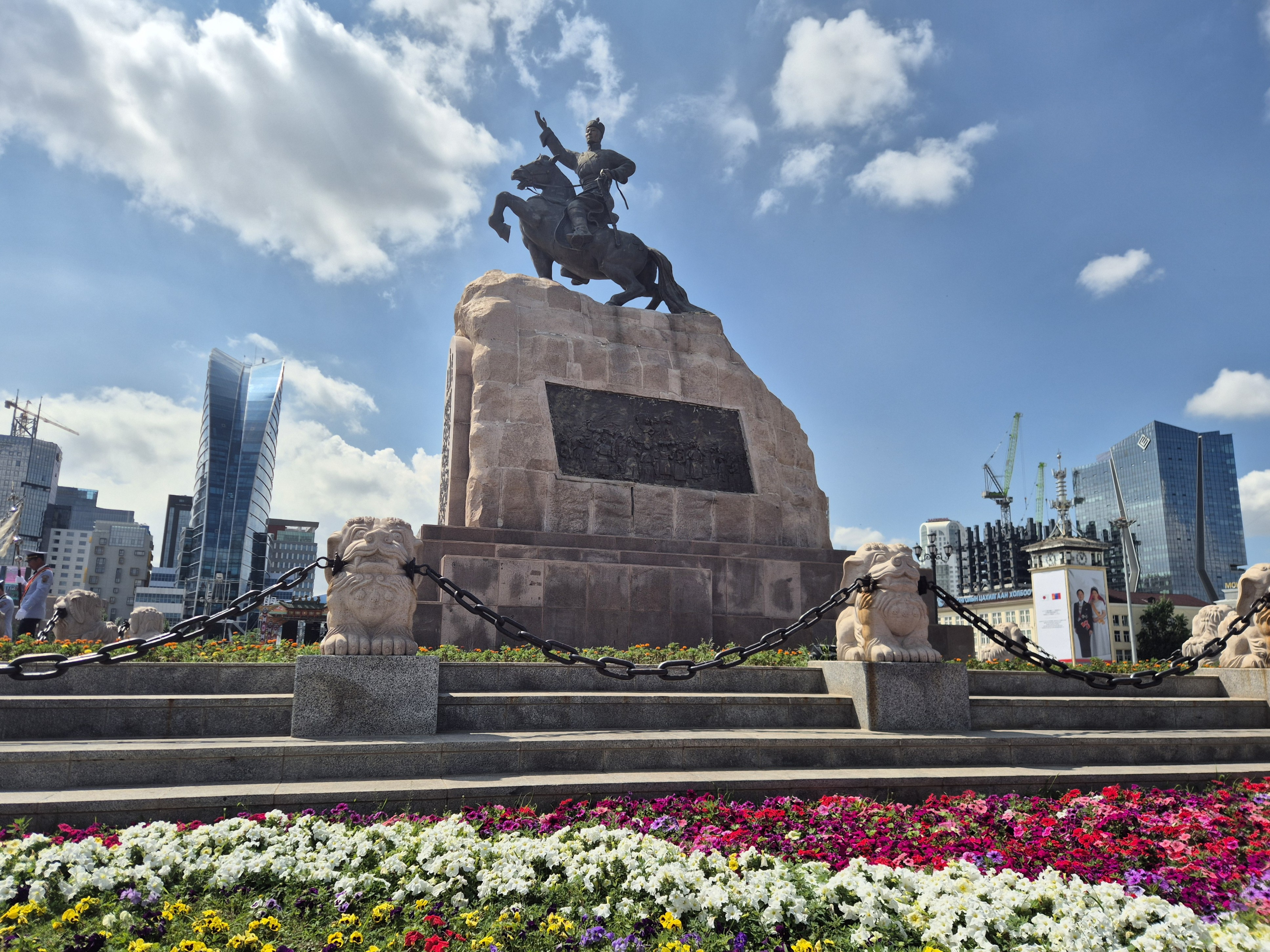
Tượng Sükhbaatar (Xu-khê-ba-to) ở Ulan Bator, Mông Cổ

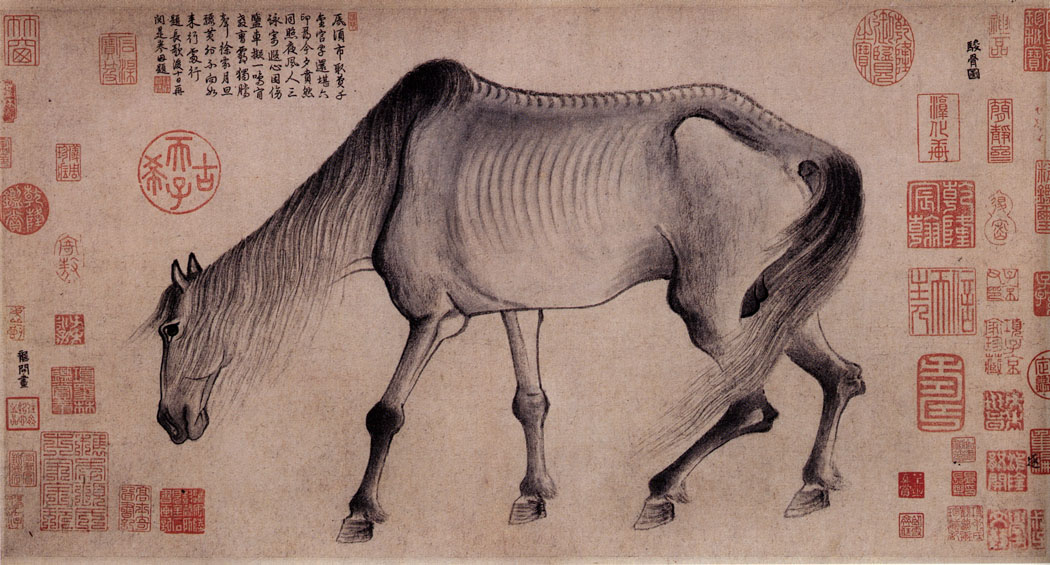
Hội họa Trung Hoa về một con ngựa còm

Ở một số nước châu Á như Trung Quốc, Nhật Bản, Hàn Quốc, Việt Nam, tranh ngựa đã xuất hiện từ hàng trăm năm nay. Cái nhìn của người phương Đông thì hướng nội nên là người phương Đông mà đặc biệt là người Trung Quốc đã thể hiện con ngựa mà nếu nhìn để so sự giống với con ngựa thực thì có lẽ chưa thật giống, có chỗ thì cường điệu quá lên, phương Đông chỉ bằng ngọn bút lông, chấm một ít mực và một ít nước. Trong nghệ thuật tranh tượng Phật giáo, ngựa nâng đỡ tòa ngồi của Bảo Sinh Phật (Ratnasambhava), là vật cưỡi của Đức Phật trong Cuộc ra đi vĩ đại ngựa trắng cuối cùng đã trở thành biểu tượng của bản thân Phật Thích Ca Mâu Ni.
Theo phong thủy, con ngựa là không những là con vật trung thành nhất, ngựa còn là biểu tượng của sự kiên nhẫn, bền bỉ, lâu dài, là con vật mang lại sự may mắn, tài lộc. Một trong những biểu tượng Ngựa Phong Thủy thường thấy là hình ảnh Ngựa phi nước đại (hay "Lộc Mã"). Biểu tượng này tượng trưng cho sự phát đạt trong kinh doanh, sự nhanh nhạy và tăng tiến trong tiền tài. Ngựa phi nước đại còn hàm ý về sự đi xa, nên rất thích hợp cho những người hay đi công tác lâu ngày hoặc bôn ba đây đó. Đây là một vật khí không thể thiếu cho những doanh nhân thường xuyên đi xa.
- Đôi ngựa (song mã) là hình ảnh đôi ngựa đồng mang nguyên khí của Kim, đem lại tài lộc, công danh, hóa giải sát khí của sao Nhị-Ngũ hành Thổ vốn đem lại họa về bệnh tật, sa sút trong vận 8 là hung khí.
- Tam ngựa (tam mã) mang nguyên khí của Thổ, đem lại tài lộc, công danh và phát huy thổ khí.
- Tám ngựa (bát tuấn)-Mã đáo thành công. Tám ngựa mang nguyên khí của vận 8 nên rất mạnh. Mã thượng phong hầu (Tượng một con khỉ trên lưng con ngựa) để mong ước cho việc thăng quan tiến chức, thường được đặt ở bàn làm việc.

Về điêu khắc, hình ảnh ngựa cụt đuôi hay ngựa cột đuôi (ngựa đuôi bím hoặc là ngựa đuôi tó) là hình ảnh phú quý xa hoa bắt nguồn từ lối sống vương giả của các bậc vua tôi, thời nhà Đường, Trung Hoa cổ: tết đuôi ngựa của các cung phi thành các bím, sau đó búi gọn (búi tó) lên thành có bó ngắn trông như bị cụt. Tượng ngựa cụt đuôi mang tính biểu trưng cho sự cầu mong giàu sang, phát phú phát quý của gia chủ. Ngựa Thiên Lý Mã (Chollima) là biểu tượng của sự tiến bộ và phát triển kinh tế ở Triều Tiên xuất hiện khắp nơi ở Triều Tiên. Tại thủ đô Bình Nhưỡng, người dân cũng làm một bức tượng cao hơn 46m về ngựa thần này. Nhiều điêu khắc, tượng, hình ảnh lịch sử có liên quan đến con vật, đóng góp một phần không nhỏ vào việc tìm hiểu văn hóa cổ thời.

### Trung Đông

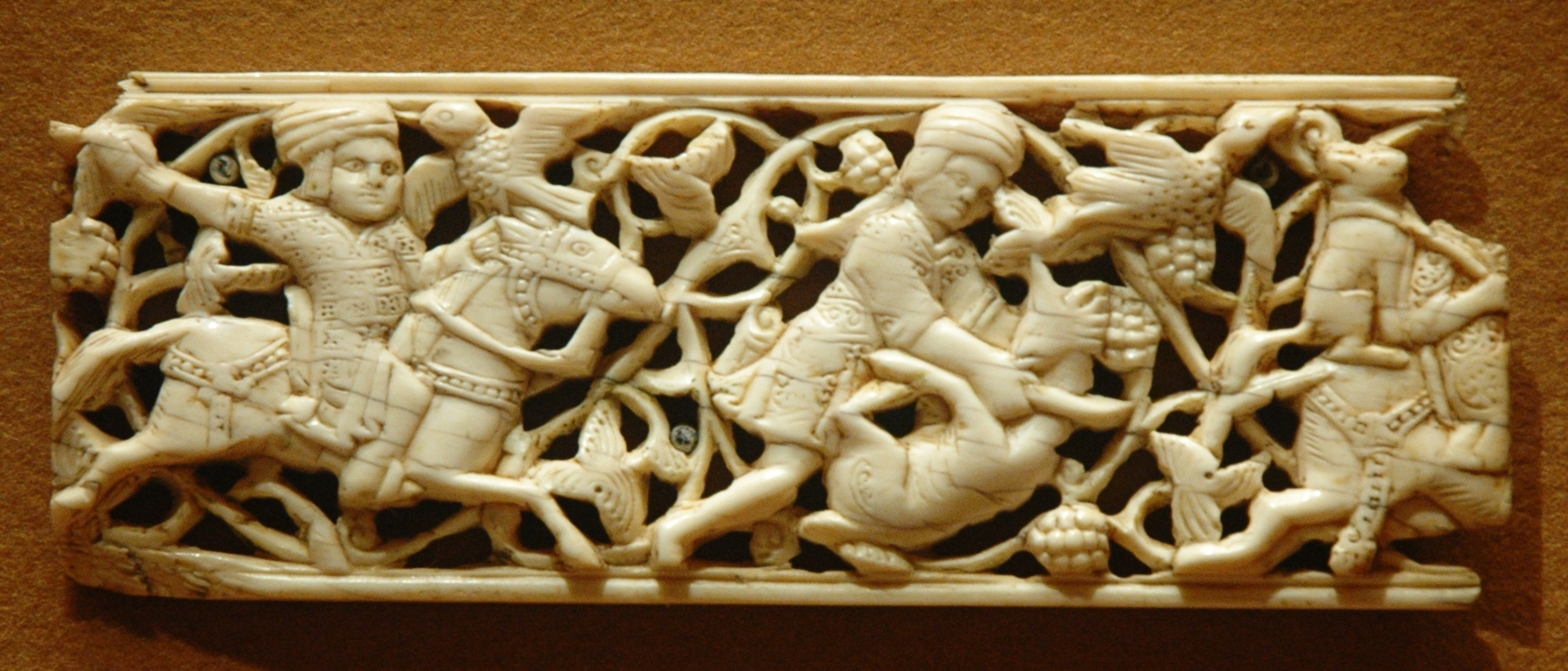
Di chỉ về ngựa của người Hồi giáo

Trong các loài thú bốn chân thì loài vật đẹp nhất vẫn là con ngựa, cả về dáng, thế, hình. Nó còn có những phẩm chất cao đẹp khác nữa. Cho nên, con ngựa, đã từ lâu lắm rồi được đưa vào trong mỹ thuật. Cái xa xưa nhất là ở trên vách nguyên thủy. Nói về thời gian ngựa xuất hiện trong các tác phẩm mỹ thuật trong nền mỹ thuật cổ đại thì nổi tiếng nhất là nghệ thuật cổ đại của Assyrie nay gọi là vùng I-Rắc. Ở trong những phù điêu người ta còn tìm thấy, ngay cả trên những viên gạch đổ khuôn thì người ta còn tìm thấy bóng dáng con ngựa. Nhưng đẹp nhất là những con ngựa đền Sargon. Ở đấy có những hình phù điêu ngựa mà đẹp tới mức độ ngày nay không nhiều có thể sánh với nó được. 

### Trung Quốc

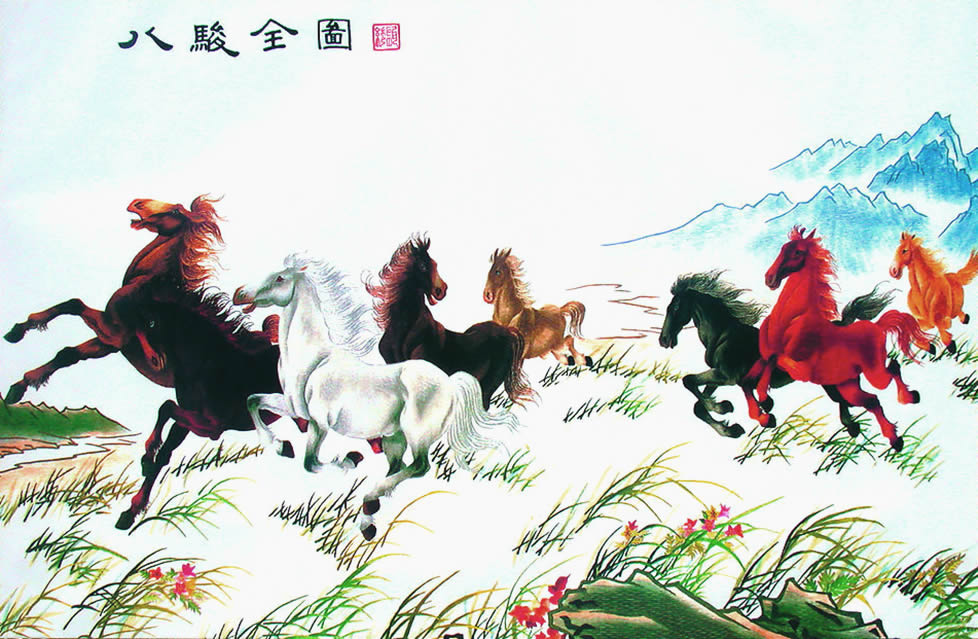
Bát tuấn đồ-Mã đáo thành công của Từ Bi Hồng

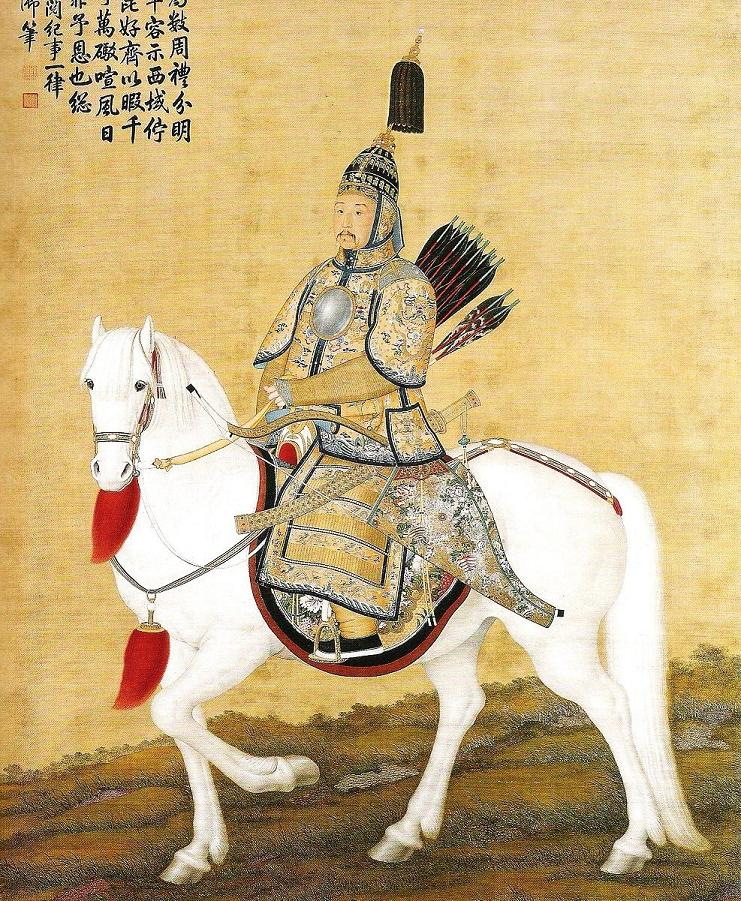
Một họa phẩm kiểu Trung Quốc về hoàng đế Khang Hy

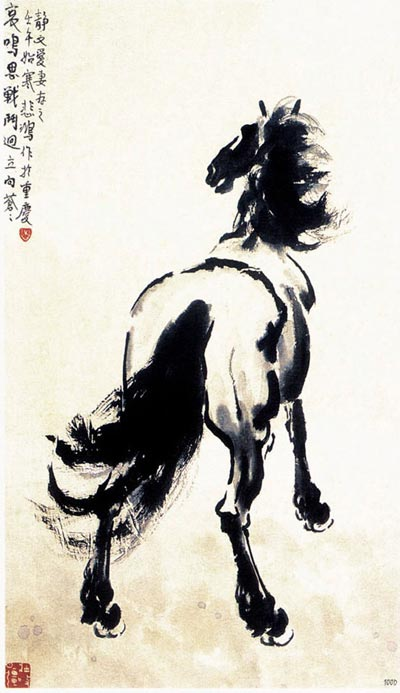
Một bức tranh về ngựa của Từ Bi Hồng

Ngựa là chủ đề quen thuộc trong tranh Trung Quốc, tranh Trung Quốc thường có chủ đề như vậy, xuất phát ý nghĩa và giá trị đích thực của ngựa trong lịch sử Trung Quốc, và ý nghĩa biểu tượng của ngựa trong quan niệm dân gian. Ngựa loài vật quý giá với đức tính trinh tiết và trung thành, đứng hàng thứ bảy trong mười hai địa chi xuất hiện trong tranh Trung Quốc như là biểu tượng của sự mau chóng và thành đạt. Con ngựa được coi trọng như vậy trong cuộc sống lúc bình thường cũng như lúc chiến trận và ngựa chiếm một địa vị quan trọng trong đối tượng miêu tả của các họa sì nhiều thời đại trên đất Trung Quốc. Trong văn chương và hội họa, ngựa lại càng quan trọng, nhiều thời kỳ con vật này được coi như một đề tài phổ thông và nhiều danh sĩ nổi danh gắn liền với tài vẽ ngựa.
Trong những bức tranh ngựa Trung Quốc, phần lớn vẽ ba tuấn mã đang phi nước đại. Còn có bức tranh "bát tuấn" đã được phổ biến rộng rãi trên đất nước Trung Quốc cũng như nhiều nước trên thế giới, trong đó có Việt Nam. Đây là bức tranh vẽ tám con tuấn mã của Chu Mục Vương là ngựa xích kỵ, đào ly, bạch nghĩa, du luân, sơn tử, cử hoàng, hoa lưu, duyên nhỉ là những ngựa kéo xe đưa vua đi thăm thú khắp nơi. Người Trung Hoa cũng thường treo những bức tranh tám con ngựa dưới nhan đề “Bát Tuấn Đồ”. Chính vì thế nhiều họa sĩ đã vẽ những bức tranh ngựa còm (emaciated horse) với dụng ý nhắc nhở con người là gian khổ giúp mạnh mẽ hơn.
Bức tranh có chủ đề phổ biến nhất là Mã đáo thành công (馬到成功) thể hiện qua một bầy ngựa phi nước đại gió bụi mịt mù. Nguyên ý: Kỳ khai đắc thắng, mã đáo thành công (旗開得勝馬到成功) có nghĩa: Cờ phất [làm hiệu thì] chiến thắng, ngựa quay về [báo tin] thành công. Ngày xưa khi xuất binh phải phất cờ hiệu, cờ phất rồi thì phải chiến thắng, tướng soái khi lấy đầu tướng giặc, chiến mã quay về tất báo tin thành công. Ý nghĩa câu mã đáo thành công ngày nay chỉ còn tượng trưng là tốc chiến tốc thắng. Tranh vẽ một chú khỉ (hầu 猴) cưỡi trên lưng ngựa (mã thượng 馬上) lại là một lời cầu chúc tốt đẹp. Hầu 猴 (khỉ) đồng âm hầu 侯 (tước hầu), mã thượng 馬上 còn có nghĩa là ngay tức khắc. Do đó tranh chúc này có nghĩa rộng là chúc cho mau chóng thăng quan tiến chức.
Bát Tuấn (tám con ngựa hay) của Chu Mục Vương đời Chu cũng là một chủ đề nổi tiếng trong tranh cổ. Mục Vương có tám tuấn mã, đặt tên khác nhau (Xích Ký, Đạo Ly, Bạch Nghĩa, Du Luân, Sơn Tử, Cừ Hoàng, Hoa Lưu, Duyên Nhĩ), và có một xa phu tên Tạo Phụ, đánh xe đưa vua ngao du khắp nơi. Trong những miếu thờ dọc đường, người ta thấy tranh vẽ Mã Vương vốn là thần nhân xấu xí có ba mắt, bốn tay, mang vũ khí. Đó là thần mà dân nuôi ngựa phải thờ cúng. Tương tự như thế, dân nuôi trâu bò thờ Ngưu Vương, cũng có tranh thờ trong miếu. Mã Vương được vẽ cùng với một con ngựa, Ngưu Vương được vẽ cùng với con trâu. Theo tin tưởng của dân chăn nuôi trâu và ngựa, hai vị thần này có thể bảo vệ ngựa và trâu bò khỏe mạnh, không bị tà ma quấy nhiễu.
Trong lịch sử hội họa Trung Quốc đã xuất hiện nhiều họa sĩ vẽ ngựa nổi tiếng như thời Đường có Hàn Cán (韓幹) ông này nổi tiếng về vẽ ngựa và vẽ nhân vật, Tào Bá (曹霸) chuyên vẽ ngựa và chân dung các công thần. Hàn Cán là người lột được tướng ngựa và ngựa do Hàn Cán vẽ ra đạt được mọi thứ tướng quý của loài ngựa. Đến nỗi, những nhà xem tướng ngựa phải thốt lên rằng được một con ngựa này có thật thì có nghìn vàng bỏ ra mua cũng không tiếc, bức tranh ngựa nổi tiếng nhất của Hàn Cán là Chiếu dạ bạch đồ, thể hiện hình ảnh một con ngựa trắng tương truyền ngời sáng trong đêm một trong những con ngựa quý nhất của vua Đường Huyền Tông. Ngoài ra thời Đường còn có Vương Duy, Lý Công Lân (李公麟), Đổng Nguyên (董源) và Lý Thành (李成). Đời Đường có nhiều họa gia giỏi về vẽ ngựa, nhưng nổi bật nhất là Hàn (Cán) và Tào (Bá).
Thời Tống có Lý Long Miên với Bức "Bách mã đồ" vẽ 100 con ngựa nhưng lột tả được tính ngựa mà người xem có thể đoán tính của từng con một. Thời Nguyên có Trần Mạnh Phủ (hay Phú) (趙孟頫) tự là Triệu Tùng Tuyết giỏi vẽ ngựa, nhân vật, trúc thạch, sơn thủy, giới thưởng ngoạn xem ông là người đứng đầu hội họa đời Nguyên, thời Nguyên còn có Nhiệm Nhân Phát. Thời Thanh có Giuseppe Castiglione tên Hán là Lang Thế Ninh (Lang Shining), một nhà truyền giáo người Ý được giữ lại trong cung nhà Thanh dưới. Ông vẽ nhiều bức tranh truyền thần màu rất đẹp, trong đó có những bức tranh vẽ người Tây Vực tiến cống ngựa. Sau này, Ngoài Từ Bi Hồng (徐悲鴻), còn có Diệp Túy Bạch là họa gia hiện đại cũng rất nổi tiếng về vẽ ngựa.
Từ Bi Hồng là người đã vẽ những bức họa theo bút pháp quốc họa bằng mực tàu nhiều bức tranh về ngựa nổi tiếng. Về mô tả độ dũng mãnh của ngựa có khi còn hơn như ngựa của Từ Bi Hồng thấy con ngựa phi rất mạnh mẽ, bờm dựng lộng theo gió. Ta còn thấy bụi không vẽ mà như cuồn cuộn bụi như là những cơn lốc. Tranh độc mã hay quần mã của Từ Bi Hồng mang sắc thái độc đáo và sống động. Đó là một sự kết hợp hài hòa giữa tính cổ điển phương Tây và tính ước lệ Trung Quốc. Từ Bi Hồng chủ trương dung hợp cách vẽ truyền thống của Trung Quốc (gọi là Quốc họa) với lối vẽ theo định luật phối cảnh và một số kỹ pháp khác của hội họa phương Tây. Tháng 4 năm 1934, Từ Bi Hồng khai mạc triễn lãm tranh tại Liên Xô, theo yêu cầu của Ban Tổ chức, Từ Bi Hồng đã biểu diễn vẽ tranh tại chỗ, chỉ vài nét sơ sài, đã phác họa ra hình ảnh con ngựa băng mình lên phía trước với khí thế không có gì ngăn được. Nguyên soái kỵ binh Budionnưi có mặt ở đó, là người rất yêu ngựa, ông liền đề nghị ngay: "Thưa họa sĩ, đề nghị họa sĩ tặng con ngựa đó cho tôi, nếu không có ngựa tốt, tôi làm sao xứng đáng là nguyên soái kỵ binh". Từ Bi Hồng và cử tọa đều cười thoải mái trước câu nói đùa của nguyên soái. Từ Bi Hồng vui vẻ ký tặng bức tranh cho Budionnưi.
Chủ trương dung hợp hội họa Đông Tây bấy giờ là một phong trào mà họa phái Lĩnh Nam do Cao Kiếm Phụ sáng lập là một thí dụ tiêu biểu. Phái Lĩnh Nam về sau được Lương Thiếu Hàng truyền vào Chợ Lớn, Việt Nam, và hiện nay kế tục là nhóm Nam Tú Nghệ Uyển. Tranh theo chủ trương dung hợp Đông Tây có xu hướng dùng ý bút. Ý bút thể hiện rất rõ trong các tranh vẽ ngựa của Từ Bi Hồng. Những mảng sáng tối, những chỗ chừa trắng, những nét bút phóng khoáng ở bờm và đuôi ngựa, và bố cục theo luật phối cảnh Tây Phương, tất cả những điều ấy đã giúp tranh có sinh khí và thần thái.

## Việt Nam

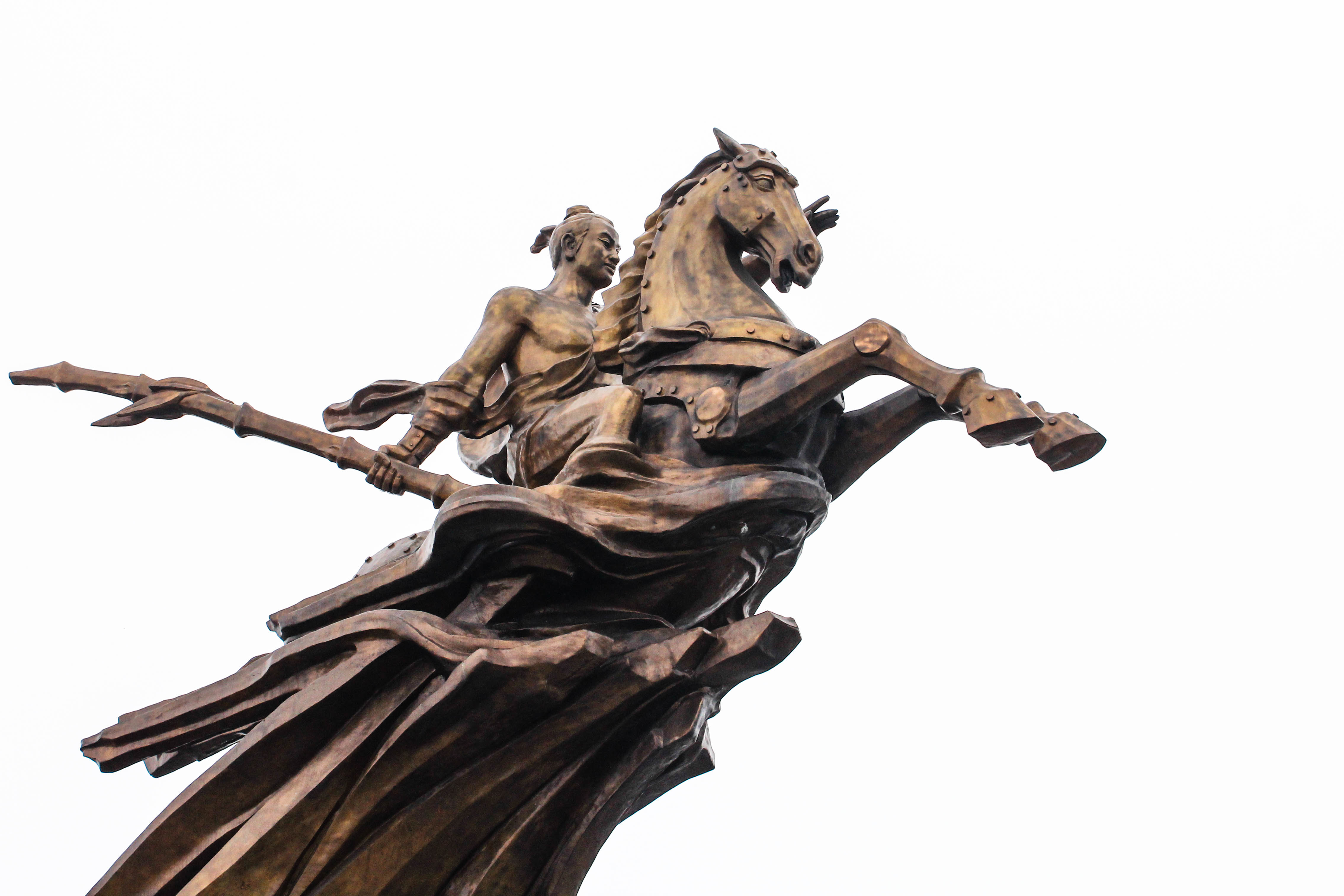
Tượng Phù Đổng Thiên Vương

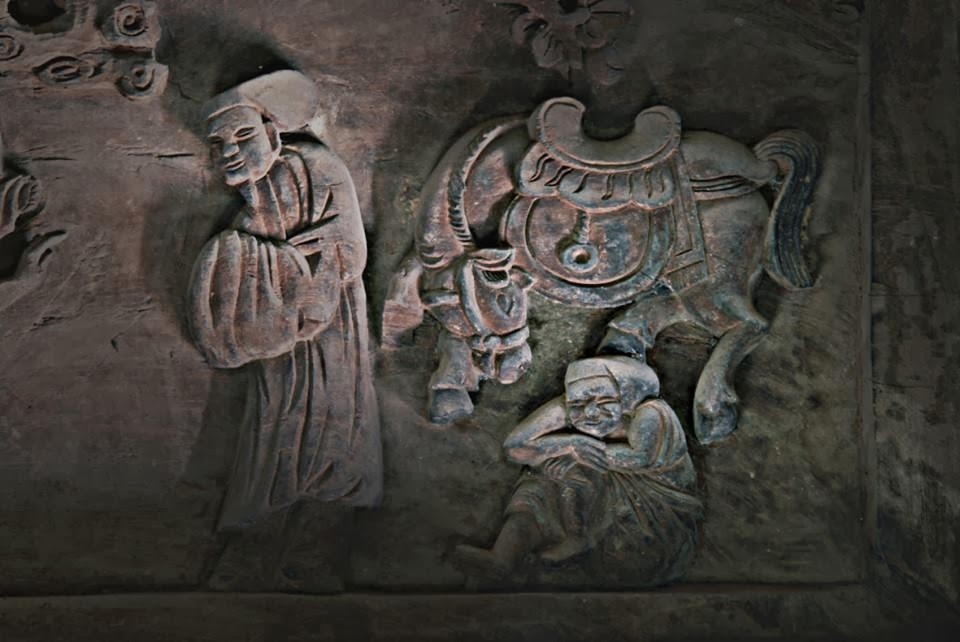
Tranh gỗ về cầu hiền ở đình Hoành Sơn, thế kỷ XVIII

Ngựa là một trong số những loài vật được mô tả khá sinh động trên tranh, tượng dân gian Việt Nam. Vốn là những con vật tượng trưng cho sự nhanh nhẹn, quả cảm, ngựa được người Việt dành cho lòng yêu mến trong các di sản truyền thuyết, ngựa lại có dáng đẹp ở nhiều góc cạnh nên ghi tác nhiều dấu ấn trong nghệ thuật tạo hình. Trong số những con vật được yêu quý, ngựa đá chiếm được cảm tình của người Việt trong tâm thức. Ngựa cũng là loài vật có hình thể đẹp gây nhiều cảm hứng cho nghệ sĩ tạo hình. Ngựa tạo hình dân gian đã tham gia vào cuộc sống xã hội của con người.Cho đến ngày nay, di sản văn hóa, nghệ thuật quanh con ngựa vẫn là kho tàng quý giá của người Việt.
Hình ảnh con ngựa đã in sâu vào tâm trí của nghệ sĩ dân gian, họ rất yêu thích, quý mến loài ngựa, muốn biến hình ảnh con ngựa thành một hình tượng nghệ thuật có tầm vóc ngang hàng với những linh vật khác được tôn thờ ở Việt Nam. Ngựa có mặt trên các phù điêu gỗ, đá ở các đền miếu và trên tranh làng Hồ và Hà thành từ xa xưa, đặc biệt là trong các đồ thủ công mỹ nghệ. Tranh, tượng về ngựa rất phong phú, đa dạng, không chỉ giới hạn ở nơi thờ tự, trong cung đình mà còn phổ biến ra ngoài dân gian. Tuy vậy, ngựa có ở khắp mọi nơi nhưng chỉ là những họa tiết trang trí chứ không phải là trung tâm.
Trong điêu khắc, hình ảnh những chú ngựa đang phi nước đại cũng được ưa chuộng bởi họ cho rằng đó là biểu trưng cho sức mạnh, cho khí thế và thành công. Hình ảnh ngựa xuất hiện khá dày đặc trong điêu khắc, diễn tả nhiều tư thế khác nhau: đang phi nước đại hay đang bay trong làn mây xanh; đang rong ruổi trên chặng đường dài cùng những ông quan; hình ảnh người cưỡi ngựa phía sau có người hầu; hình ngựa lồng, ngựa nô dỡ, gặm cỏ, uống nước.
Trong kiến trúc, tạo hình, trang trí, ngựa được thể hiện đa dạng trên tranh, bia, miếu, mạo, đình, đền, chùa, nhà thờ, tu viện, tịnh xá, biệt viện, gia trang, cung điện, với đủ loại chất liệu: đất, đá, vữa, đồng, gỗ, mực và bằng nhiều kỹ thuật: tạc, đắp, nặn, chạm, khắc, đúc, nung, vẽ. Những bức phù điêu chạm gỗ thông trên các đình làng thế kỷ XVII và đầu thế kỷ XVIII có hình ngựa. Trong rất nhiều đình, đền, chùa vẫn thờ cặp tượng gỗ gồm bạch mã (ngựa trắng) và xích mã (ngựa đỏ), bức chạm khắc vân mã (ngựa bay trên mây) hoặc mã hầu (khỉ cưỡi ngựa).

### Trước thế kỷ XVI

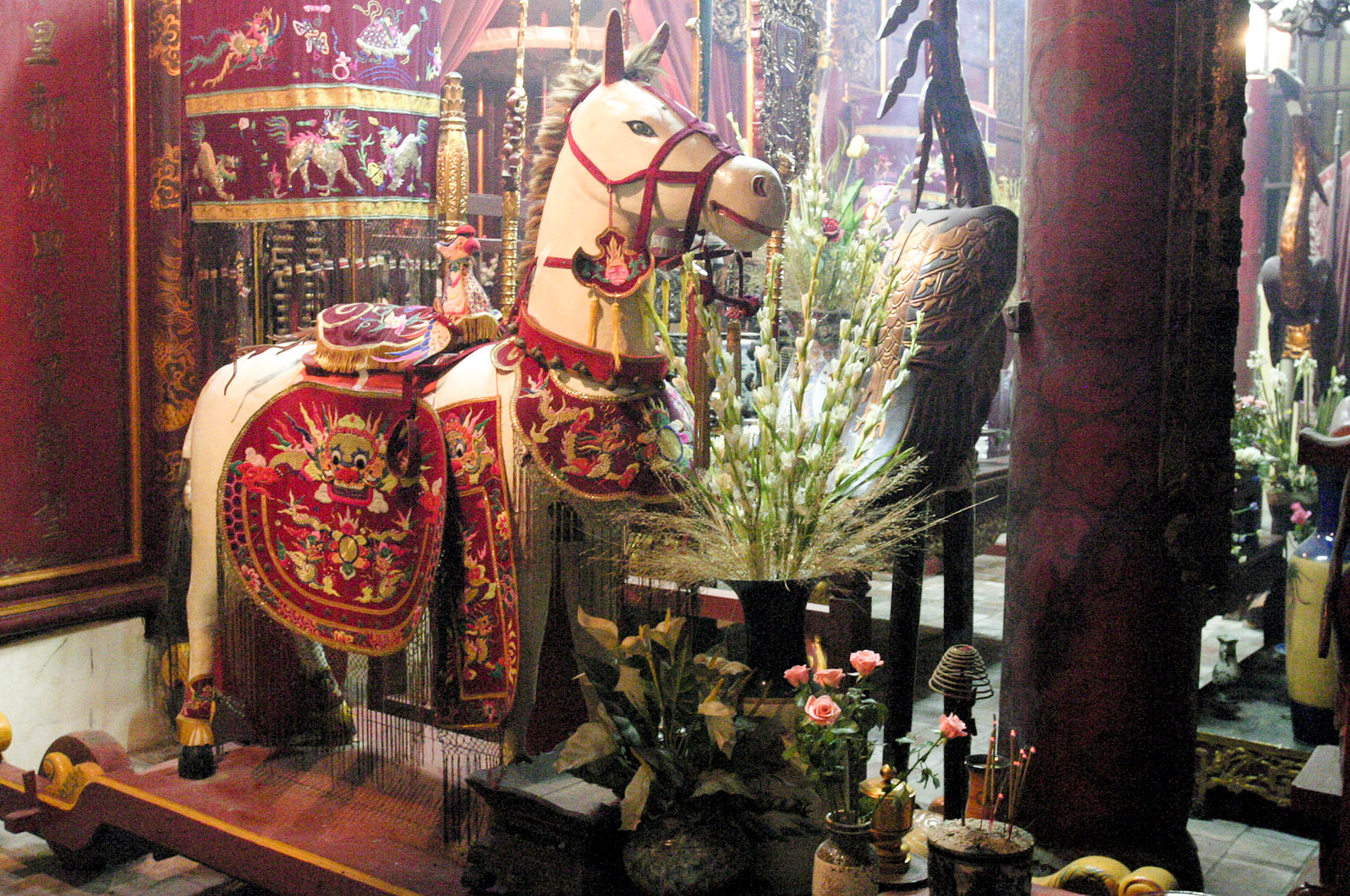
Tượng ngựa gỗ ở đền Bạch Mã

Hình tượng ngựa của Việt Nam cổ nhất có thể tìm thấy qua những nét vẽ còn để lại trong những viên gạch (vẽ để làm khuôn đúc) thuộc mỹ thuật Đại La được phát triển trong thời Bắc thuộc (từ thế kỷ II TCN đến thế kỷ X). Trong mỹ thuật Đại La người ta cũng tìm thấy nhiều di tích vẽ ngựa khác hoặc in trên những mảnh gốm, hoặc đúc thành những mảnh trang trí nhỏ gắn vào các kiến trúc đời này. Tượng đồng ngựa xưa nhất lại tìm thấy trên các vật dụng thờ ở Huế từ thế kỷ thứ XI. Trên đồ gốm cổ Việt Nam cũng trang trí những hình ngựa có cánh, những con ngựa này được diễn tả trong tư thế đang bay trong không trung, con ngựa trong nghệ thuật gốm Việt Nam cũng hoá thân vào huyền thoại, và ít nhiều nó đã mang màu sắc tôn giáo như con ngựa trong văn hoá Ấn Độ hay văn hoá Trung Quốc.
Hình tượng ngựa xuất hiện sớm nhất của mỹ thuật Việt Nam là vào khoảng giữa thế kỷ XI ở chùa Phật Tích (Bắc Ninh). Ngựa còn thấy xuất hiện trên đài sen, ở đất Phật, được Phật giác ngộ rồi tự nguyện chở kinh đi khắp nơi để giáo hóa chúng sinh. Hình tượng ngựa trong chùa cổ ở Bắc Bộ quan sát hệ thống kiến trúc cổ ở Bắc Bộ, rất dễ dàng tìm thấy hình ảnh về ngựa khắc trên vách, bức cốn, cửa võng của chùa chiền. Ngựa tạo hình dân gian ở chùa chiền lắm kiểu cách, phổ biến nhất là loại ngựa thờ như "vân mã" (ngựa bay trên mây), "mã hầu" (khỉ ngồi trên đuôi ngựa), những mô típ "bát mã quần phi", "long mã", hay các loại ngựa bạch, ngựa hồng để biểu hiện cho quan hệ âm-dương, nóng-lạnh, lửa-nước. Ngựa thờ bằng gốm men thời Lý cũng được tìm thấy ở chùa Phật Tích. Sau thời nhà Lý, hình tượng con ngựa cũng vì thế mà ít được thấy trong nghệ thuật đương thời. 

### Thế kỷ XVI-XVII

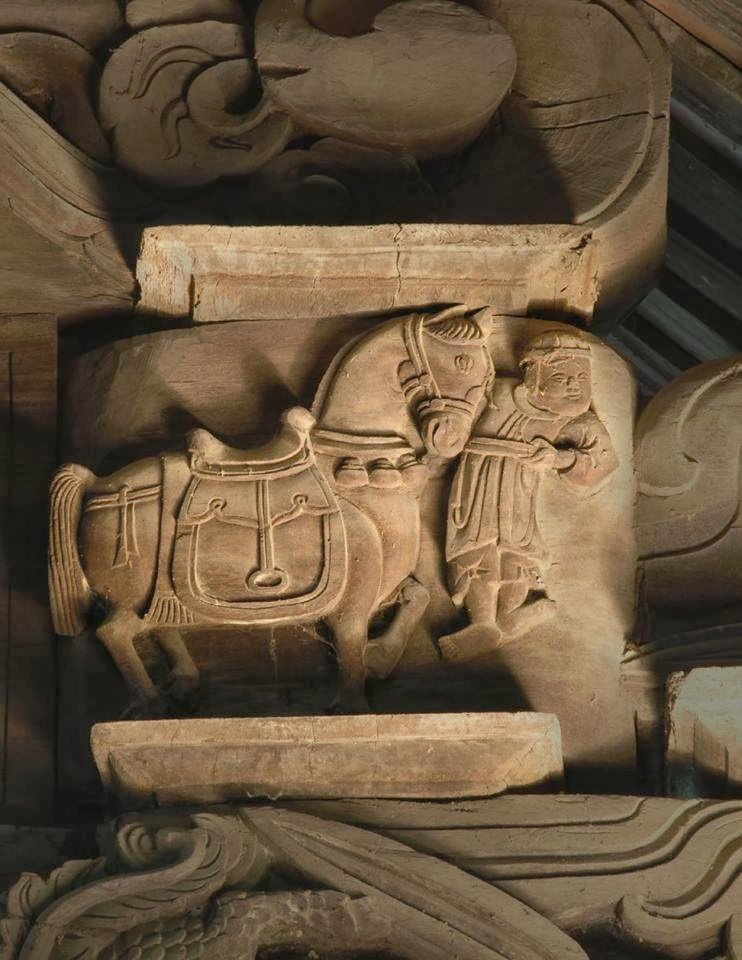
Tượng gỗ Quản ngựa ở đình đình Hoành Sơn, thế kỷ XVIII, có thể thấy khả năng tạo tác của các nghệ nhân Việt đã đạt đến trình độ tinh xảo

Đến thế kỷ XVI, khi giai đoạn mở đầu của nghệ thuật dân dã phát triển thì con ngựa mới xuất hiện với tư cách là con vật linh thiêng có cánh trên lưng (đình Tây Đằng, Hà Tây). Thậm chí, ngựa còn xuất hiện cả trên từng viên gạch, viên ngói lợp mái chùa, rất nhiều viên gạch có khắc hình ngựa bay có từ thời Lê-Mạc. Từ thời nhà Mạc trở đi, con ngựa đã vượt qua ý nghĩa tầm thường để thành Long Mã: đầu rồng, thân ngựa, vẩy cá chép, chân hươu, đuôi bò (chùa Trà Phương, Hải Phòng). Vào thời Mạc, các nhà quyền quý có cái mốt chơi đèn cổ bằng gốm hoa lam có chiếc đèn cao 76 cm được trang trí hình mảng chạm, trong đó có ngựa, vẫn cảnh ngựa có cánh bay trên.
Sang thế kỷ XVII, hình tượng ngựa càng phổ biến, ngựa tạo hình dân gian còn được chạm trổ trên hương án chùa Bút Tháp vào thế kỷ XVII, trên văn in lại chùa Tây Mỗ (Hà Tây) thuộc thế kỷ XIX hay những chú ngựa vượt qua hoa lá được chạm đá trên văn bia tại chùa Linh Quang (Hải Phòng) hoặc khỉ cưỡi ngựa (chùa Tây Mỗ), ngựa đá nhau (chùa Bút Tháp, Bắc Ninh). Hình ảnh ngựa tường hồi chùa Hưng Ký, Hà Nội Vào cuối thế kỷ XVII, con ngựa đứng dưới lọng đã xuất hiện ở cung đình, sau đó phổ biến ra ngoài dân gian. Hình ngựa chạm khắc ở đình miếu đôi khi là hình dáng của loại ngựa để các tướng lĩnh cưỡi khi đấu võ (đình Nội, Bắc Ninh). Ở chùa Thầy (Hà Nội), hình ảnh long mã được chạm trên cửa võng điện Phật, trên câu đối, trên áo tượng Khuyến Thiện, trên nhang án điện Thánh. 

### Thế kỷ XIX
Trong kho di sản cung đình Huế đang được lưu giữ ở Bảo tàng Lịch sử Quốc gia còn phản ánh thú chơi đồ ngọc của Vua Nguyễn, có tượng ngựa bằng ngọc quý. Lại có cả bộ sưu tập 12 con giáp, trong đó có tượng ngựa bằng đá ngọc được nhân cách hóa: đầu ngựa nhưng thân là người đang cầm quạt. Nhiều chiếc đĩa sứ men xanh trong triều Nguyễn cũng vẽ các võ tướng đang cưỡi ngựa. Độc đáo nhất là cửa võng Điện Phật có niên đại thế kỷ XIX, với long mã cõng hà đồ, nét khác biệt ở đây là linh vật này không chỉ mang thân hình của ngựa, mà chân cũng đúng móng guốc của loài ngựa. Những hình ảnh long mã đẹp còn phải kể đến như trên bức cốn ở chùa Ngọc Lộ (Hải Dương), bức cốn ở chùa Chi Đông (Hà Nội), ở chùa Trà Phương (Hải Phòng). Hình tượng Long Mã cũng còn được khắc trên chiếc trống đồng Cảnh Thịnh thời Tây Sơn mà nay trống đá được tôn vinh là bảo vật quốc gia.
Một sự kiện gần đây tại thôn Đại Phu, xã Liệp Tuyết, người ta phát hiện một con ngựa cổ phát hiện ra một số bộ phận của con ngựa bằng kim loại ở gò Ngành Trê, sau khi con "ngựa cổ" được lắp ghép các bộ phận hoàn chỉnh thì được một con ngựa khuyết chân sau bên trái. Con ngựa có tư thế đang chạy, màu xanh nhạt, nhiều vết bị sứt mẻ ở nhiều vị trí khác nhau. Trong ba cái chân được tìm thấy thì có hai cái bị rạn, nứt, thử dùng dao cạo cạo vào một bộ phận thì thấy có vệt sáng, một lát sau lại chuyển sang màu xanh. Tượng được đúc theo dáng ngựa cổ và chất liệu có thể bằng đồng, tượng ngựa bị gãy một chân sau bên phải.

### Tượng ngựa đá

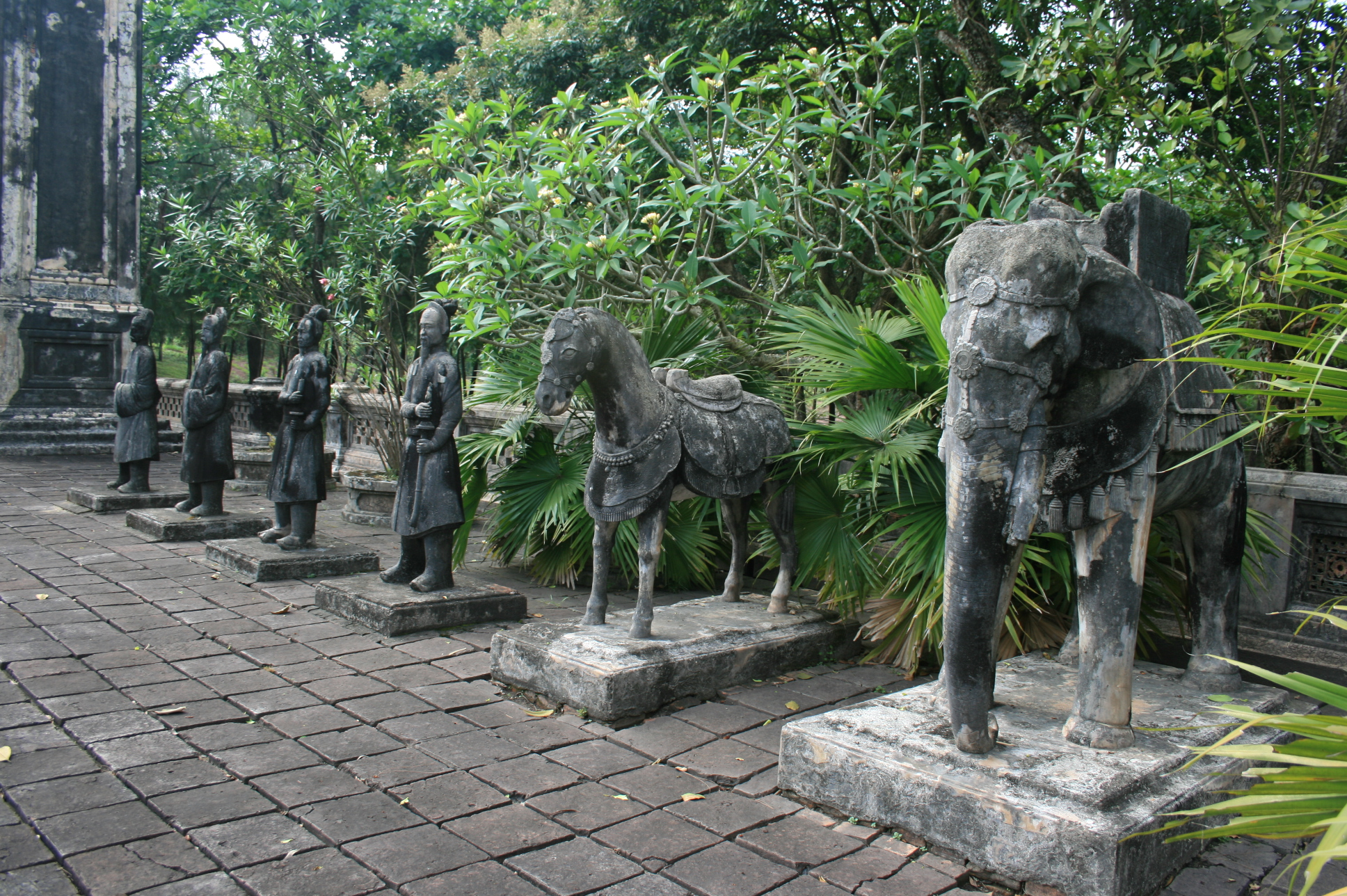
Tượng ngựa đá ở Lăng vua Đồng Khánh, Huế

Trong kho tàng di sản văn hóa vật thể, thì hình ảnh ngựa sớm nhất là tượng ngựa ở chùa Phật Tích (niên đại đựng chua năm 1057) dưới hình thức chạm tròn nguyên khối đá với đôi ngựa nằm ngang cùng với voi, sư tử, trâu và tê giác. Cả 10 con thú đá dàn hàng chầu trước tòa trước chính điện này cùng có niên đại tạo tác vào năm 1057. Cùng với tượng ngựa là nhiều con vật khác như voi, sư tử, tê giác được bày trước sân chùa, nay vẫn còn. Trong số hàng trăm hiện vật được khai quật ở chùa Phật Tích, phát hiện nhiều tượng thiên thần Khẩn Na La (Kinnari) là hình tượng phổ biến trong Phật giáo ở Ấn Độ, được mô tả là vị thần nhạc công nửa người nửa ngựa với những kích cỡ khác nhau.
Trong đó, hai con ngựa đá béo tốt, hình khối căng tròn biểu hiện sự no đủ, sung túc. Tượng ngựa được tả thực với mắt nổi, mõm dài, miệng và hai lỗ mũi, có bờm, đuôi dài. Ngựa đang trong tư thế nằm, chân trước khuỵu xuống. Ngựa được miêu tả có mắt, mõm dài, thân thon, 4 chân. Trên lưng một con ngựa có người ngồi xổm dang tay. Một con ngựa khác lại tả một ông quan đang cưỡi với mủ đội đầu, một tay nắm cương, một tay có lẽ đang vung roi và ngựa trong tư thế đang phi nước đại. Tượng được đặt trên bệ đá có hoa văn cánh sen, ngựa còn thấy xuất hiện trên đài sen, hàm nghĩa nó được Phật giác ngộ rồi tự nguyện chở kinh đi khắp nơi để giáo hoá chúng sinh.
Những hoa văn trang trí hình ngựa thuộc loại khá hiếm, lai thấy trên thạp gốm hoa nâu thời Trần, Việt sử còn đề cập đến chuyện con ngựa đá thời nhà Trần. Trong lúc làm lễ ở chùa Lăng sau khi dẹp tan quân Mông Cổ, nhân lúc thấy các con ngựa đá đứng chầu trước các miếu, vua Trần Nhân Tông có câu thơ: "Sơn hà thiên cổ điện Kim âu/Xã tắc lưỡng hồi lao thạch mã" dịch thơ: "Xã tắc hai phen chồn ngựa đá/ Non sông nghìn thuở vững âu vàng". Cái đẹp của những con ngựa thời Trần là dáng khỏe, dũng mãnh, hừng hực như hào khí Đông A thắng trận Nguyên Mông. Am Ngọa Vân trên núi Yên Tử (Quảng Ninh) còn dấu vết nền móng còn lại và ba bệ hoa sen, một tượng voi và một tượng ngựa bằng đá.
Thế kỷ XVI, tượng ngựa có khi được tạo tác bằng đá, lớn hơn kích thước ngựa thật (mộ quận Đăng ở Thanh Hóa năm 1629) hay là nhóm tượng giám mã (đình Hương, Bắc Ninh) đầu thế kỷ XVIII, Ngựa thờ ở mồ mả là để làm tăng thêm sự giàu sang, phú quý của chủ nhân. Đặc sắc như hình ảnh ngựa đá nhau được chạm trổ trên hương án chùa Bút Tháp (Bắc Ninh) vào thế kỷ XVII, khỉ cưỡi ngựa trên vách chùa Tây Mỗ (Hà Nội) thuộc thế kỷ XIX, những chú ngựa vượt qua hoa lá chạm đá trên văn bia tại chùa Linh Quang (Hải Phòng). Cảnh ngựa đá đứng chầu với voi đá ở các lăng miếu thời nhà Nguyễn cũng rất phổ biến. 

Tượng đá Lăng Dinh Hương
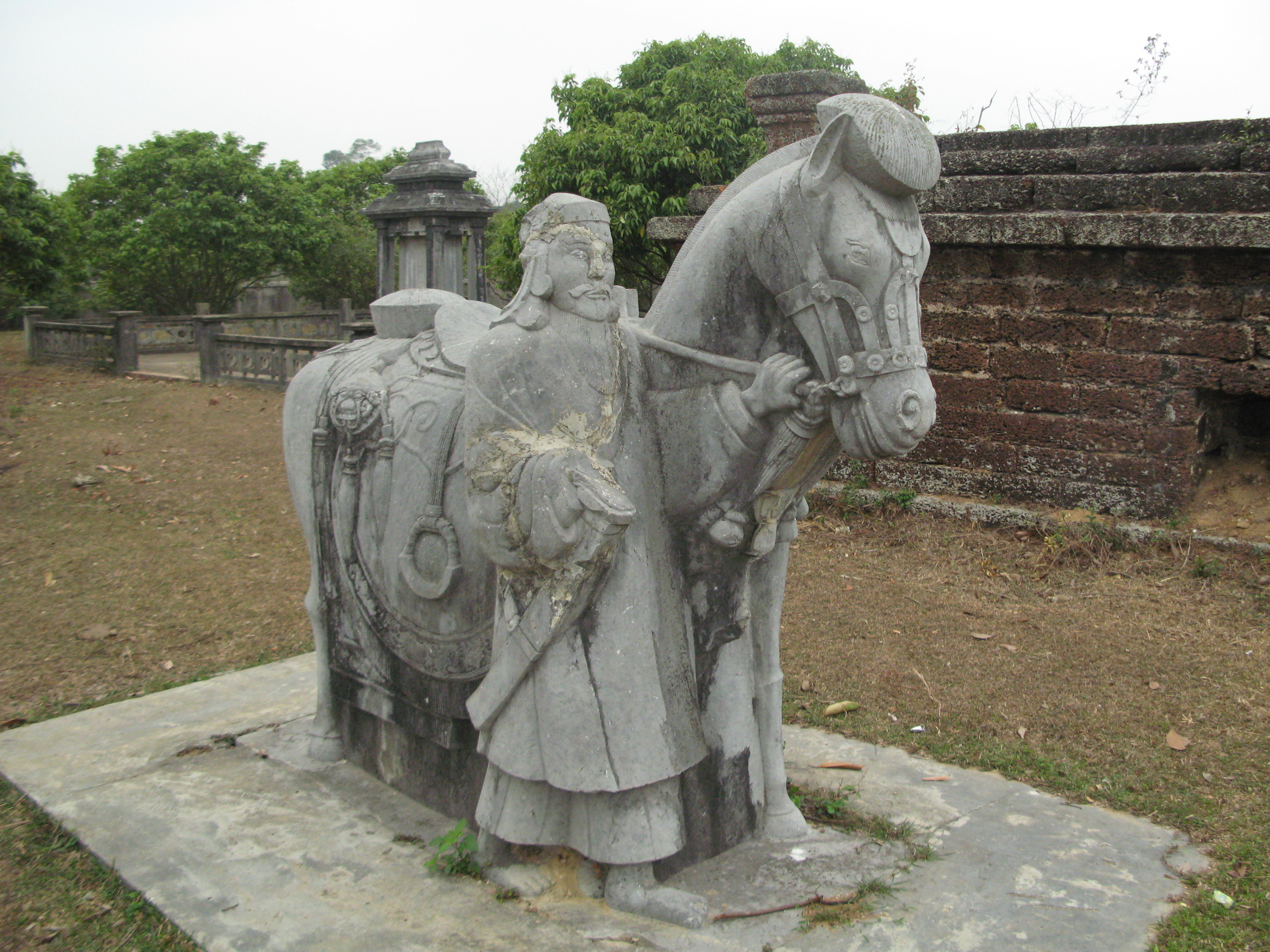
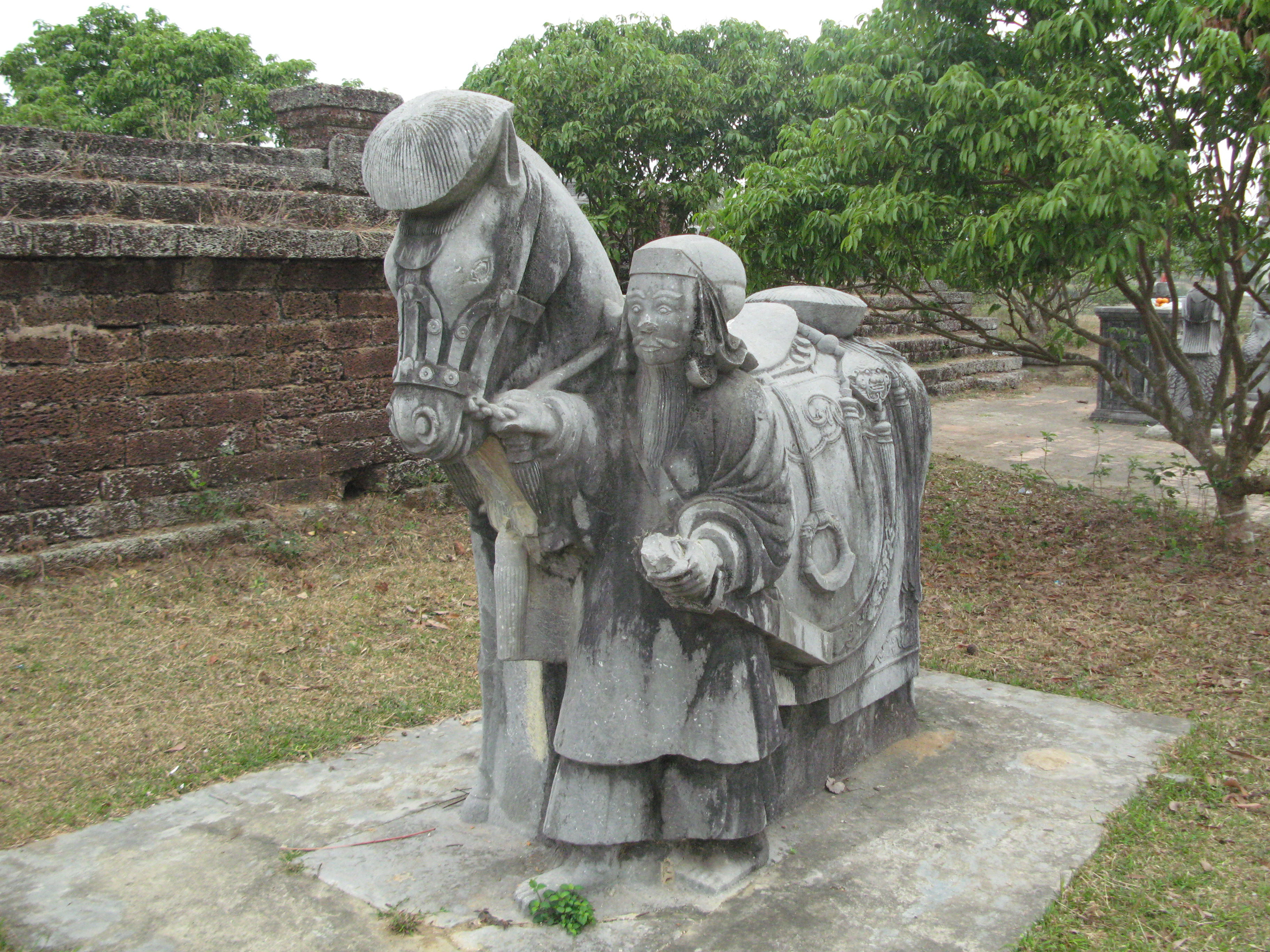
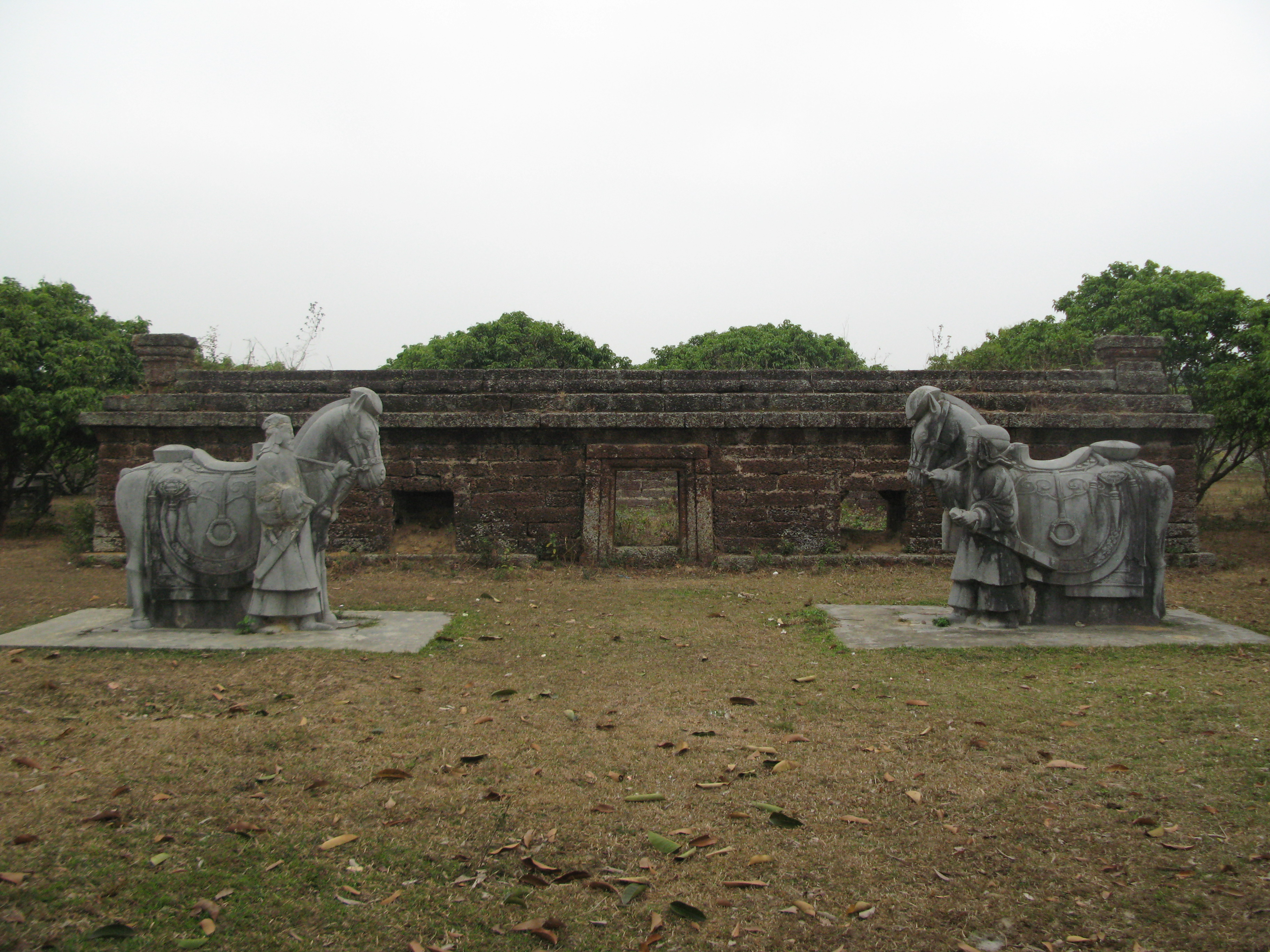

Tượng đá Lăng Họ Ngọ
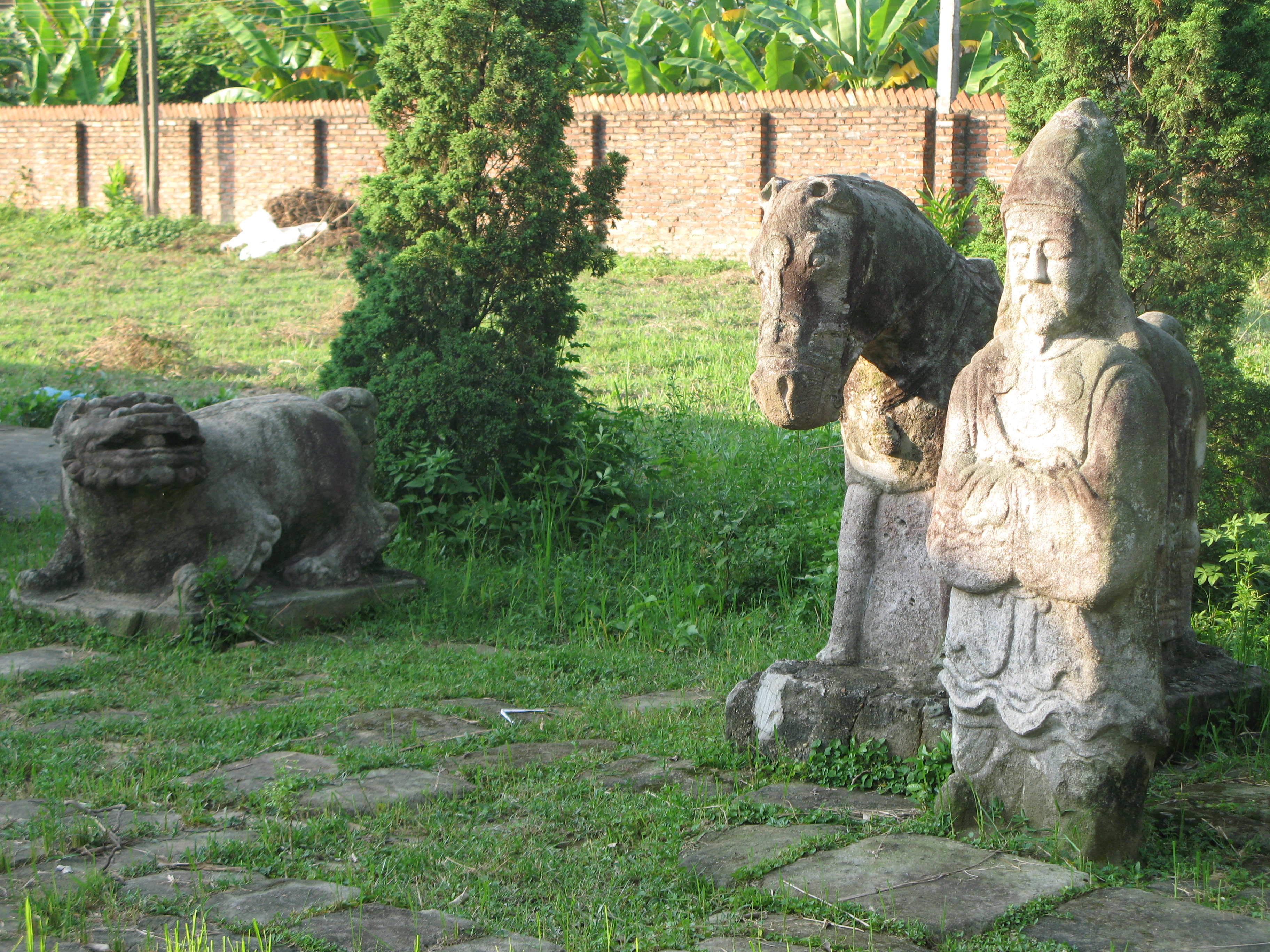
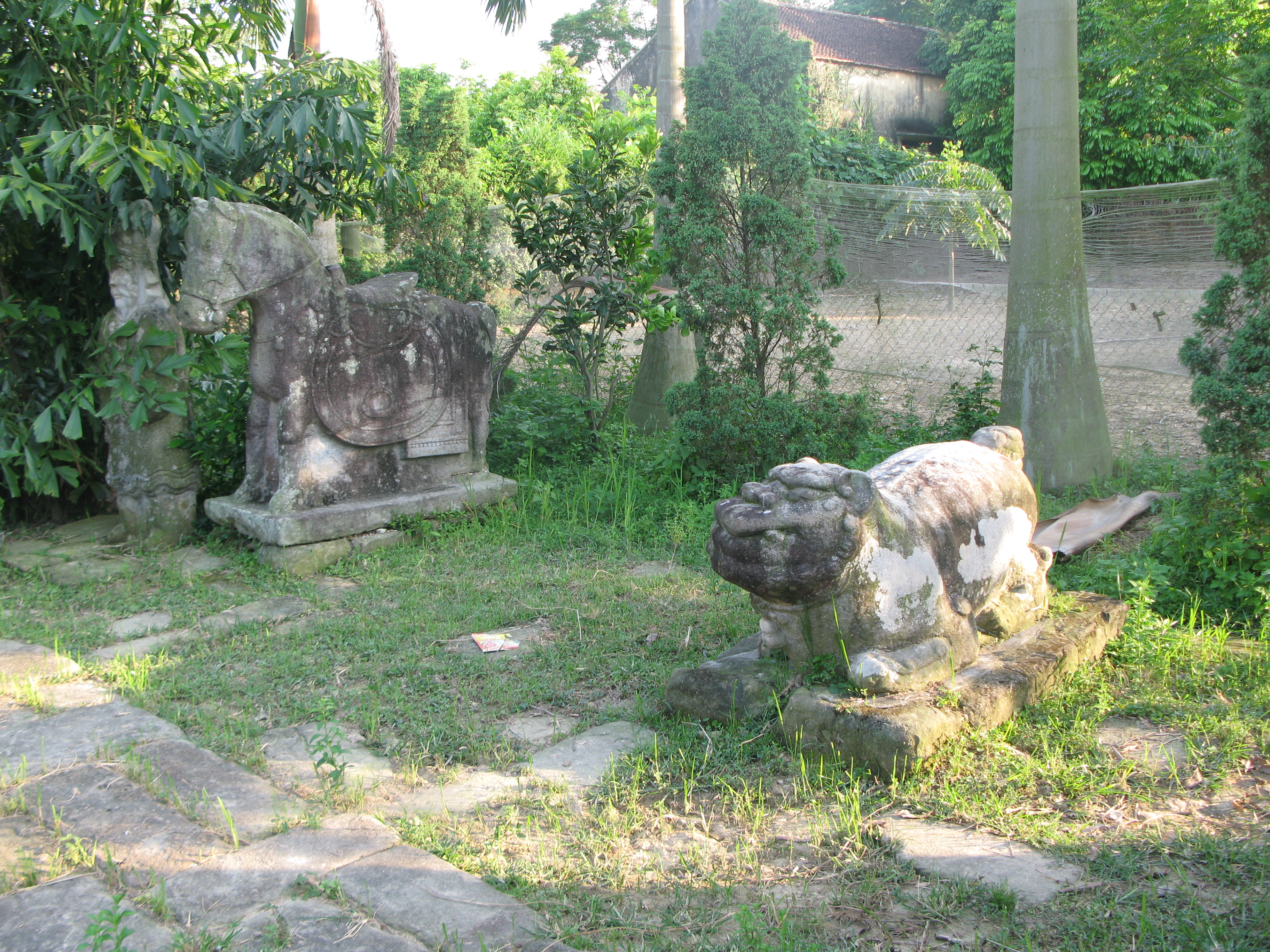

Thời Lê Trung Hưng cũng là lúc rộ lên các vị quan Quận Công đem tiền vế quê xây lăng mộ cho mình phòng khi hậu sự, nhất là ở vùng Bắc Giang. Nhiều lăng được xây bề thế, hai bên đường vào lăng có tượng quan hầu dắt ngựa. Người và ngựa đá có kích thước gần với thưc tế. Ngựa được mô tả chi tiết với cả mẳt, mũi, bờm, yên cương. Quan hầu thì cầm kiếm, đội mũ có cả trang phục áo khoác, quần dà, đôi ngựa đá đẹp nhất thuộc về lăng Dinh Hương (xã Đức Thắng, huyện Hiệp Hòa, Bắc Giang) được tạc năm 1729 thờ La Quận Công. Vào thời điểm này, những con ngựa đá cũng là cái mốt được người xưa đặt ở sân đình như ở đình Hoàng Mai, đình Tả Thanh Oai, Cũng có khi thay cho ngựa đá là ngựa thờ bằng gỗ đặt trên 4 bánh xe đặt trong nhà tiền tế của đình. 

### Tượng ngựa gỗ

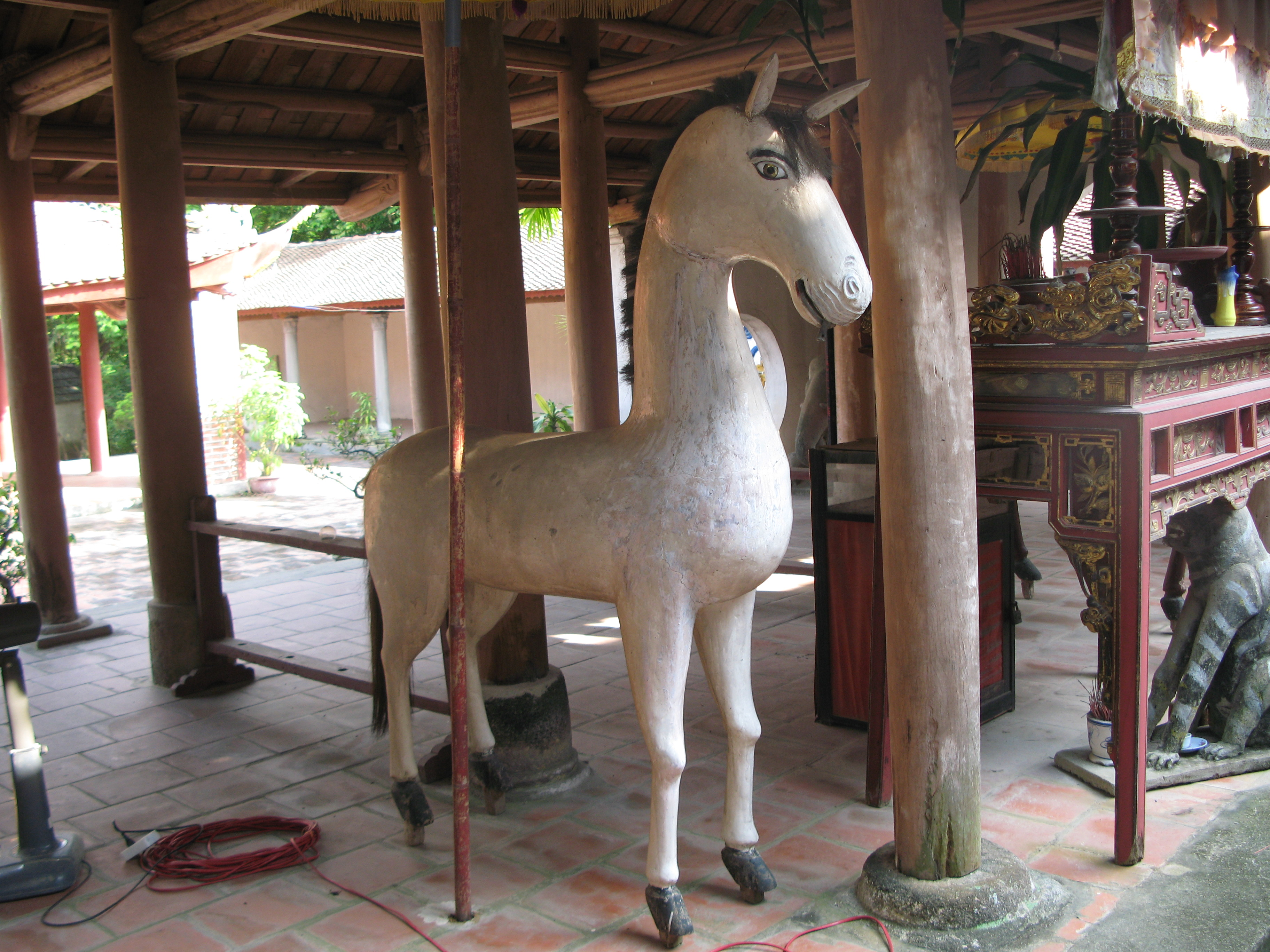
Tượng ngựa gỗ trong đền ở Hiệp Hòa, Bắc Giang

Trong các ngôi chùa cổ, hiện diện rất phổ biến những đôi ngựa bạch và ngựa hồng tạo tác bằng gỗ để biểu hiện cho quan hệ âm-dương. Tại tòa Tam bảo chùa Thầy (Hà Nội), tượng ngựa đỏ bày ở gian phải tòa Thượng điện và tượng ngựa trắng bày ở một gian nhỏ tại Tiền Đường có cửa trang trí con tiện để đứng ngoài vẫn thấy bên trong. Ngựa gỗ ở chùa Thầy (ngựa đỏ) Hai tượng ngựa được tạo tác với hình dáng và kích thước khá giống nhau: cao 2,1 m; dài 1,47 m; ngực rộng 0,94 m; đều có niên đại thế kỷ XIX.
Ngựa được tạc trong tư thế hai chân trước đứng thẳng, hai chân sau hơi nhún, thân hình cao thon, tai hướng về phía trước, mặt dẹt, mắt hình ô trám, lưng thắng yên và có vải phủ kín lưng trên có thêu hoa, lá, rồng, cổ đeo một vòng chuông.Xung quanh đầu và miệng là các tua, gù màu vàng buông dài xuống ngực. Toàn bộ ngựa được đặt trên xe bốn bánh có thể di chuyển được.Trong nghệ thuật Phật giáo có loại hình tượng Mã đầu Quán Âm, với phong cách đặc trưng là có 3 đầu hai tay, hoặc ba mặt tám tay. Trên đỉnh của ba mặt đều mang hình đầu ngựa, hóa thân này là của Quán Âm cứu độ những ác thú.
Tượng Mã đầu Quán Âm ở chùa Hương Trai (Hoài Đức, Hà Nội), có loại tượng Quán Thế Âm đứng cạnh ngựa cũng được xếp vào nhóm tượng Mã đầu Quán Âm. Ở Bắc Bộ đã thống kê được 7 pho tượng như vậy, cùng niên đại thế kỷ XIX, được làm từ hai chất liệu gỗ và đất với chiều cao trung bình 90–110 cm, ngang vai 27–30 cm. Tượng ngựa ở chùa Cát Quế (Hoài Đức - Hà Nội) ao tượng kiểu chui đầu, phần trên ôm sát thân, phần dưới hơi thụng và xòe ra, rủ nếp mềm mại chảy tràn xuống chân, thắt lưng buộc nút con do tạo hình hoa trước bụng.
Riêng tượng chùa Hương Trai được trang trí cầu kỳ thành những băng hoa văn ở phần ngực và các dải áo phủ bên ngoài tương tự như áo của các vũ nữ thiên thần. Ngựa được tạo hình khá thật ở sát một bên sườn của tượng (bên phải hoặc bên trái) nhưng chủ yếu chỉ nhìn rõ nửa đầu và hai chân trước, nửa thân sau bị thân người che khuất. Tượng ngựa có 2 màu chủ đạo là trắng hoặc nâu sẫm. Một tay của tượng đặt trên đầu ngựa hay lưng ngựa, tay kia đặt trên gối hoặc giơ lên trước ngực trong các thế ấn khác nhau. Hương án chùa Bút Tháp là cảnh ngựa bay và khỉ cưỡi ngựa trên ván in bằng gỗ ở chùa Tây Mỗ. 

### Hội họa

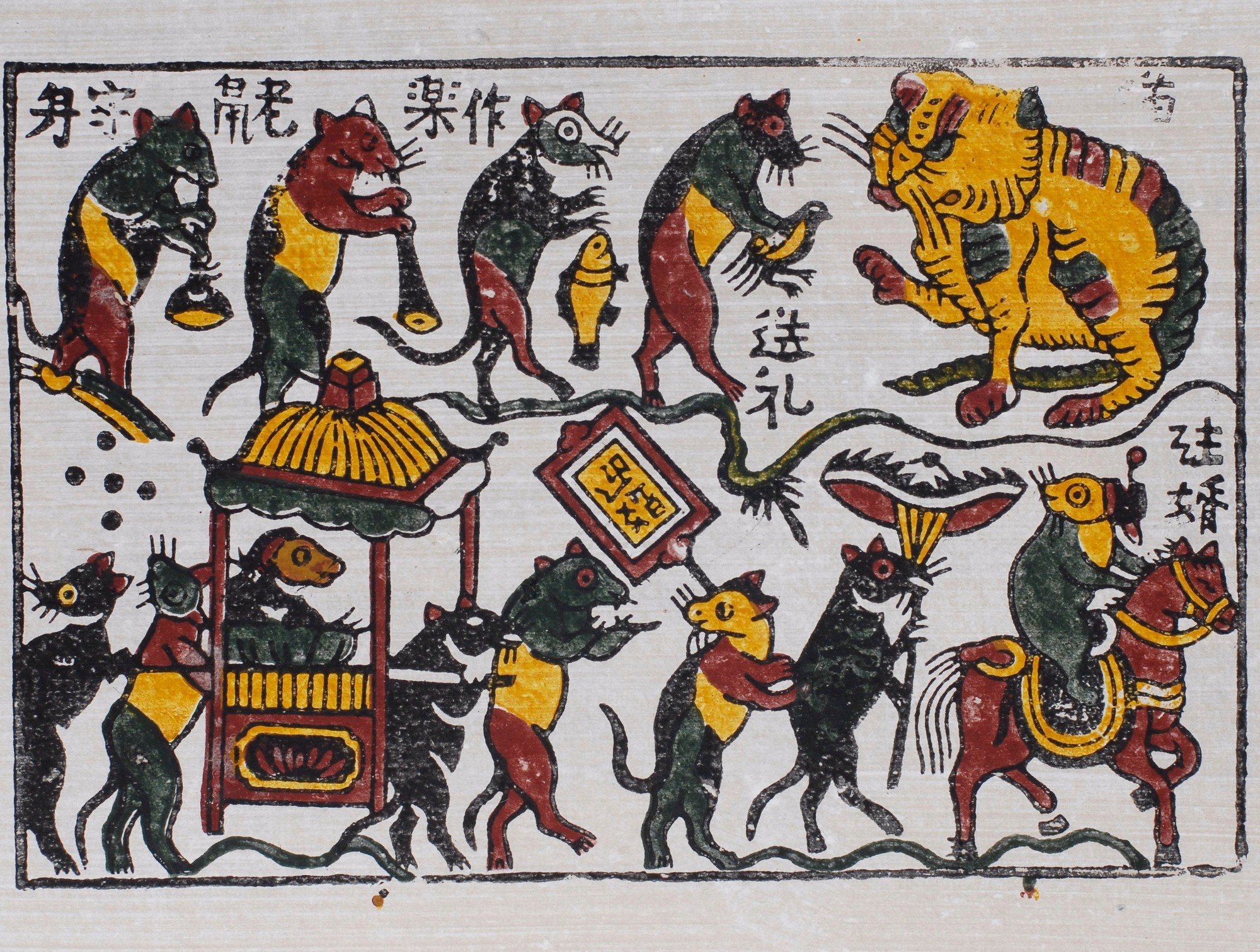
Tranh Đông Hồ tả cảnh đám cưới chuột

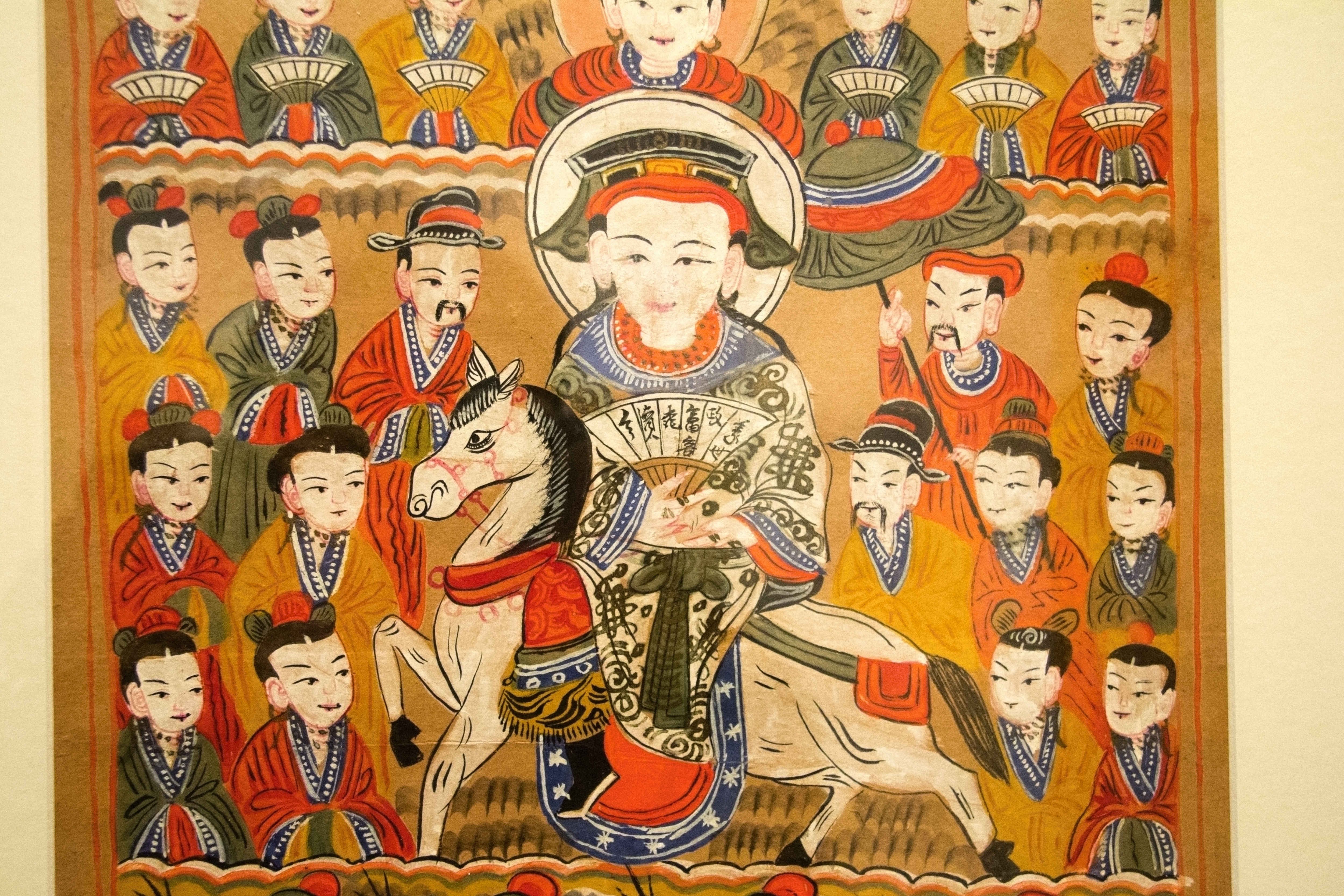
Tranh ngựa ở Việt Nam chở một vị thần trong Đạo giáo

Tranh vẽ ngựa cũng xuất hiện khá sớm với các bức địa mã (ngựa ăn cỏ), tòng giá (theo hầu ngựa), tỳ giá (dong ngựa). Vào dịp Tết đến, người dân thường sắm tranh Tết có tranh con ngựa. Ở nhiều tranh thờ, ngựa hồng được thay bằng ngựa trắng hay đôi khi bằng ngựa ô. Sự thay đổi màu lông có những lý do tín ngưỡng. Tranh ngựa thờ thường đi một cặp như tranh ngựa hồng, ngựa bạch trong đền Độc Lôi. Đến đầu thế kỷ XX, vẫn còn có cảnh cưỡi ngựa về làng có lính hầu (lính lệ) và lọng che mà một người Pháp tên là Henry Oger sưu tầm được trong tranh khắc gỗ. Tranh dân gian về ngựa tại các tỉnh miền Trung còn gọi là tranh ông Ngựa.
Trong tranh dân gian con ngựa ghi ấn tượng manh mẽ, sâu sắc nhất là Ngựa Thánh của ông Gióng. Loại ngựa chiến được thấy trong tranh Phù Đổng Thiên Vương đại phá giặc Ân. toàn thân ngựa đang tung vó trên chiến trận được khắc họa đỏ rực như than hồng toát lên một khí thế hùng dũng oai phong. Ở bức tranh Quang Trung, ngựa chiến được khắc họa cao lớn oai hùng. Con chiến mã với bộ vó chắc khỏe đang mở to đôi mắt, đăm đăm nhìn phía trước với cái mõm hé mở và đôi cánh mũi dường như đang phập phồng.
Hình ảnh con ngựa còn có thể bắt gặp trong nhiều tranh dân gian khác của tranh Đông Hồ, tranh Hà Nội. Tranh dân gian Đông Hồ về ngựa rất sinh động và có cốt truyện. Trong tranh Đông Hồ, con ngựa không có người cỡi mà lại có lọng che rất trang nghiêm. Trong dòng tranh dân gian Đông Hồ có cảnh "đám cưới chuột" với họa tiết chú rể chuột đang vểnh râu nghênh ngang cưỡi ngựa. Con ngựa hồng vui vẻ đang nhịp bước trong tác phẩm tranh Đông Hồ Đám cưới chuột(hay còn gọi là Ông nghè vinh quy). Dòng tranh Hàng Trống có cảnh ông Hoàng cưỡi ngựa.
Ở Việt Nam cũng có những người vẽ ngựa, mặc dù số người theo nghề chuyên về vẽ ngựa không nhiều và cũng không nổi tiếng như bên Trung Quốc. Có bậc cao niên là Nguyễn Tư Nghiêm vẽ ngựa Gióng, nói đến khí thế quật cường của người Việt, biểu trưng ở sức mạnh của Thánh Gióng. Có 2 quyển sách về hai tác giả vẽ ngựa là Đỗ Đức và Lê Trí Dũng. Đỗ Đức là ngựa trên núi còn Lê Trí Dũng là mượn cớ đó, hình tượng đó để tạo nên nguồn hứng. Nhờ có ngựa mà nguồn hứng ấy trở nên tràn trề và cũng nhờ có ngựa mà ngòi bút trở nên có khí lực hơn.

### Âm nhạc
- Lý ngựa ô
- Ngẫu hứng ngựa ô
- Ngựa gỗ
- Ngựa ô thương nhớ
- Nhong nhong nhong

### Hình ảnh

Di chỉ về ngựa
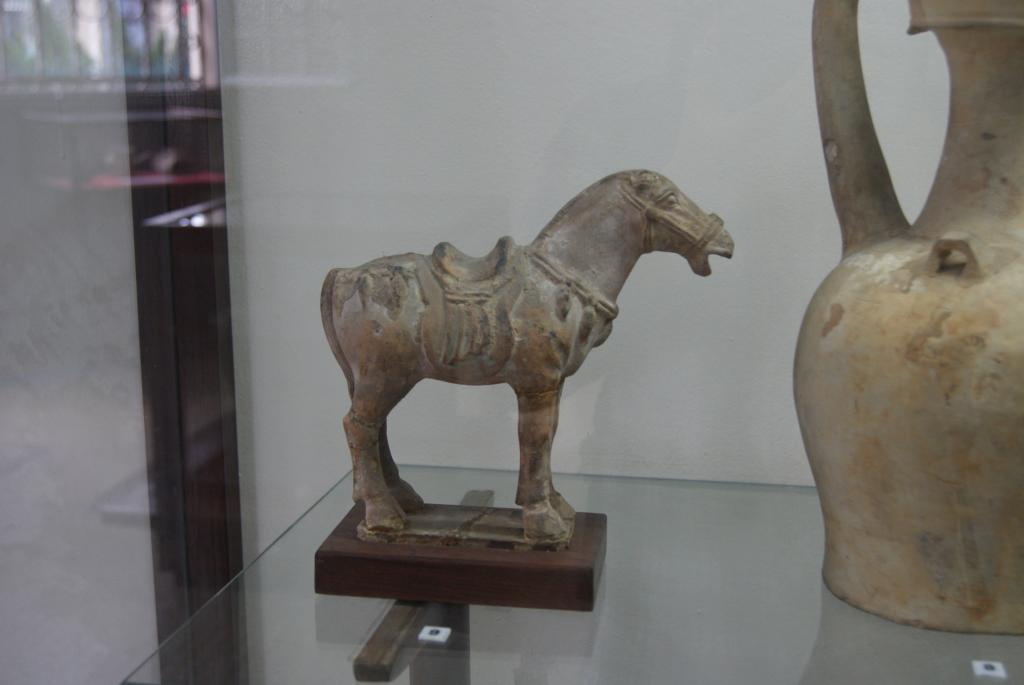
Tượng ngựa nhỏ niên đại từ thế kỷ thứ VII-X, tại Bảo tàng Quốc gia Việt Nam
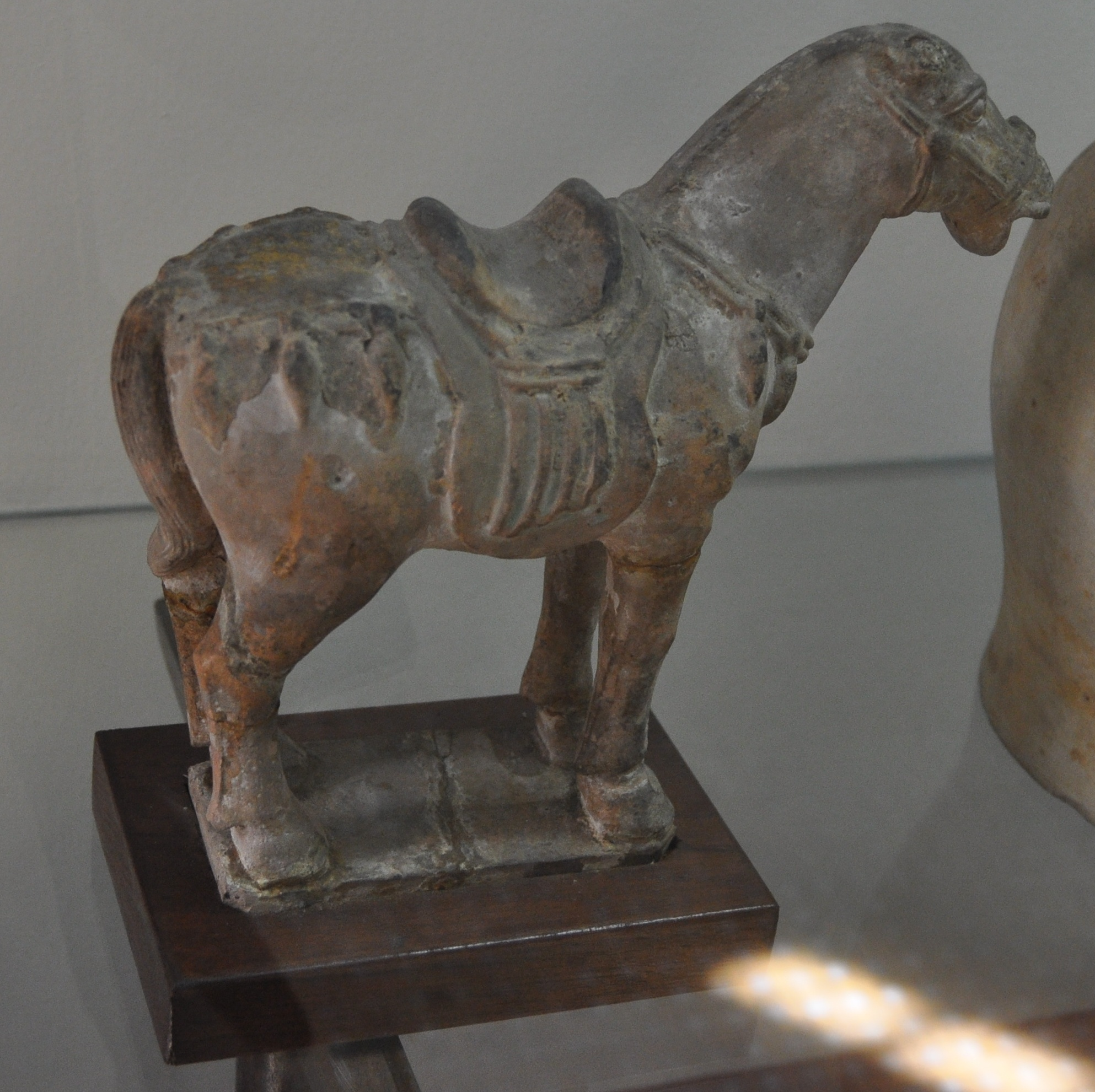
Tượng ngựa nhỏ niên đại từ thế kỷ thứ VII-10
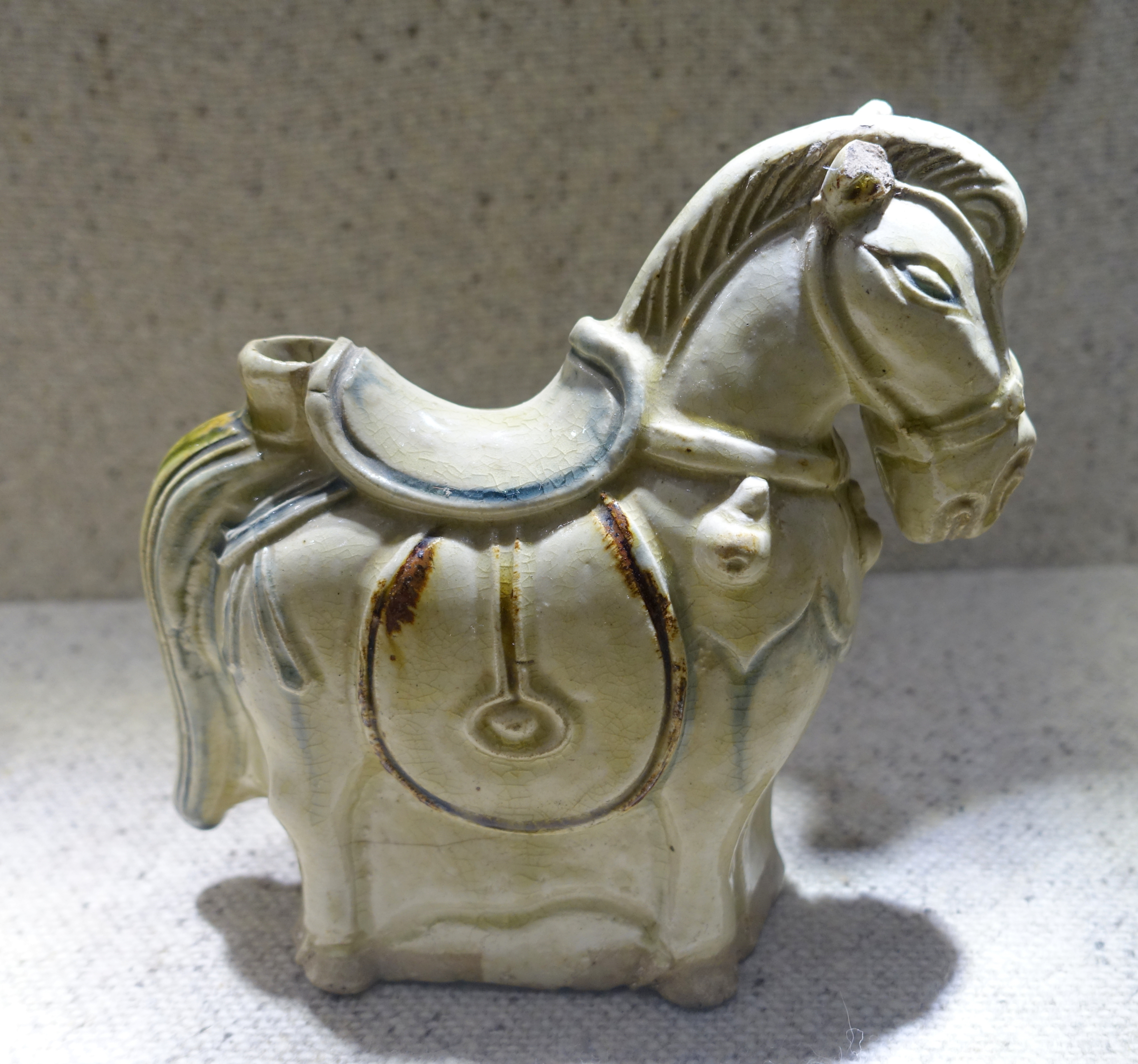
Tượng ngựa cổ trên gốm Bát Tràng
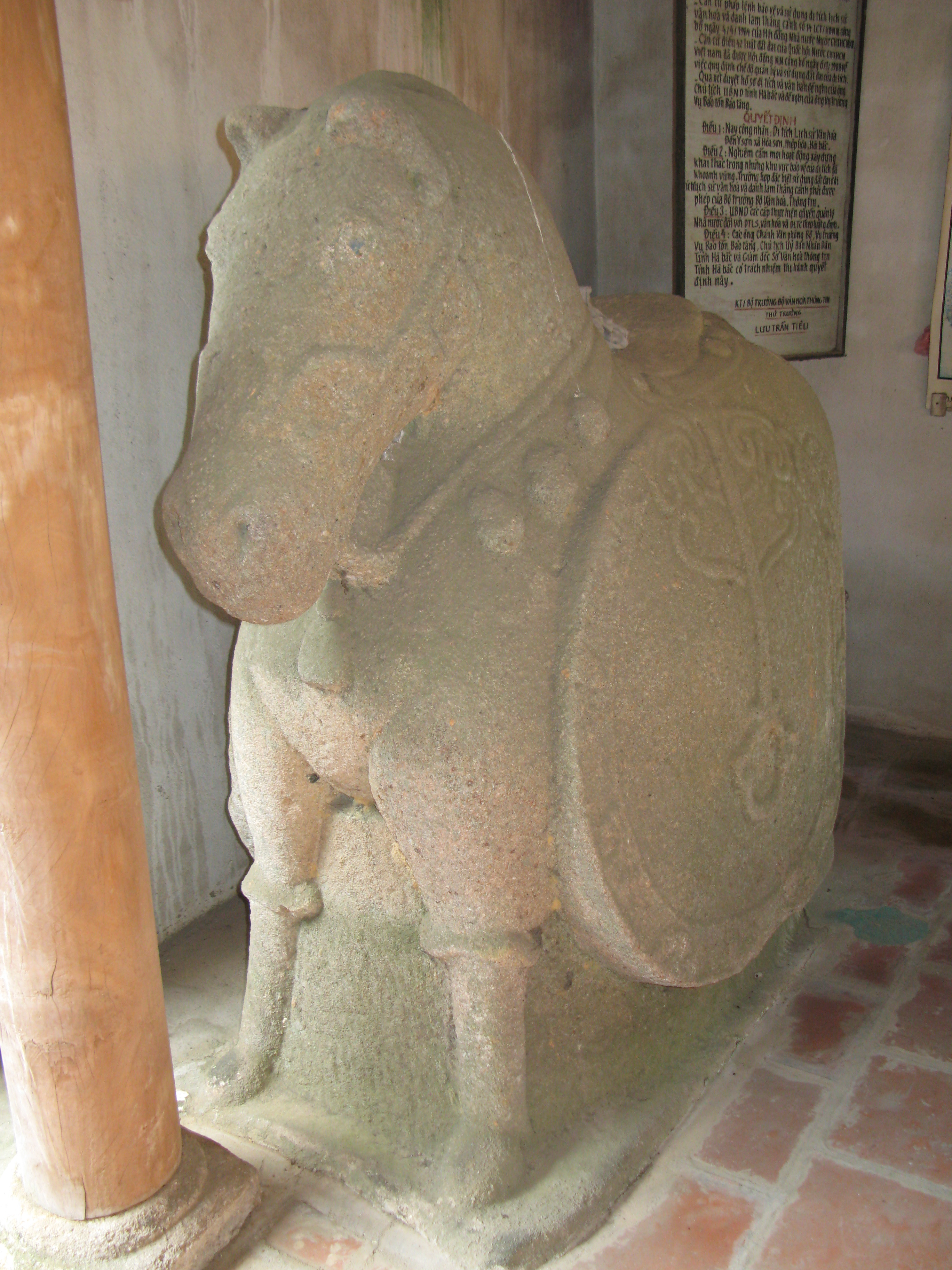
Ngựa làm bằng diêm thạch thờ trong đền Y Sơn, huyện Hiệp Hòa
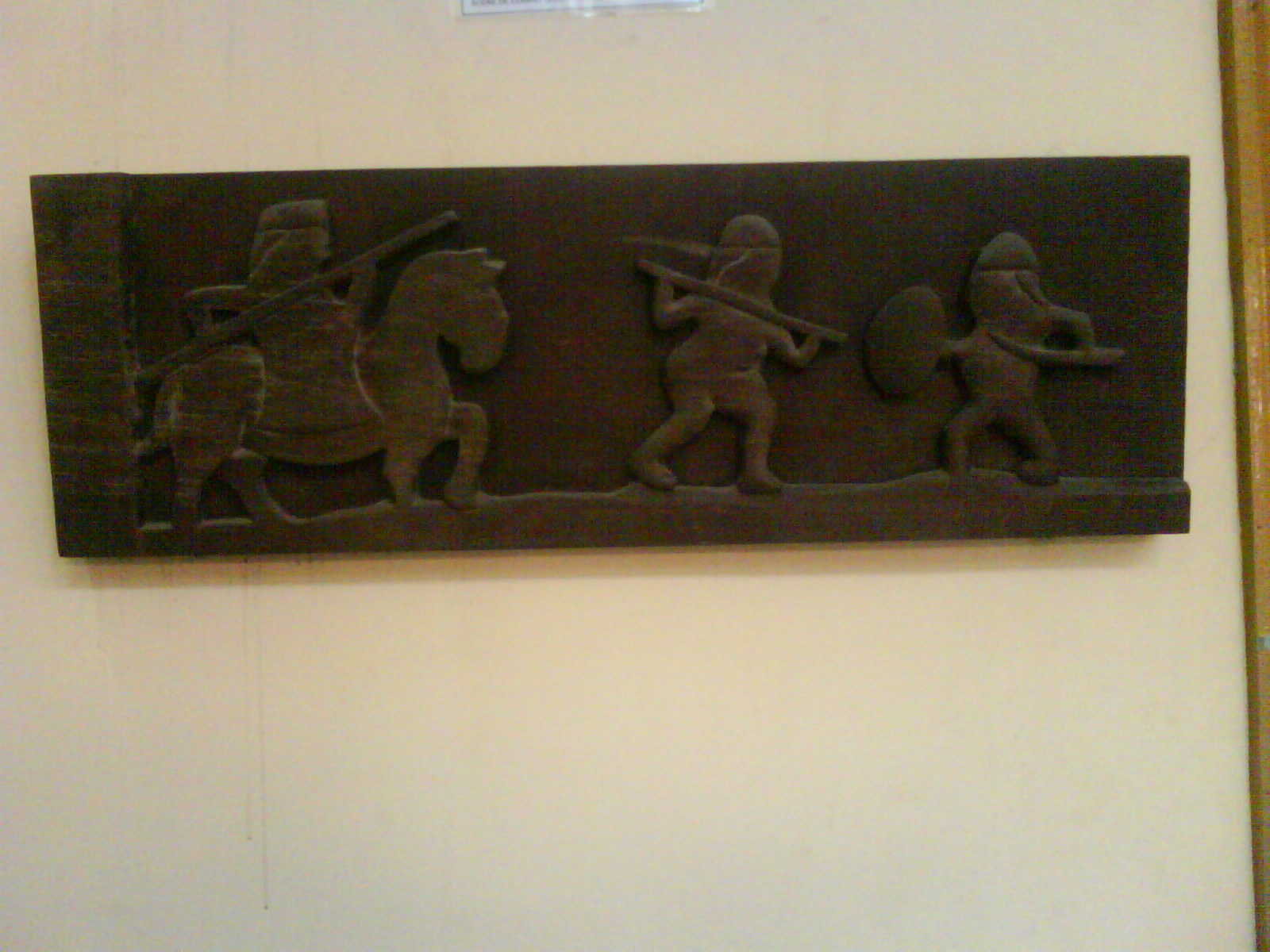
Tranh khắc gổ kỵ binh thời Trần
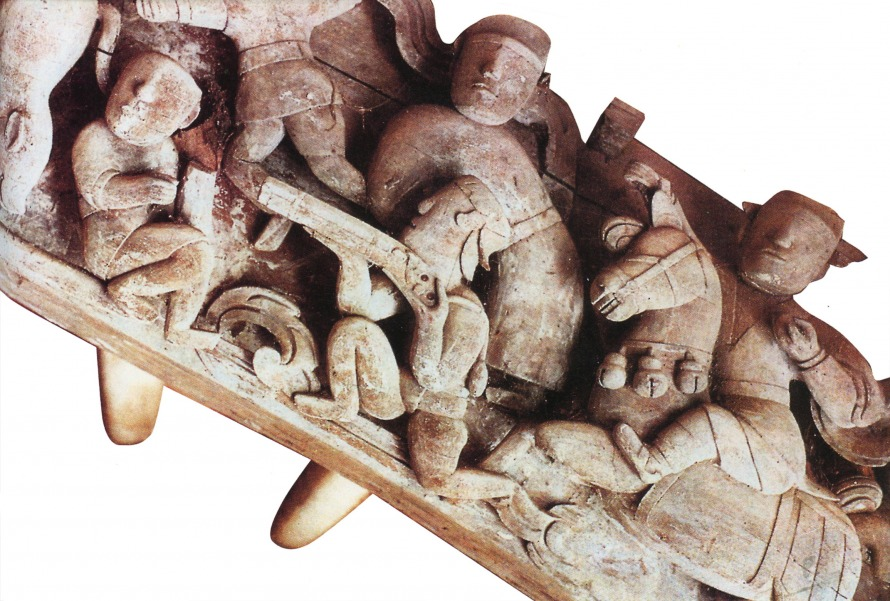
Chạm gỗ đình Hạ Hiệp thế kỷ XVII.

Trên tranh Đông Hồ
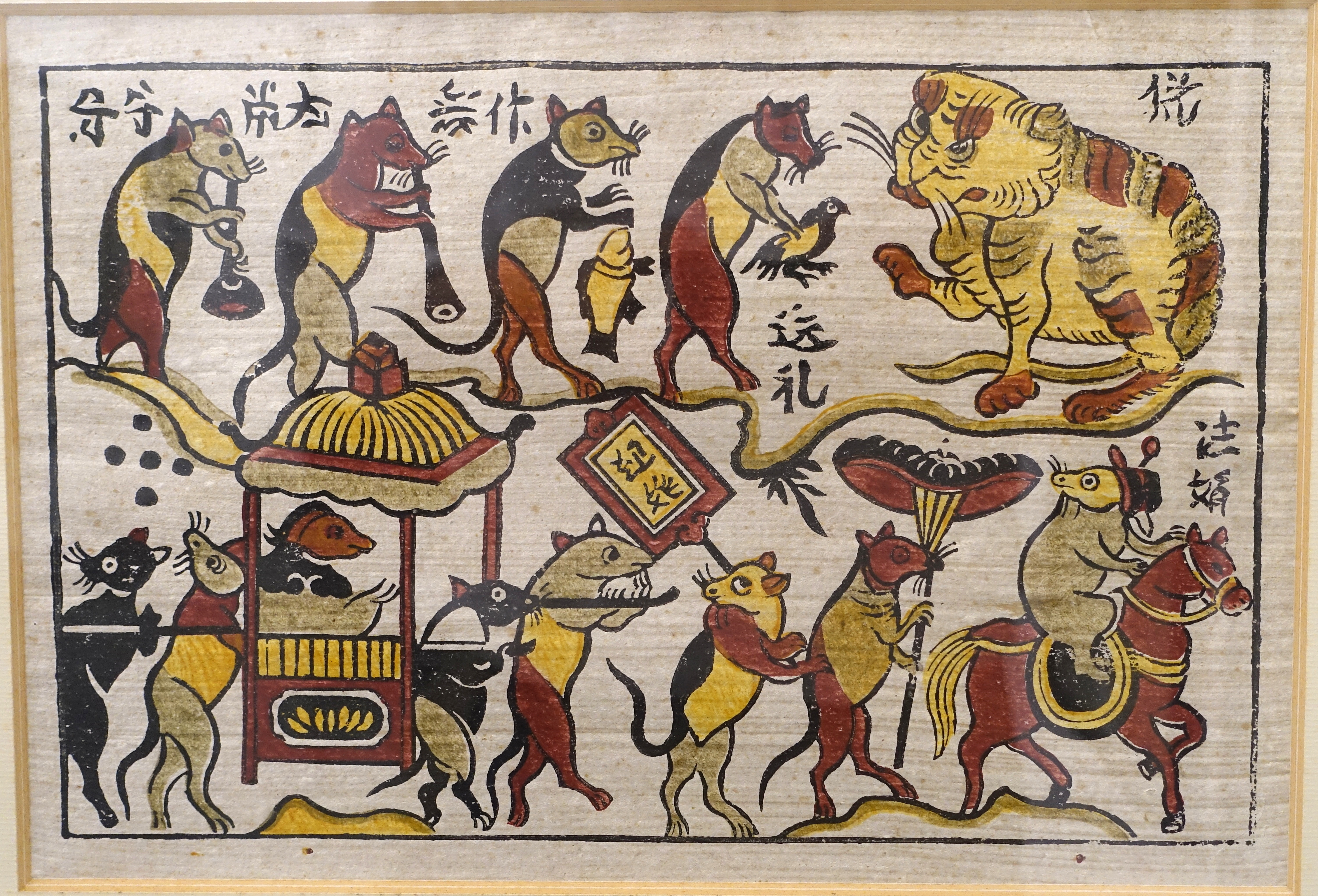
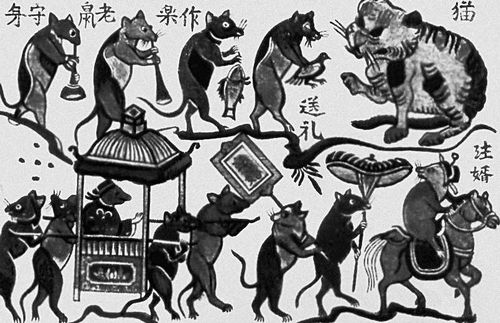
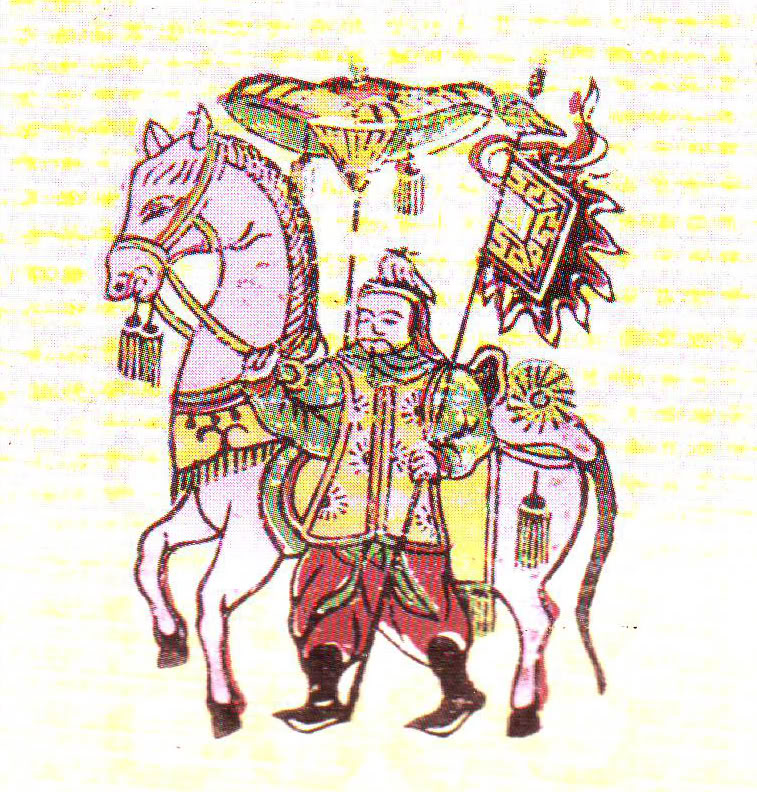
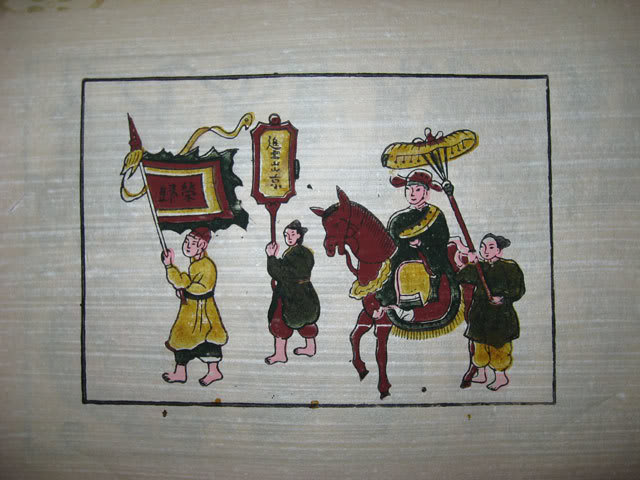

Tượng Trần Nguyên Hãn

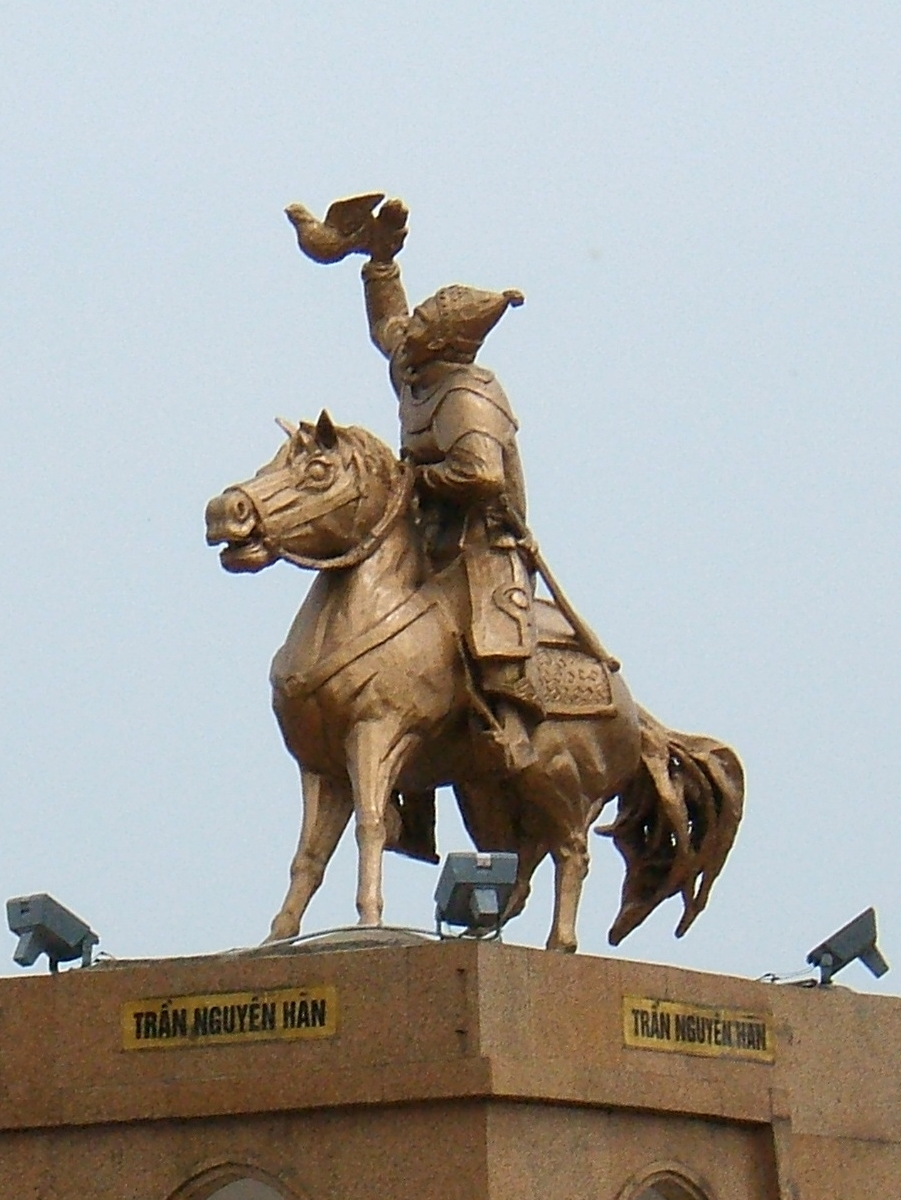
Tượng Danh tướng Trần Nguyên Hãn
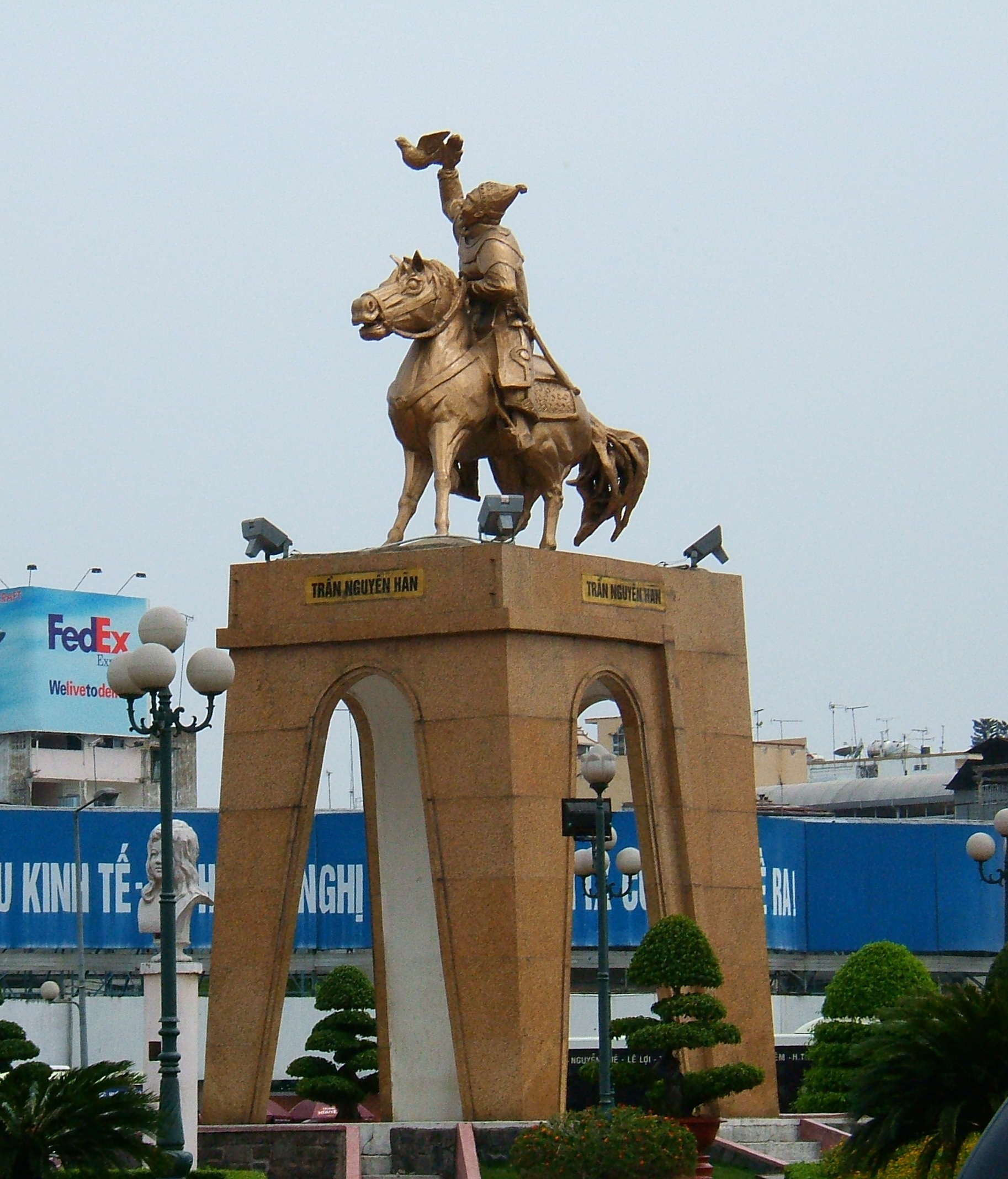
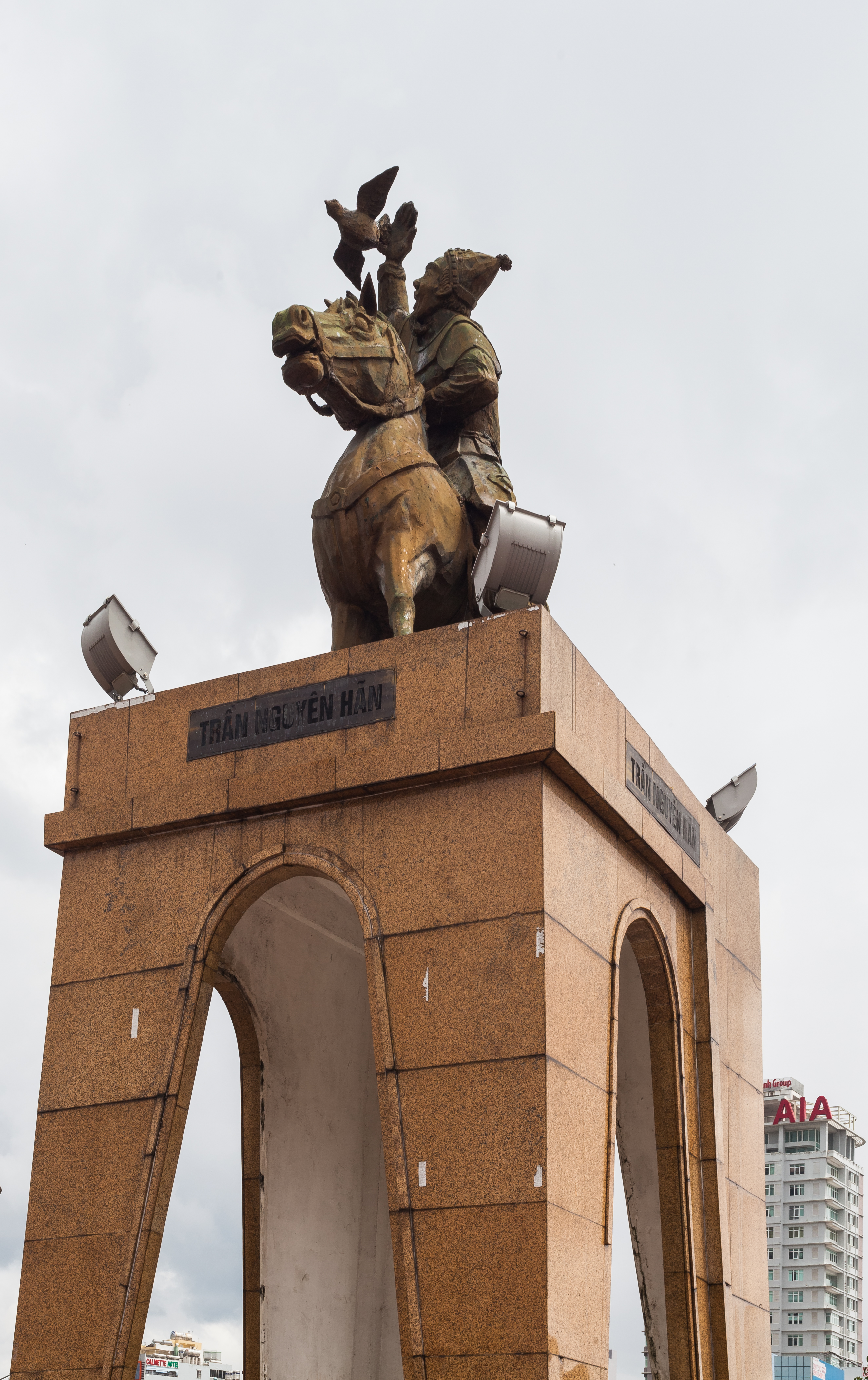
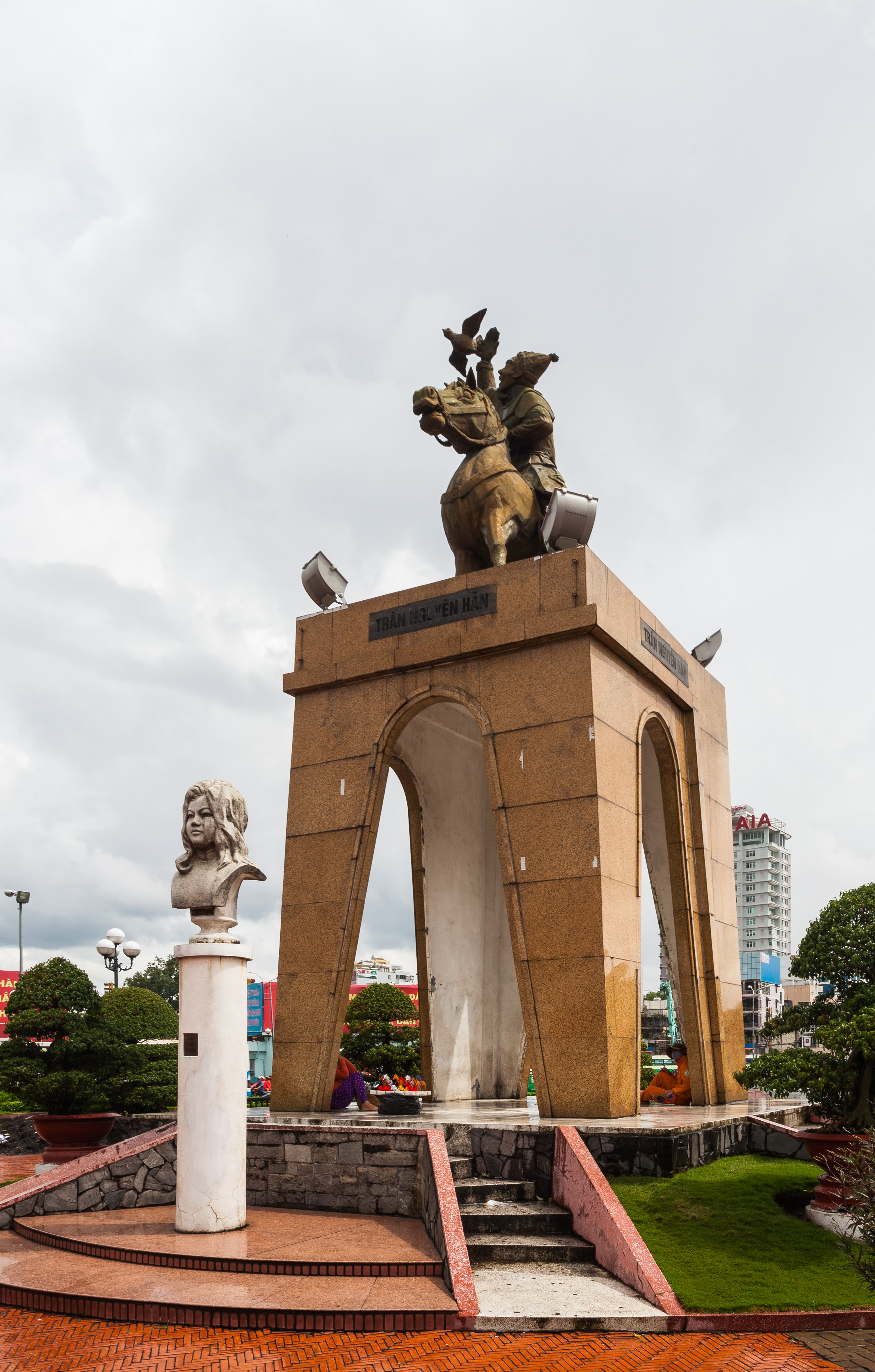
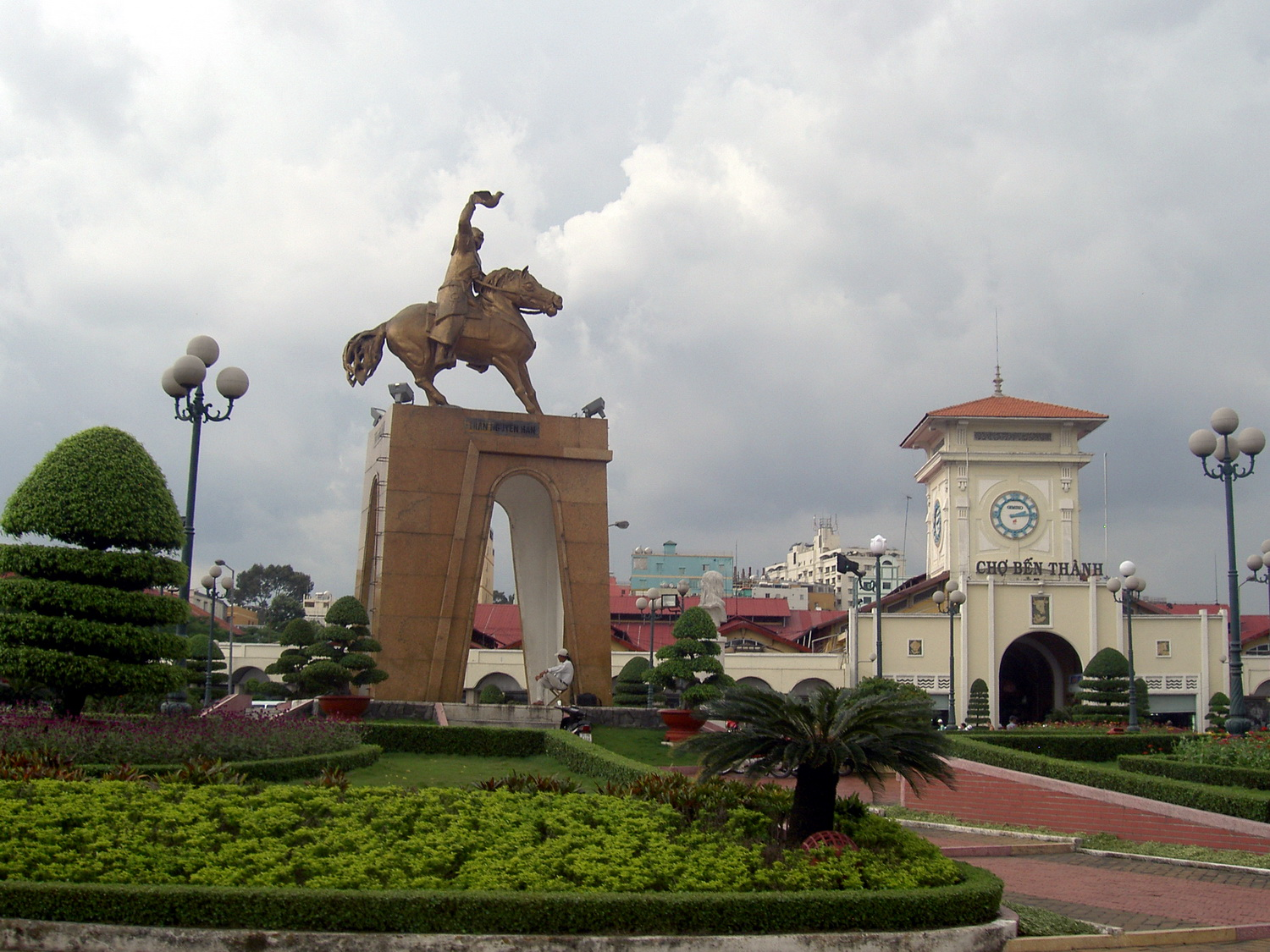
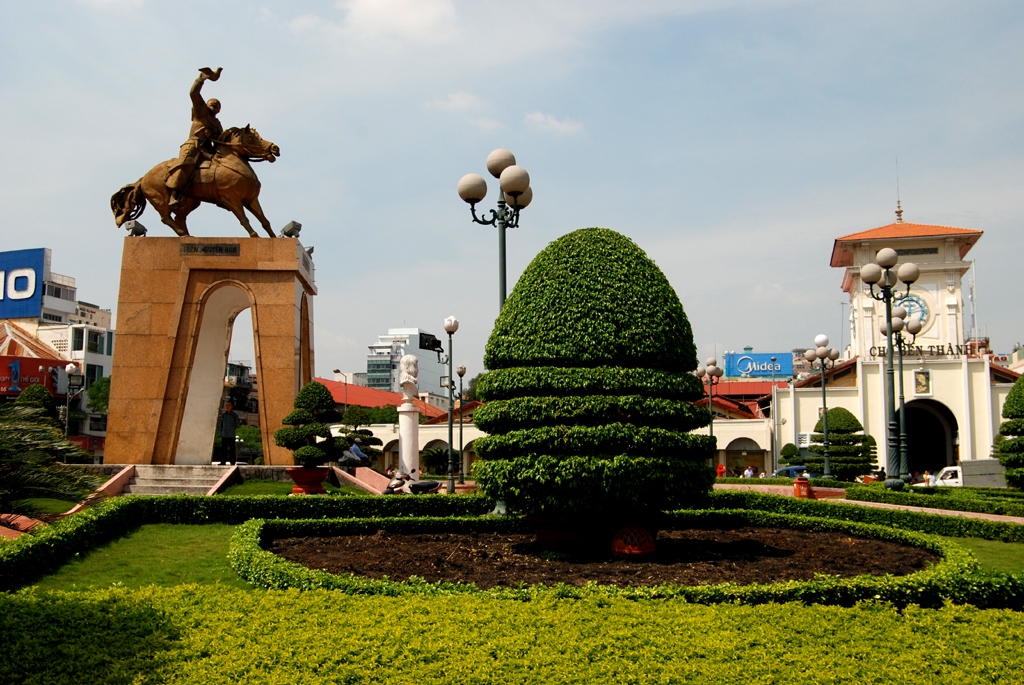
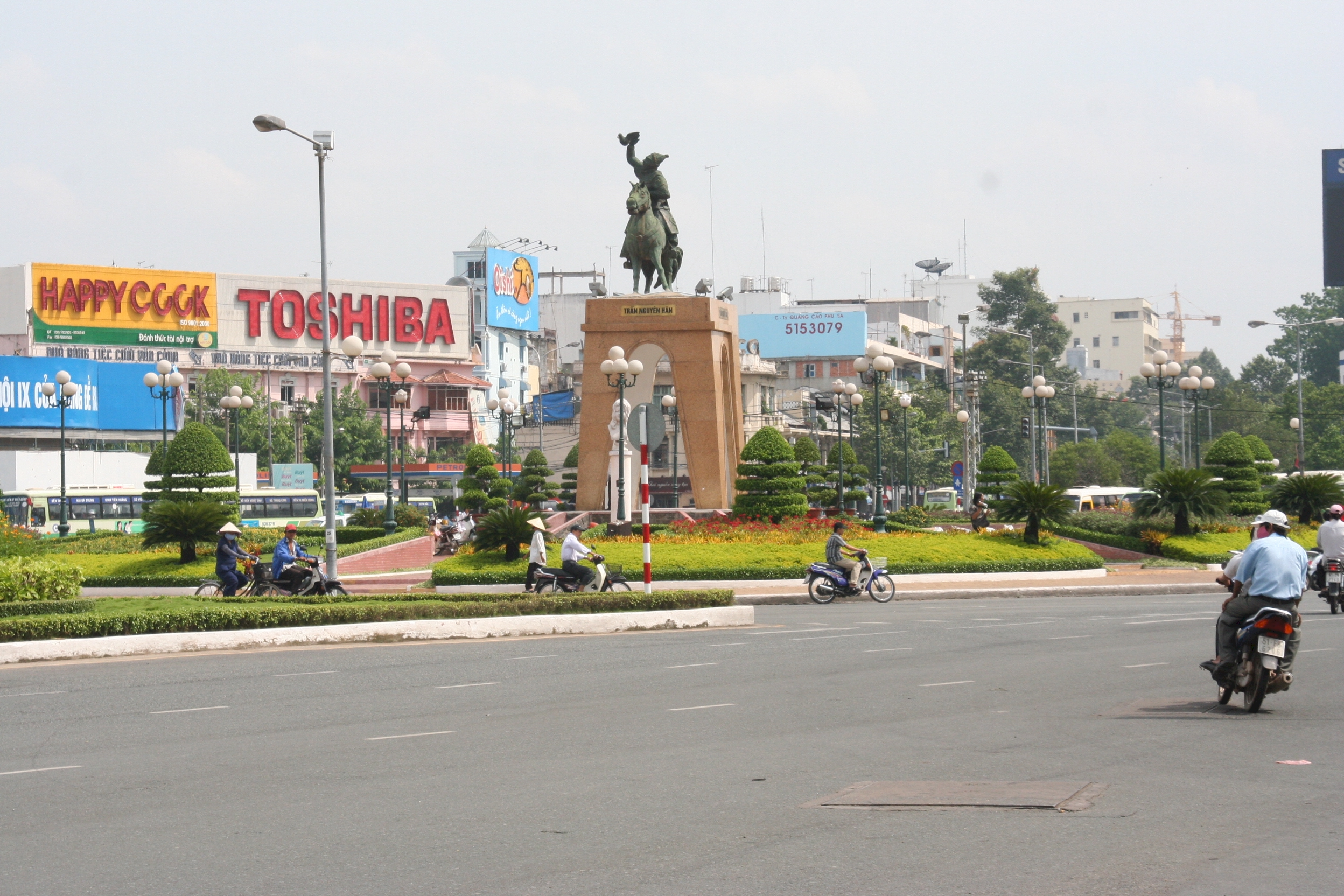
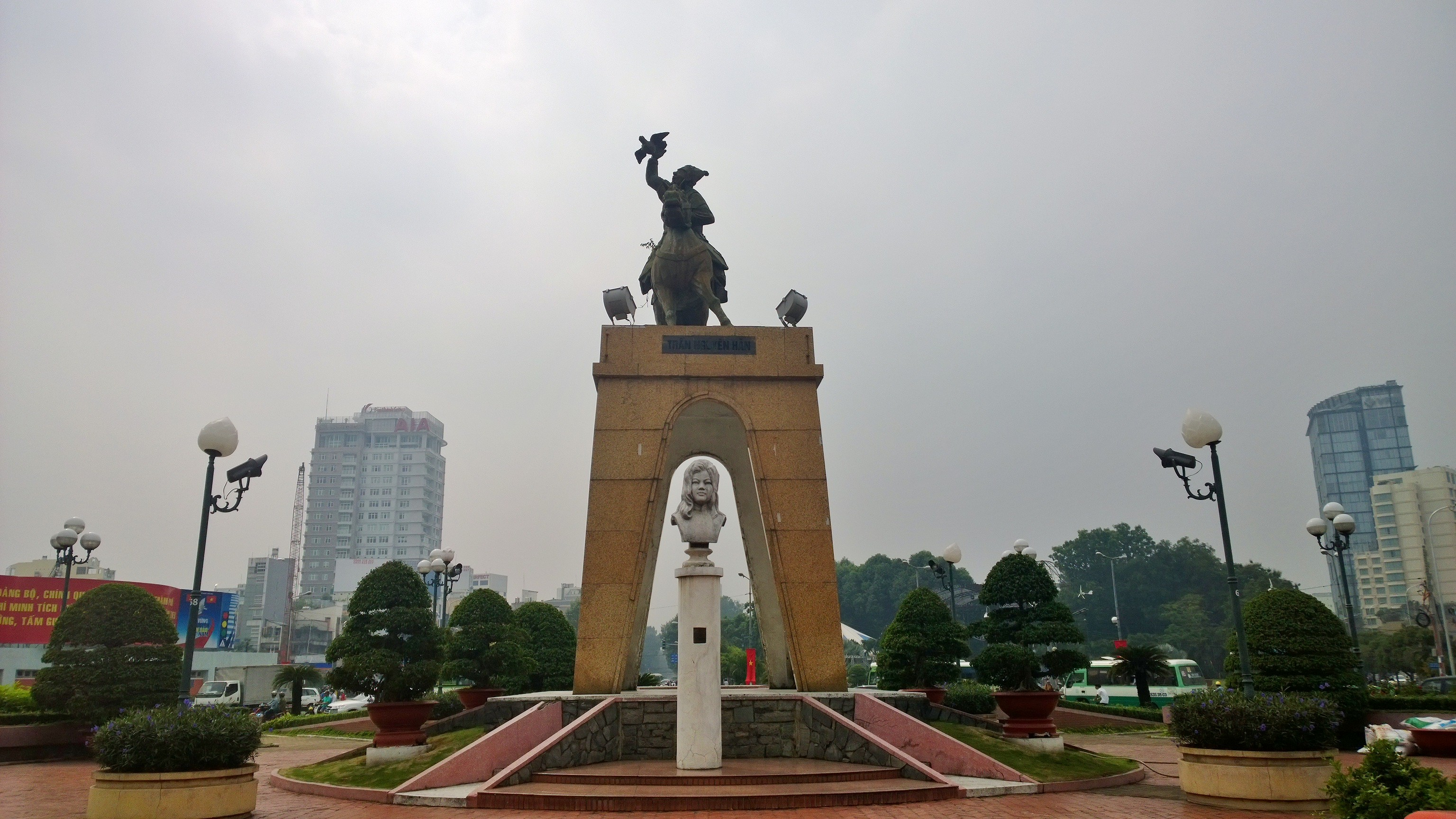

Các hình ảnh khác

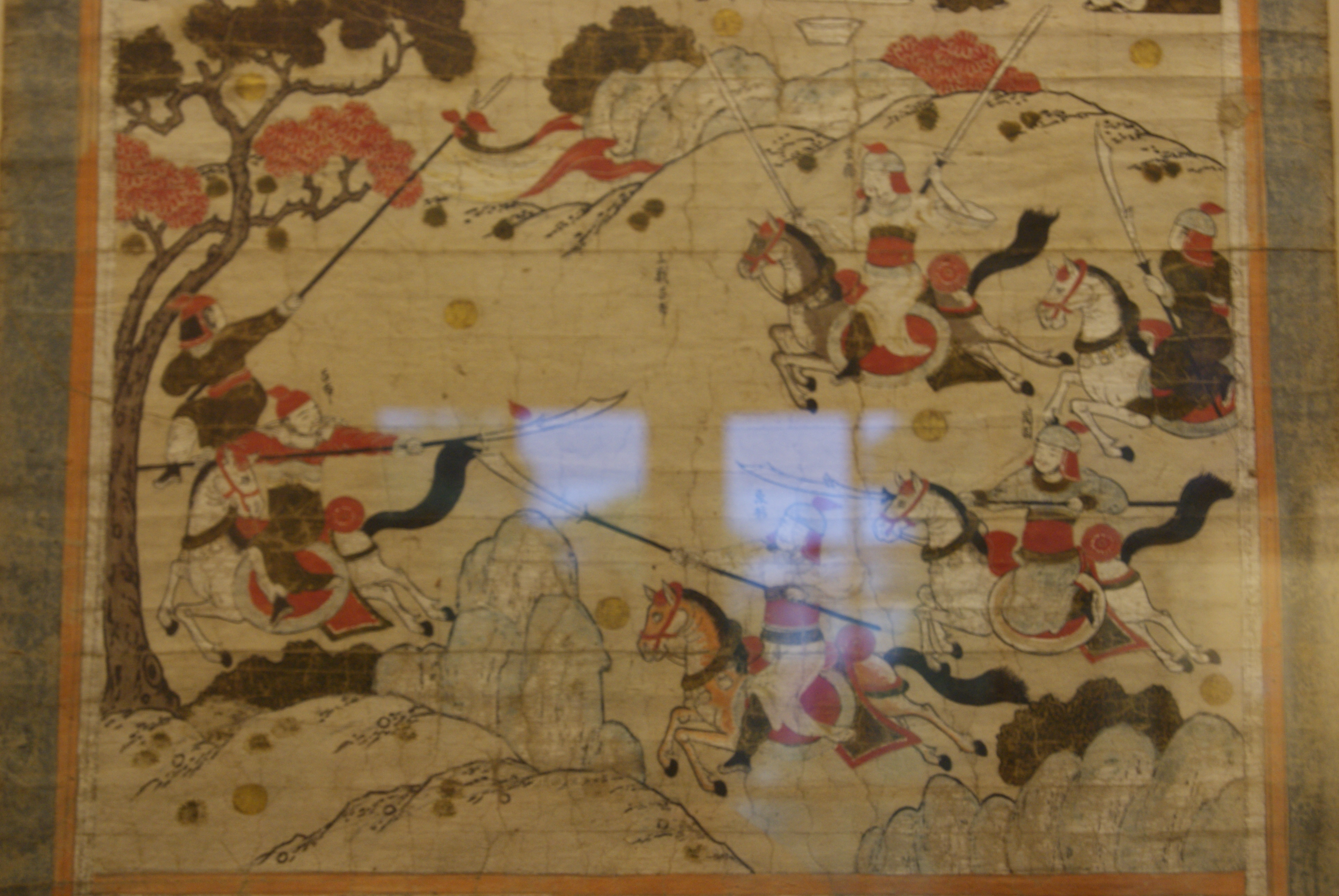
Một bức tranh kỵ binh của Trung Quốc vẽ thời Lê ở Việt Nam
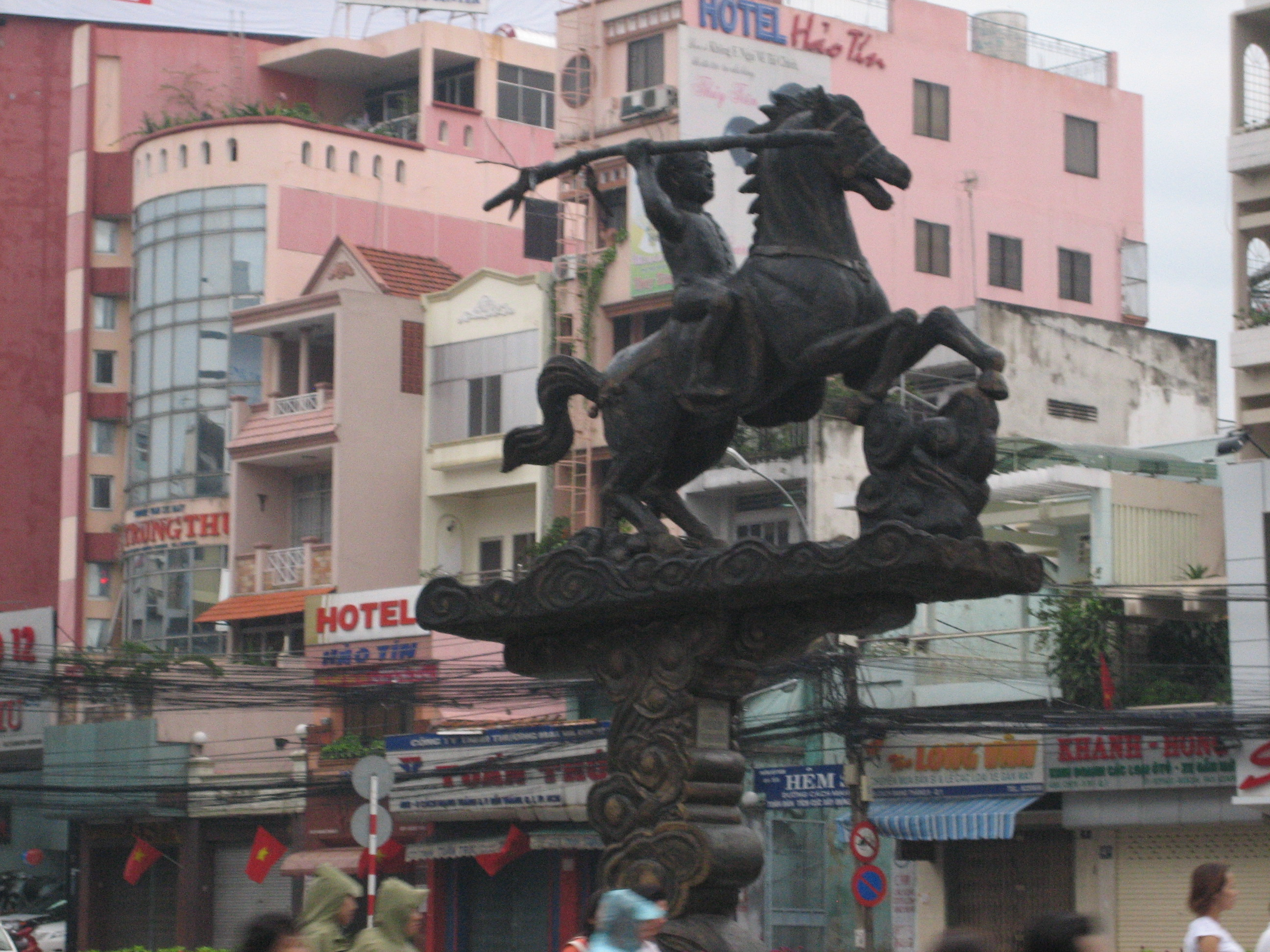
Tượng Thánh Gióng tại Sài Gòn
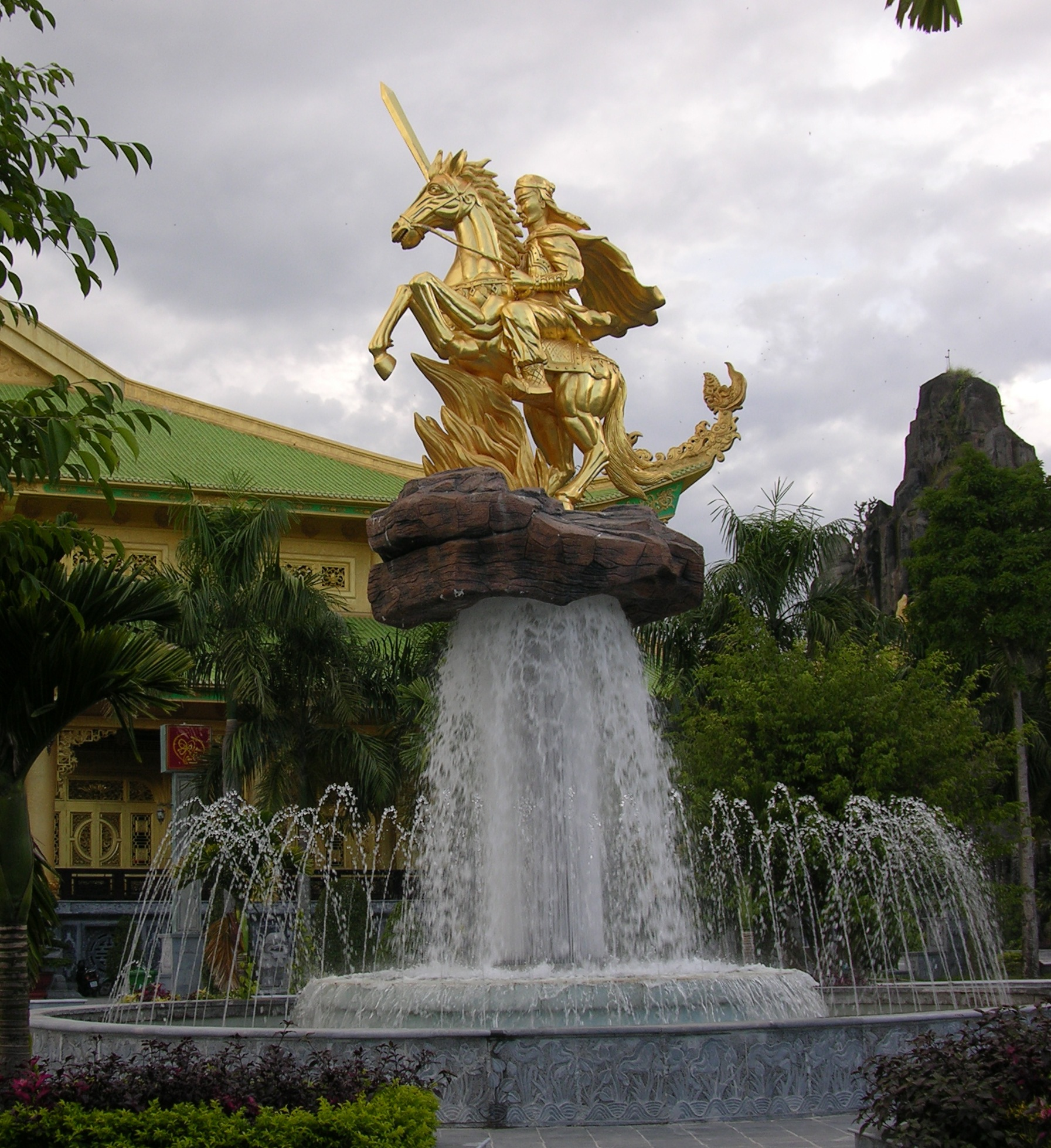
Tượng Lý Thường Kiệt tại Khu du lịch Đại Nam
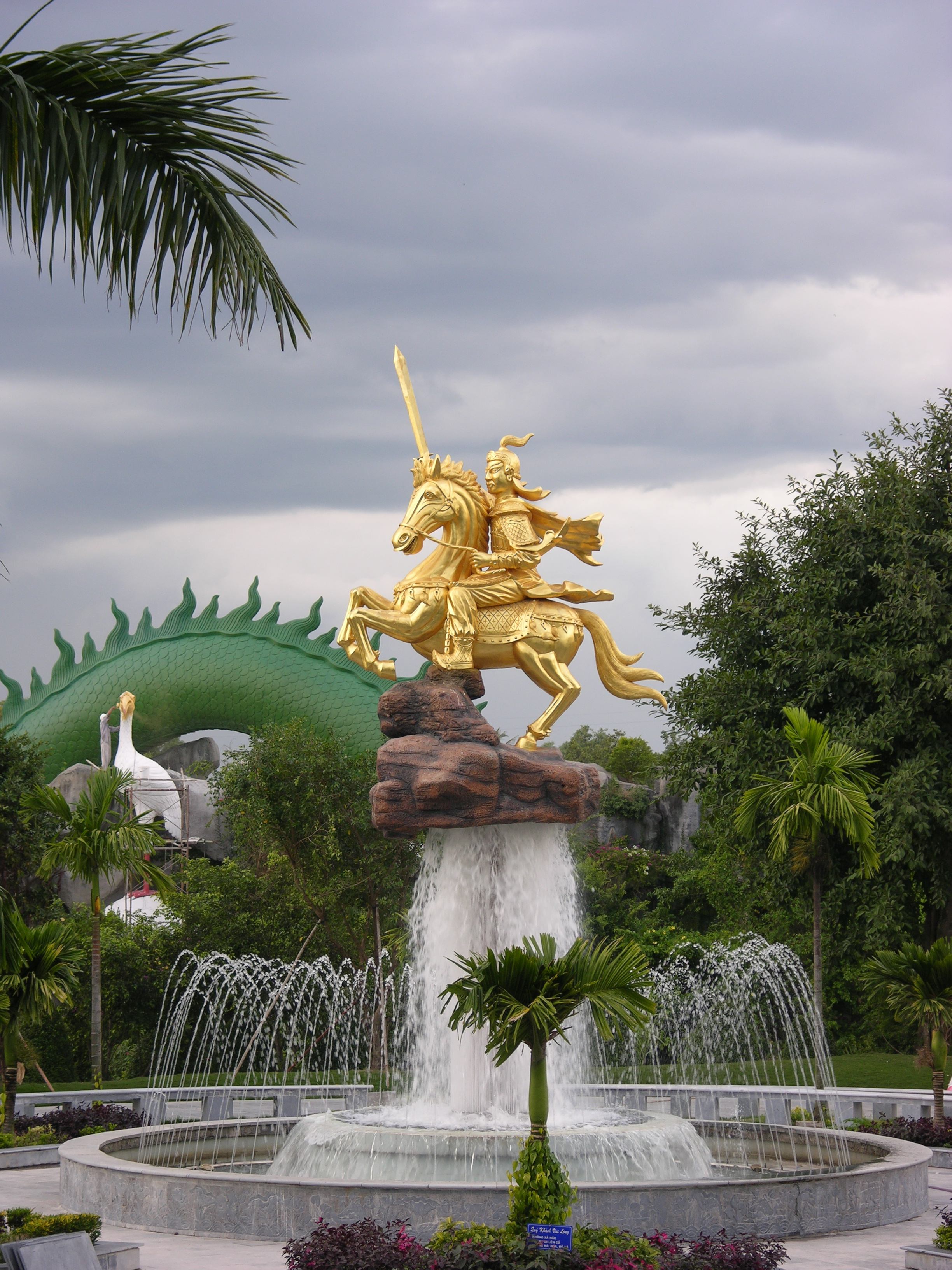
Tượng Thánh Gióng tại Khu du lịch Đại Nam
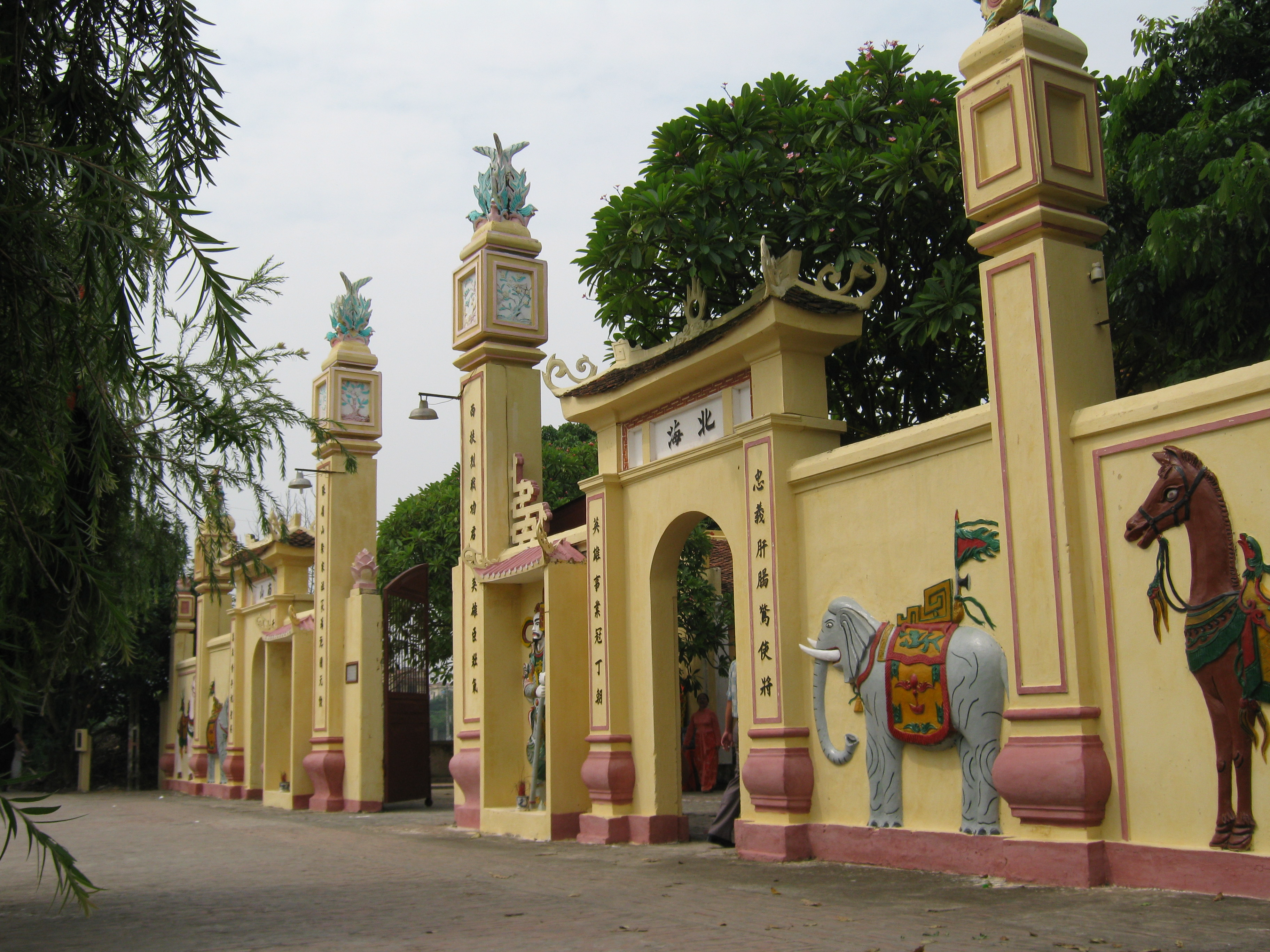
Hình ngựa ở lăng Nguyễn Bặc
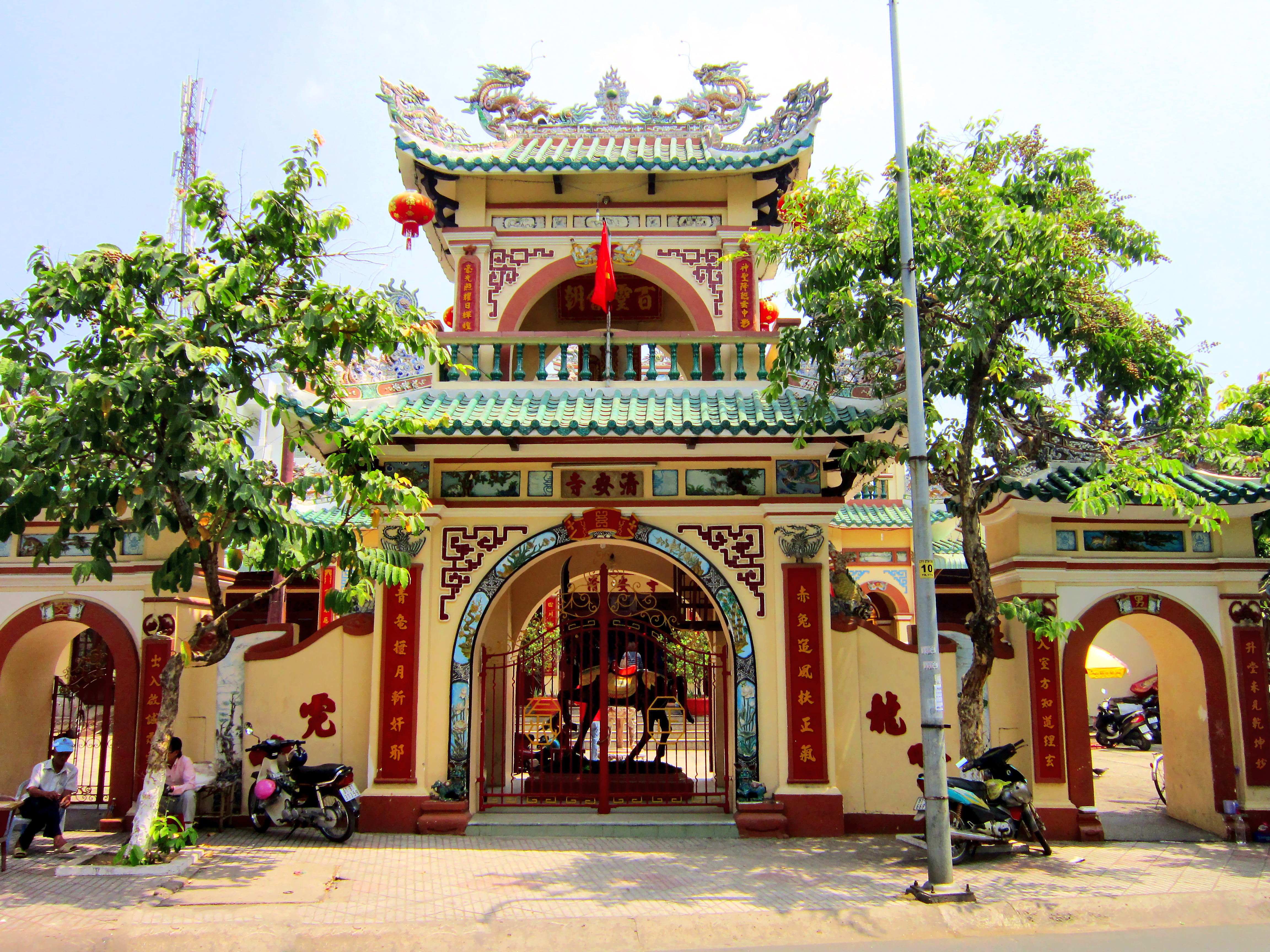
Tượng Ngựa Xích Thố ở Chùa Ông
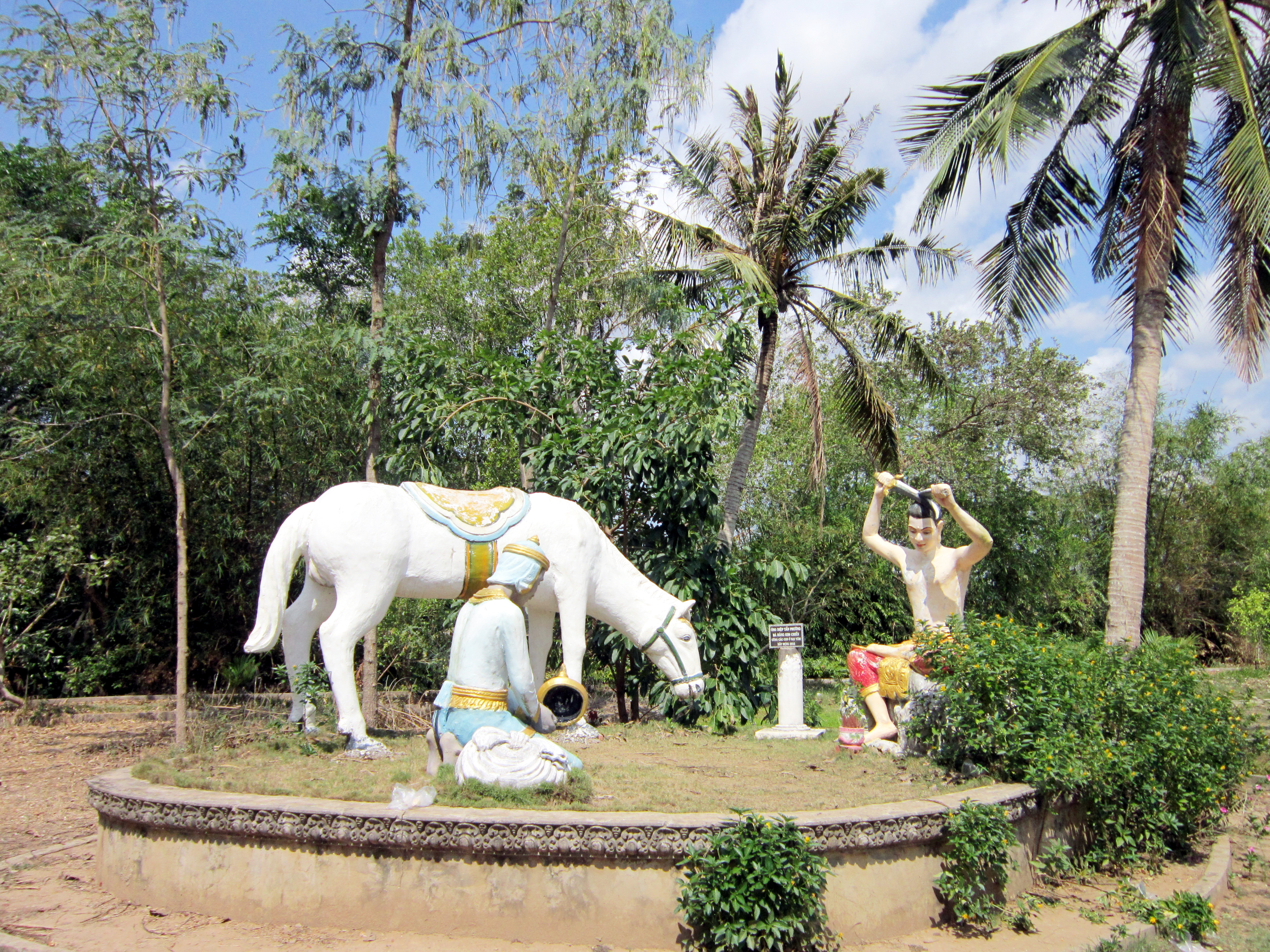
Tượng ngựa Kiền Trắc ở chùa Sà Lon
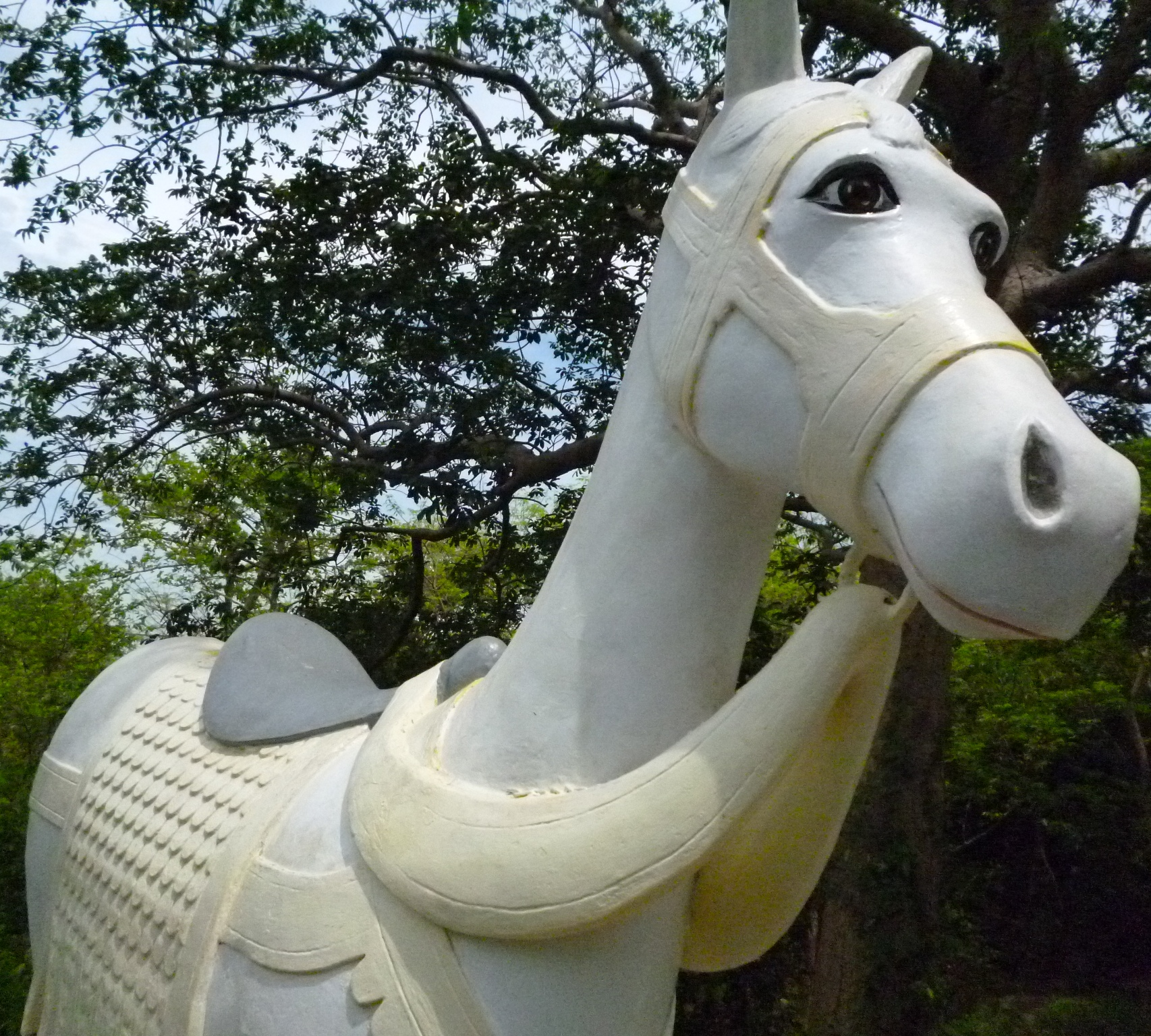
Tượng ngựa Kiền Trắc ở Linh sơn cổ tự Vũng Tàu
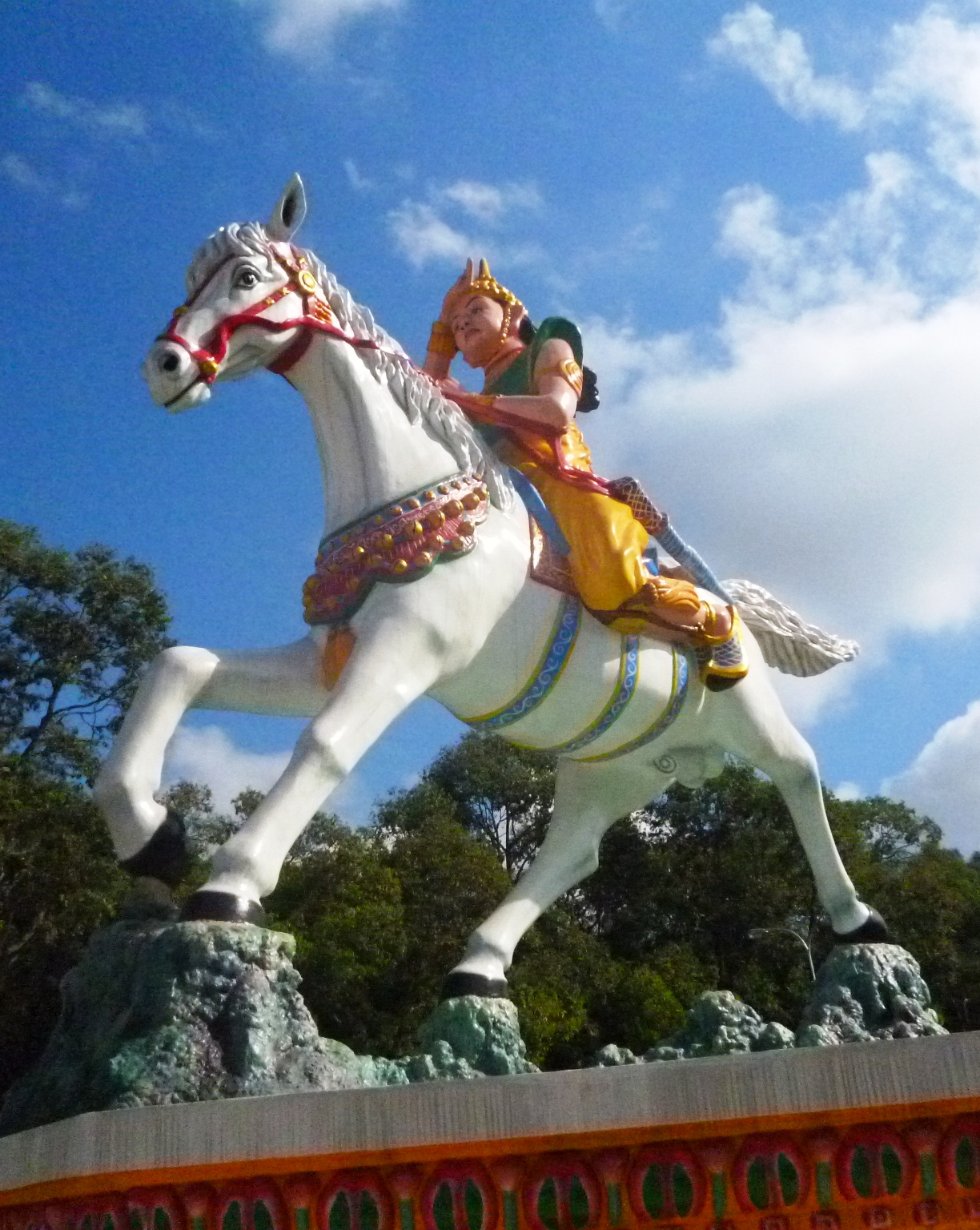
Tượng ngựa Kiền Trắc ở Tây NinhTượng ngựa Kiền Trắc ở Tây Ninh
- Tượng ngựa Kiền Trắc ở Tây Ninh
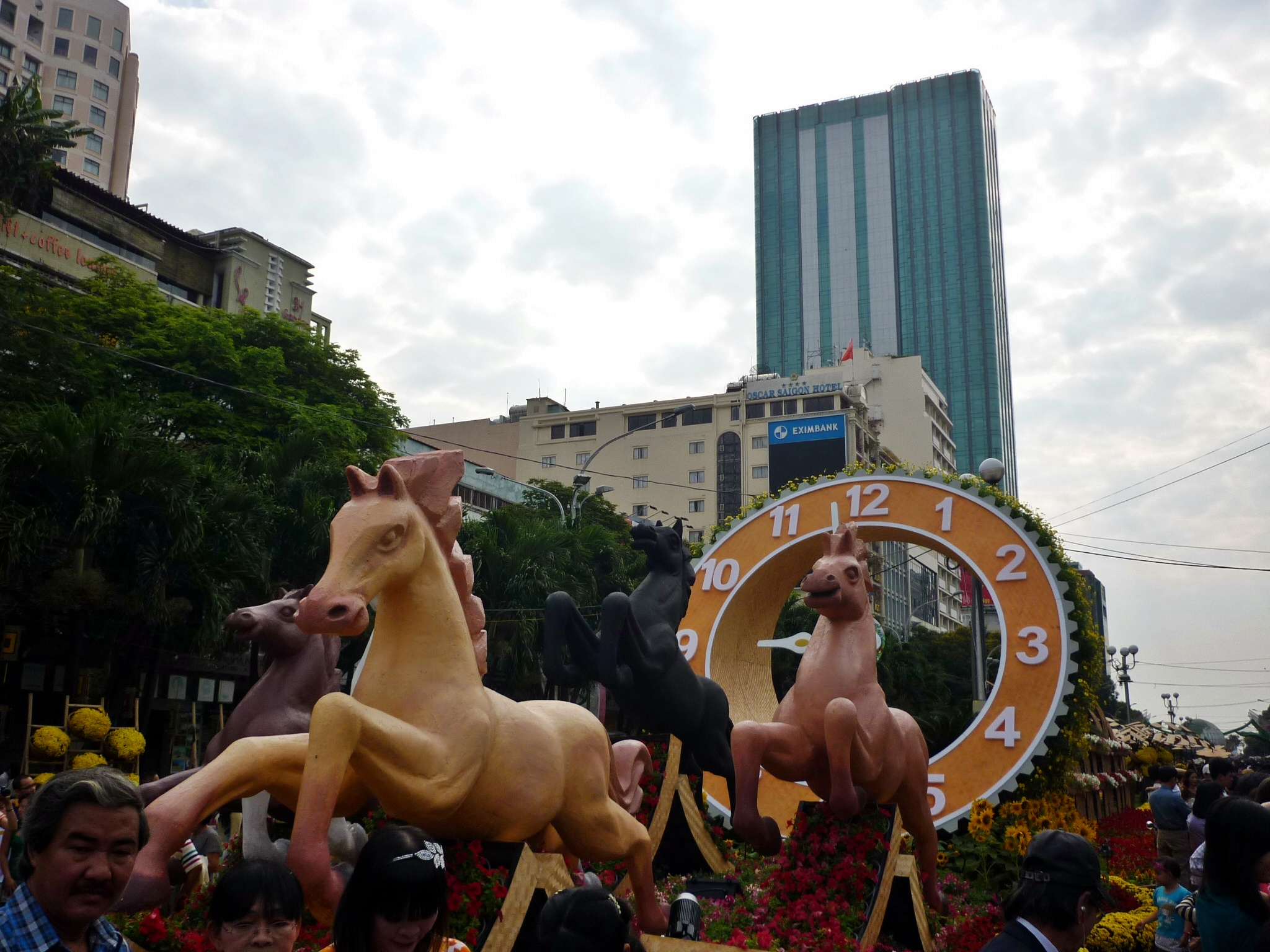
Biểu tượng năm Giáp Ngọ tại Thành phố Hồ Chí Minh
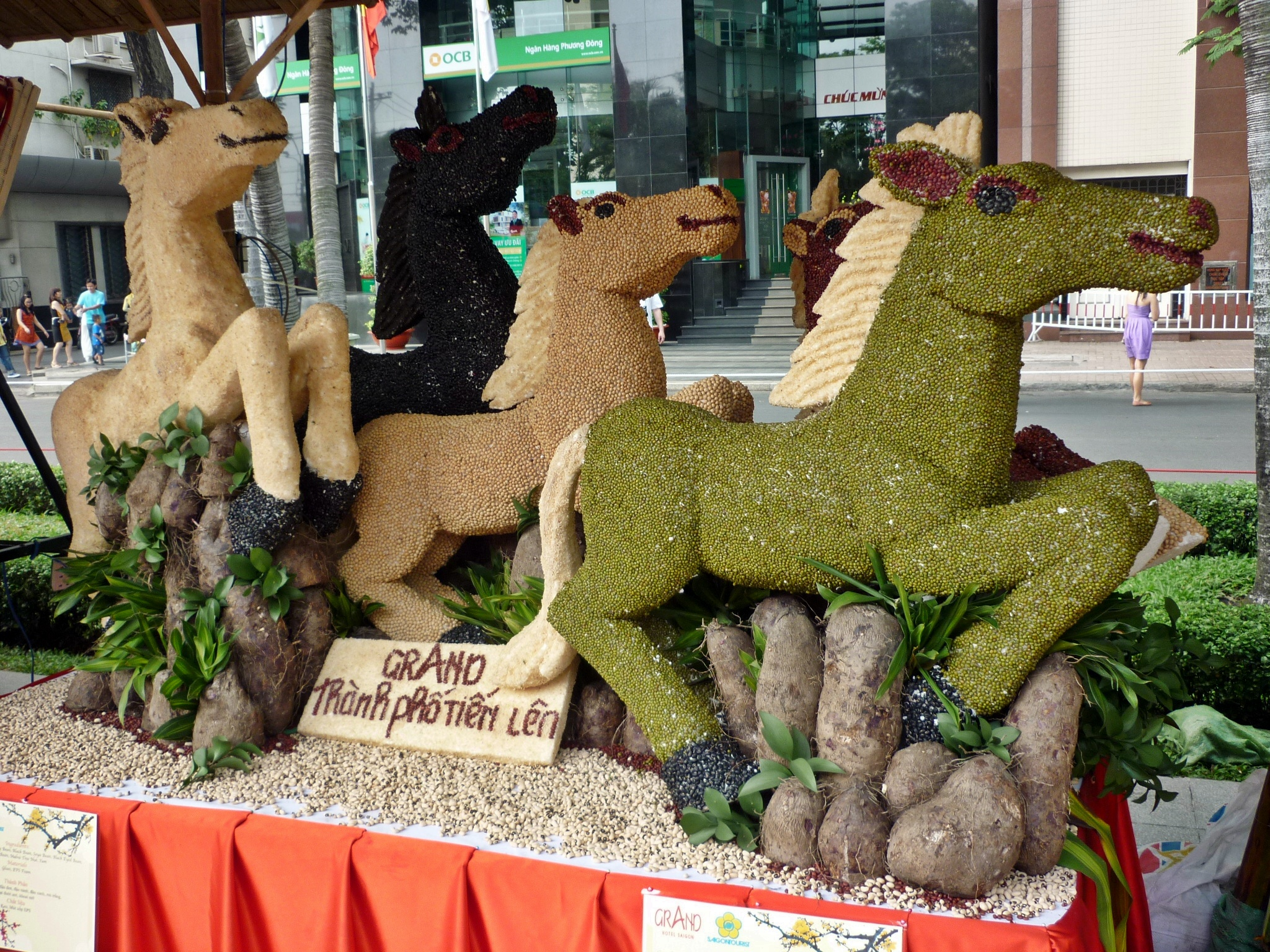
Chủ đề Thành phố tiến lên ở Sài Gòn
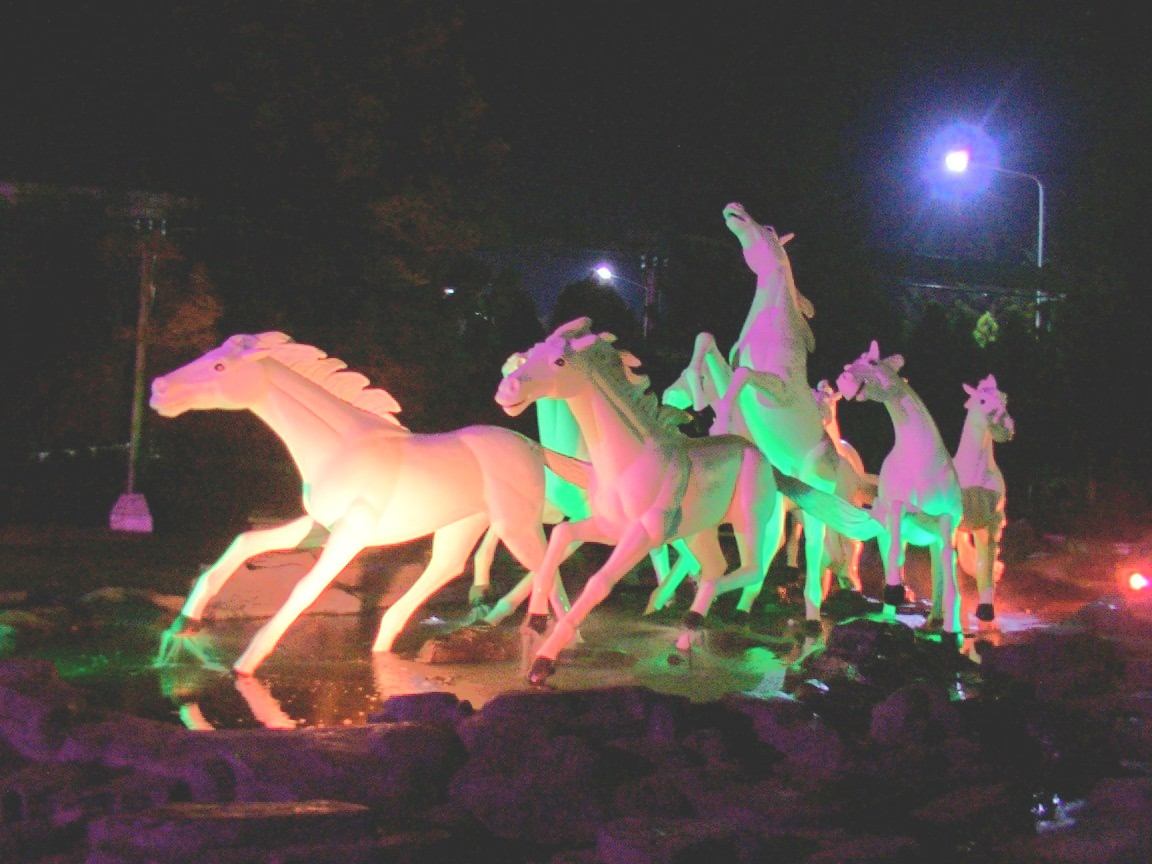
Tượng ngựa tại Công viên Đầm Sen
Đồ họa phục dựng kỵ binh thời Trần
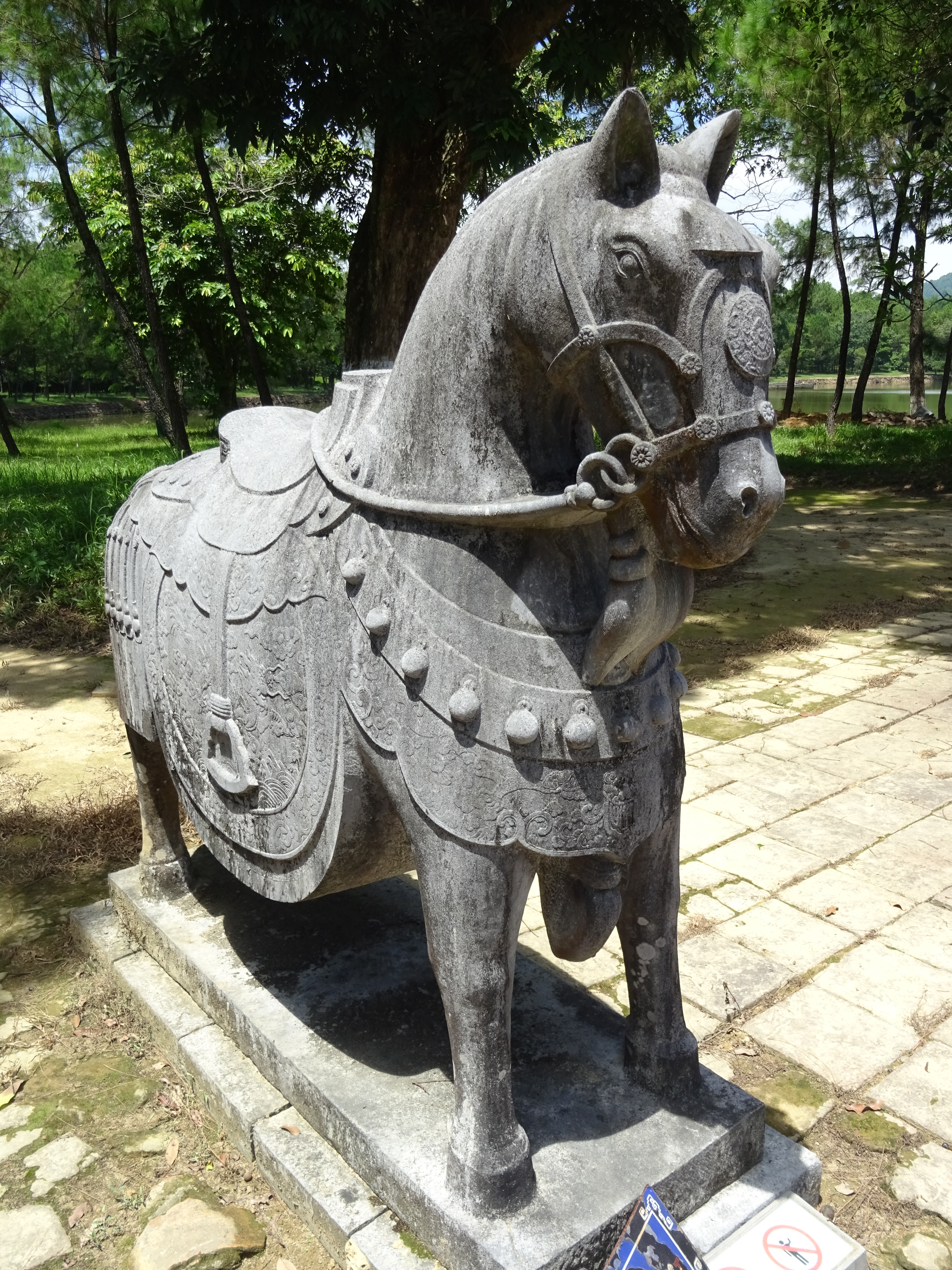
Tượng ngựa đá tại Lăng Minh Mạng
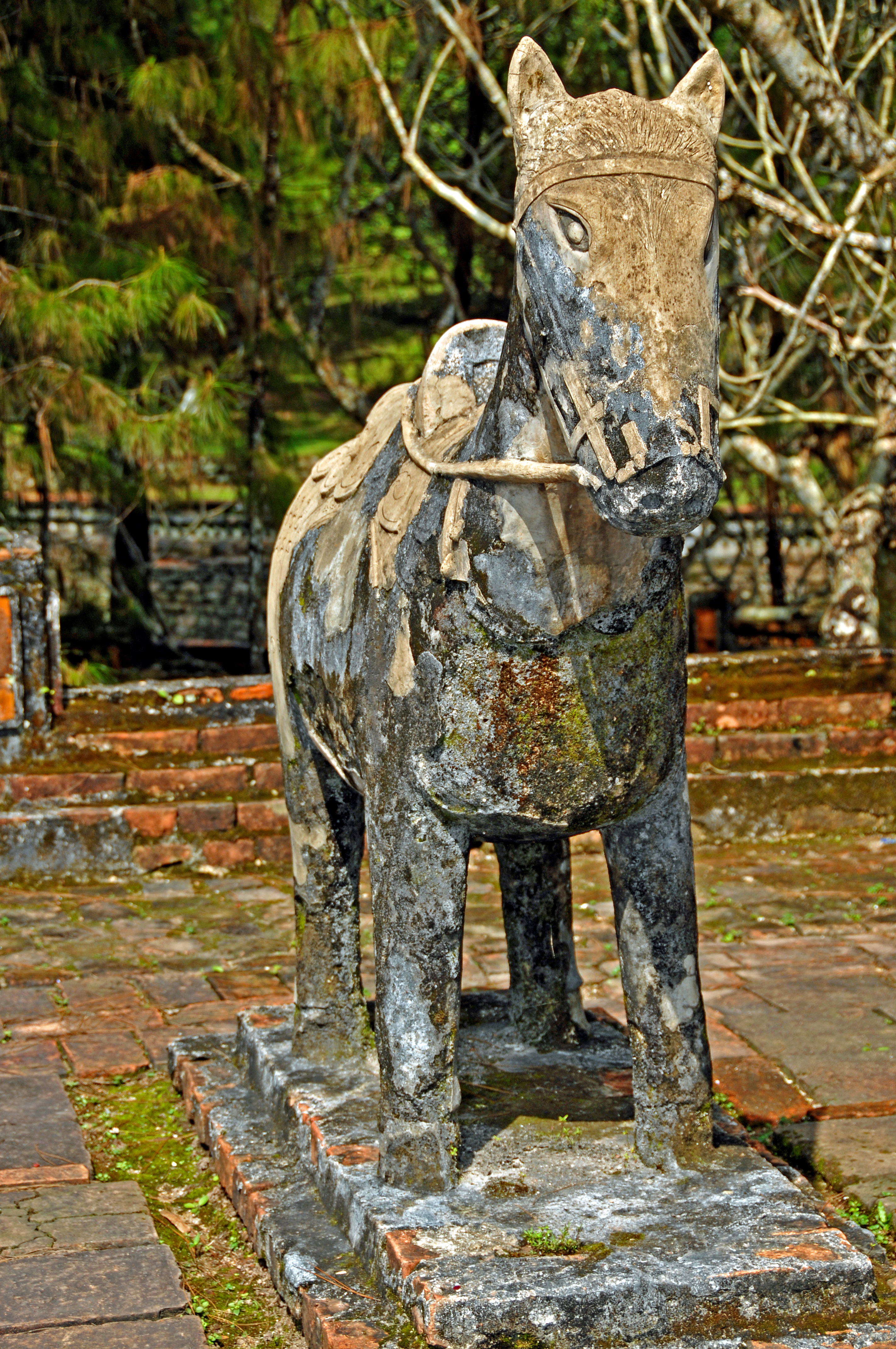
Tượng ngựa đá tại Huế